# Csüdfű

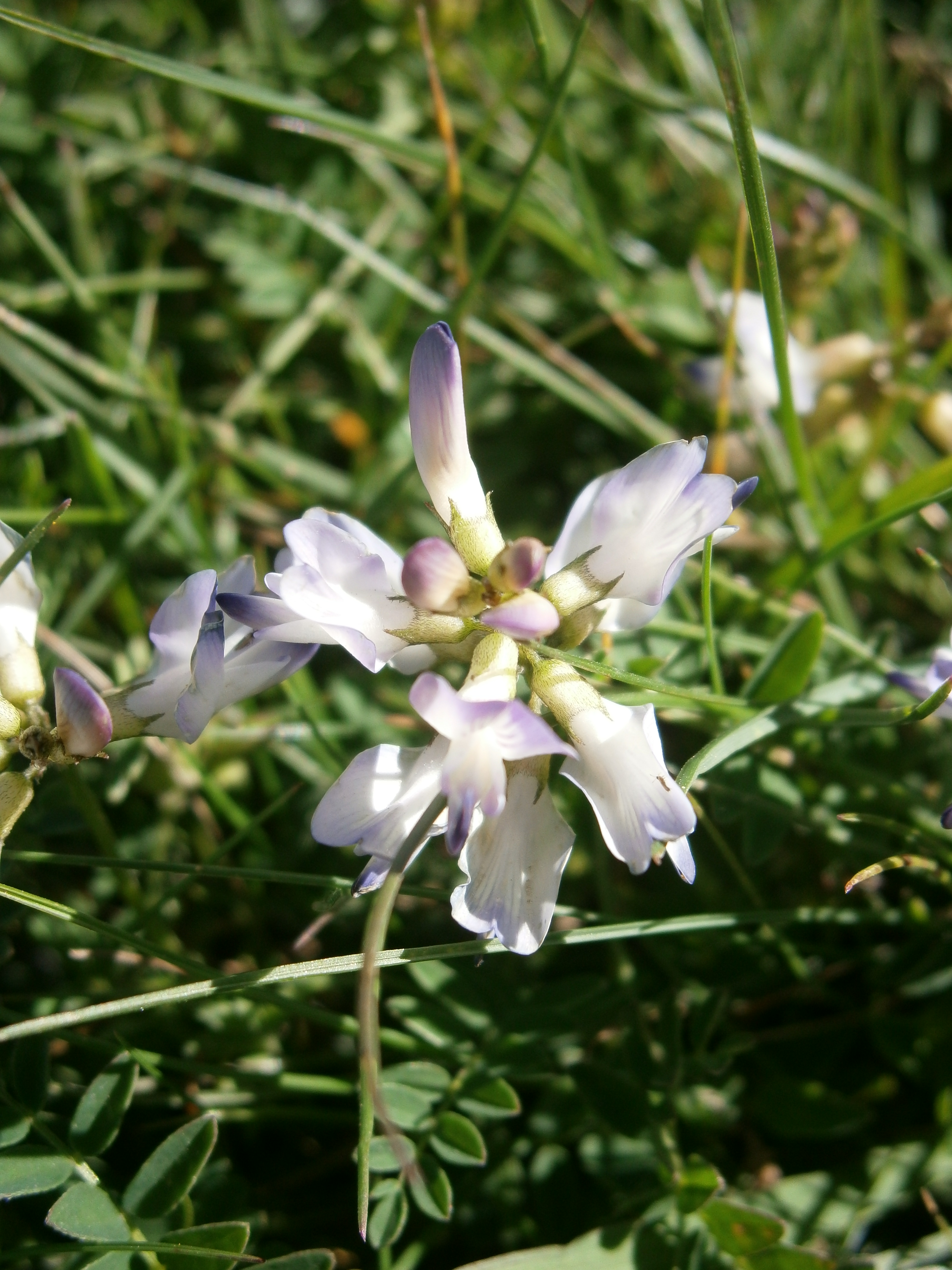
Astragalus alpinus

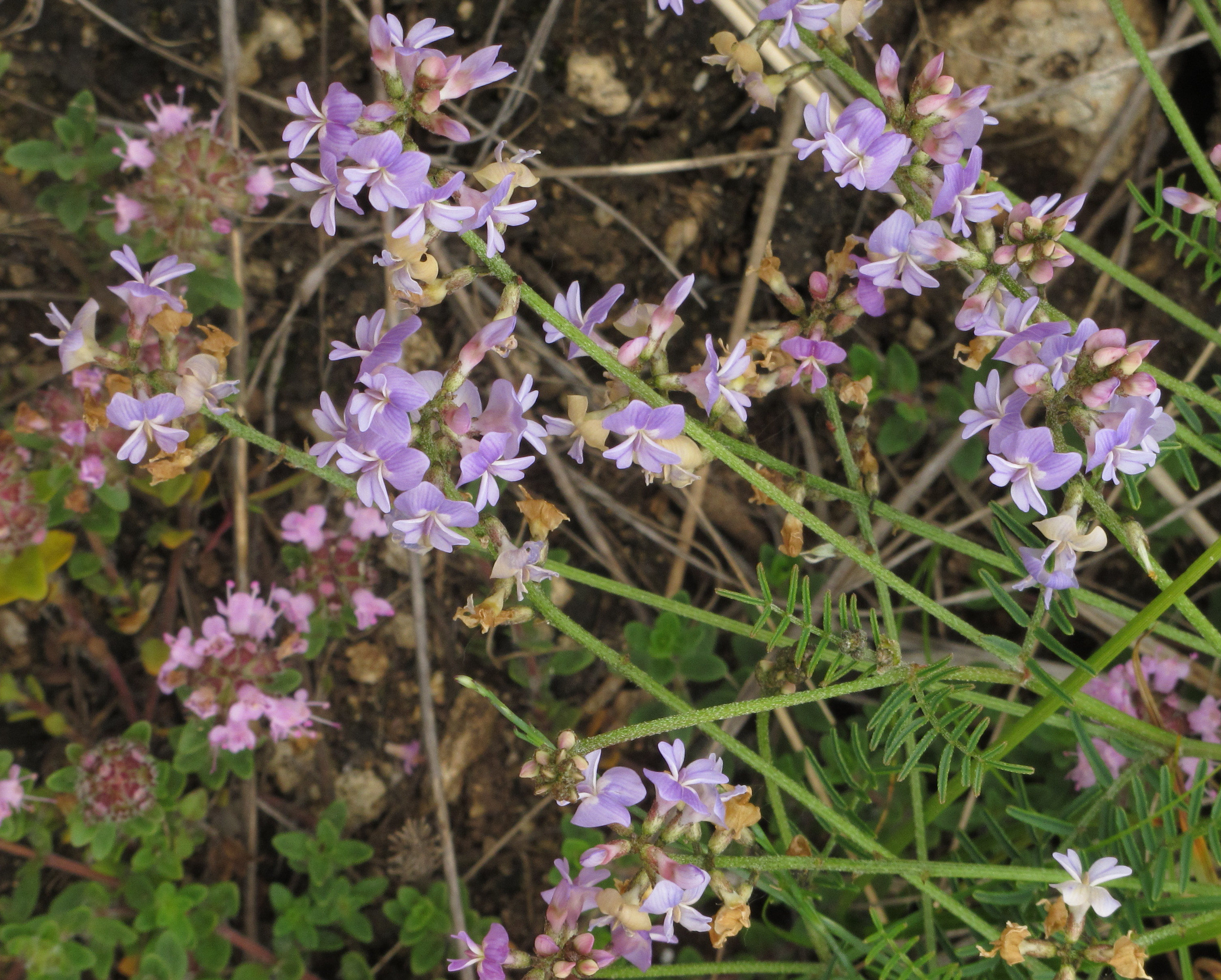
Astragalus austriacus

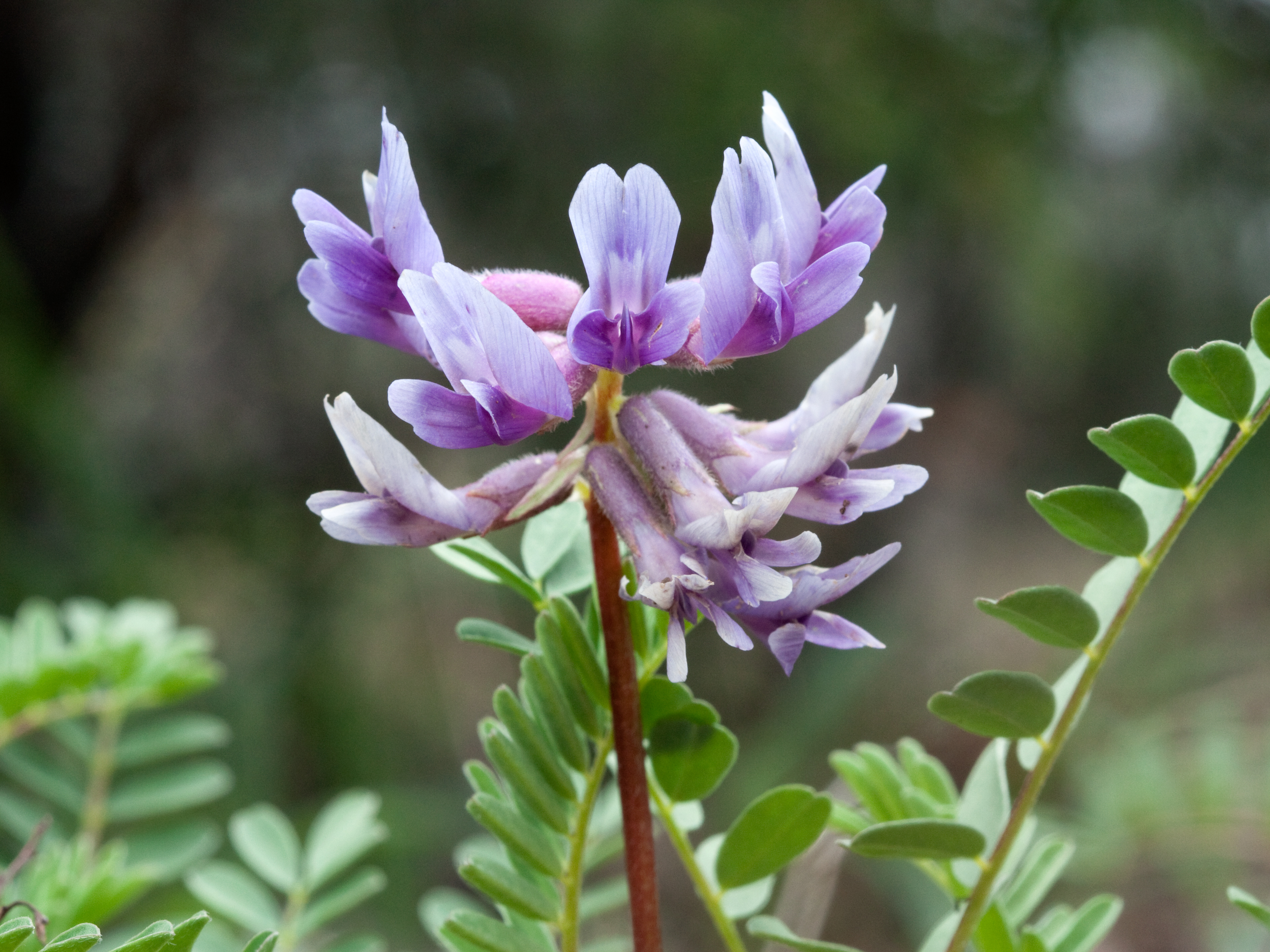
Astragalus bibullatus

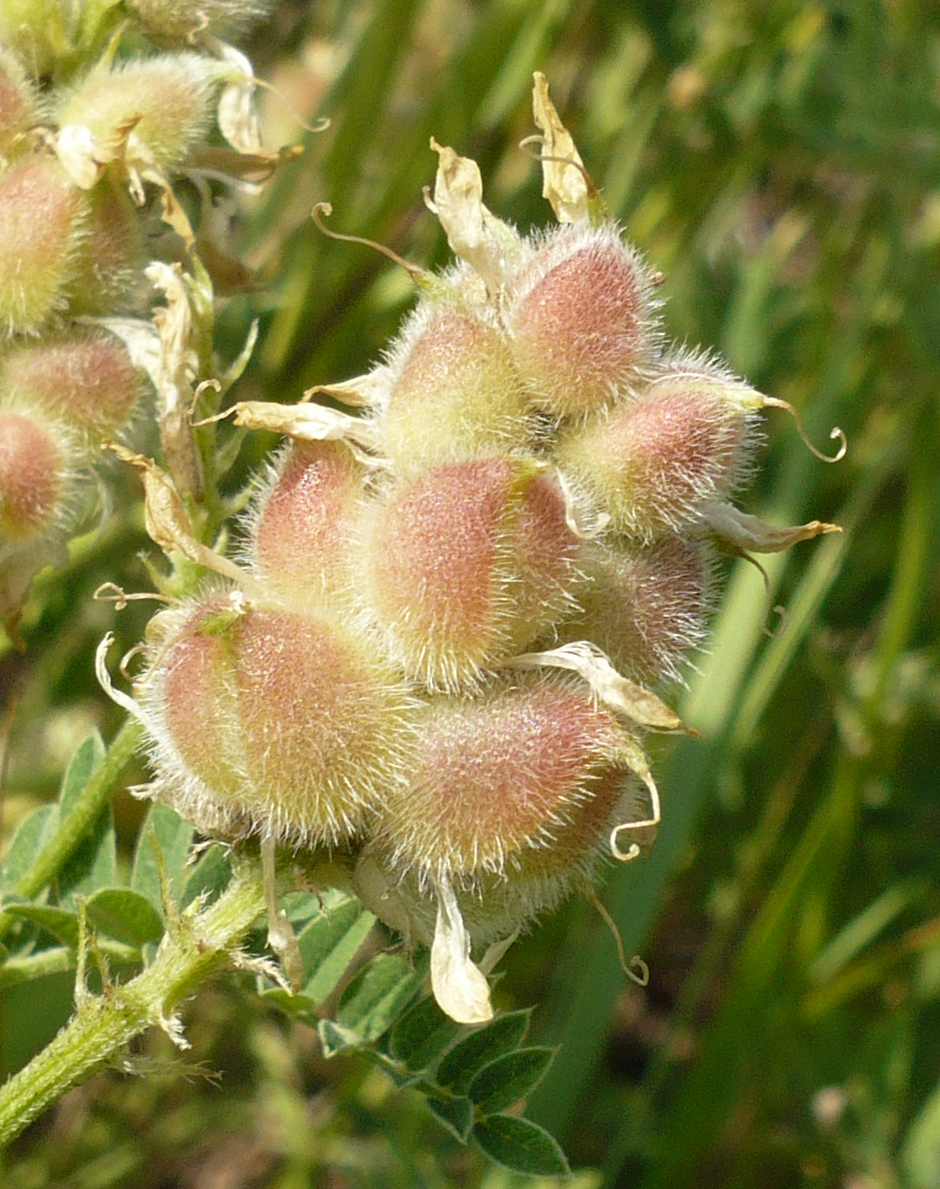
Astragalus cicer

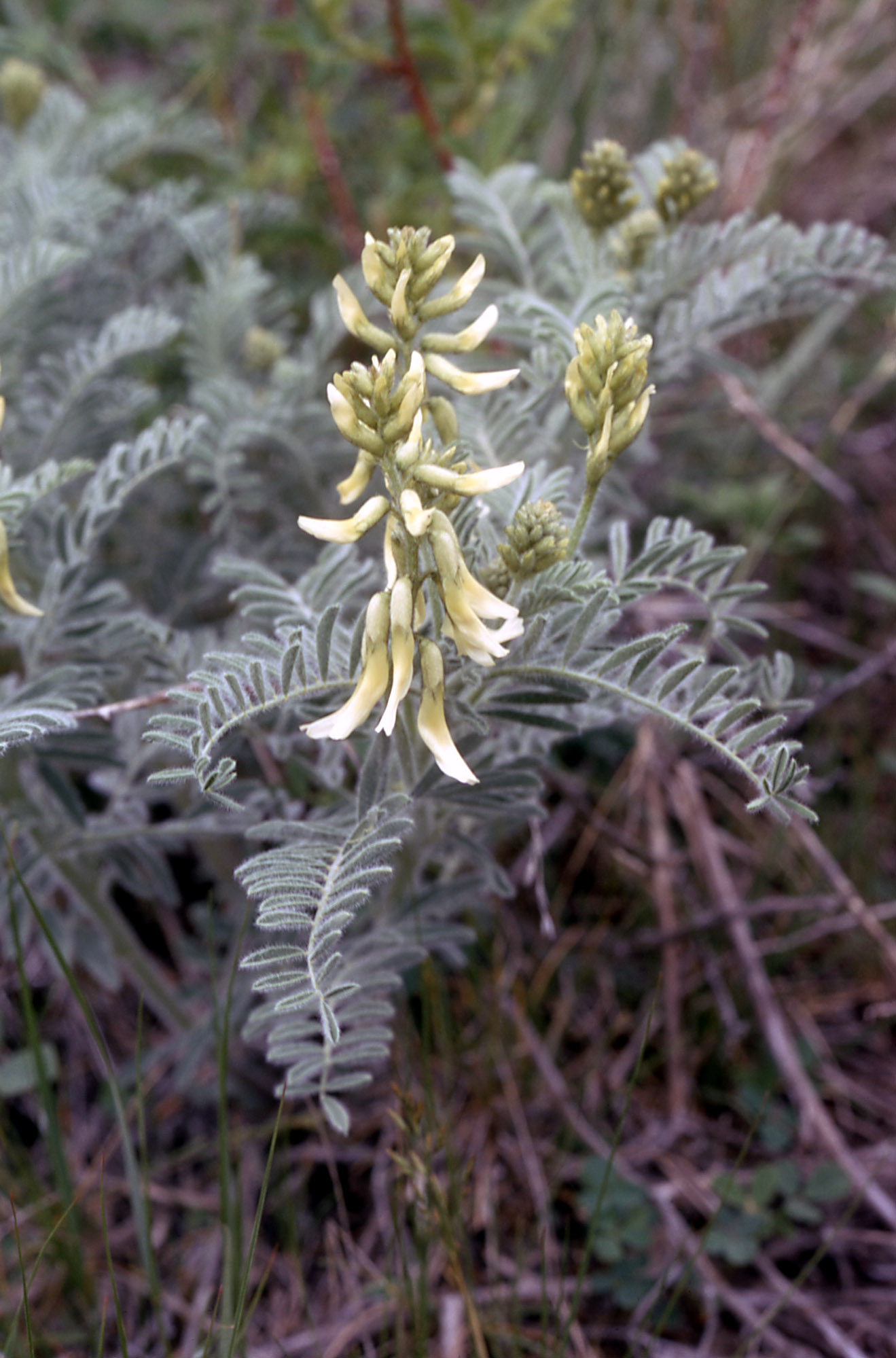
Astragalus drummondii

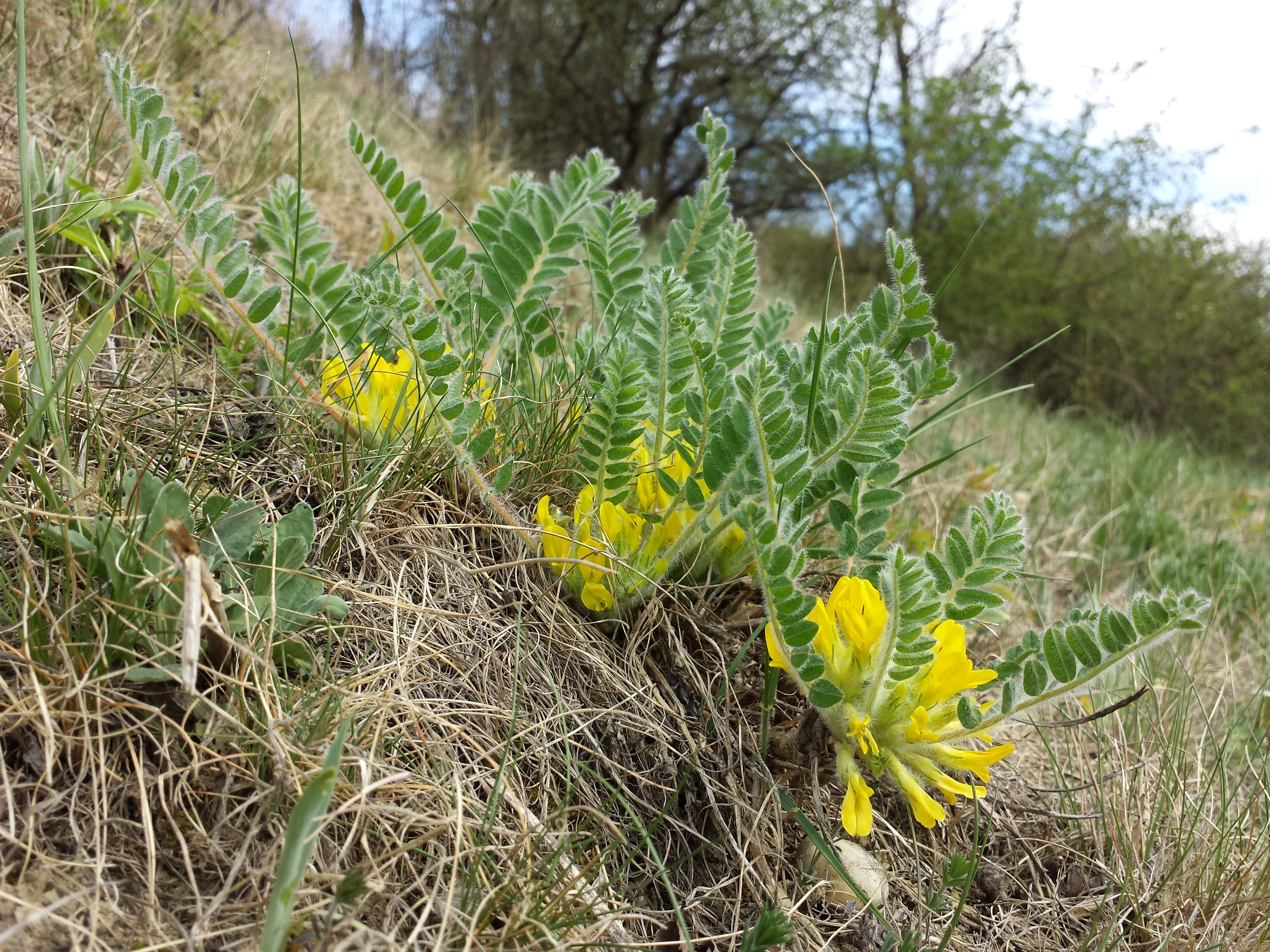
Astragalus exscapus

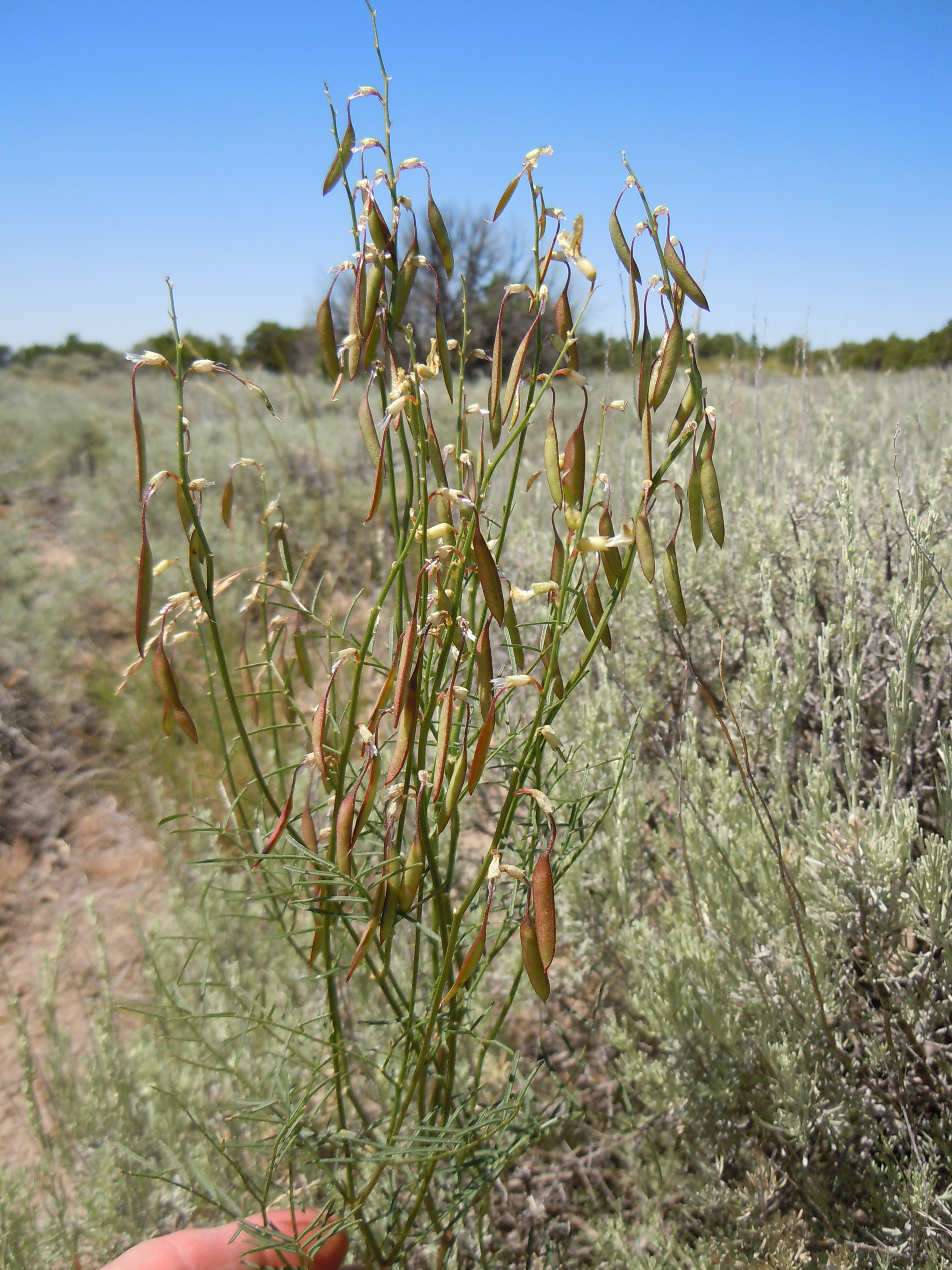
Astragalus filipes

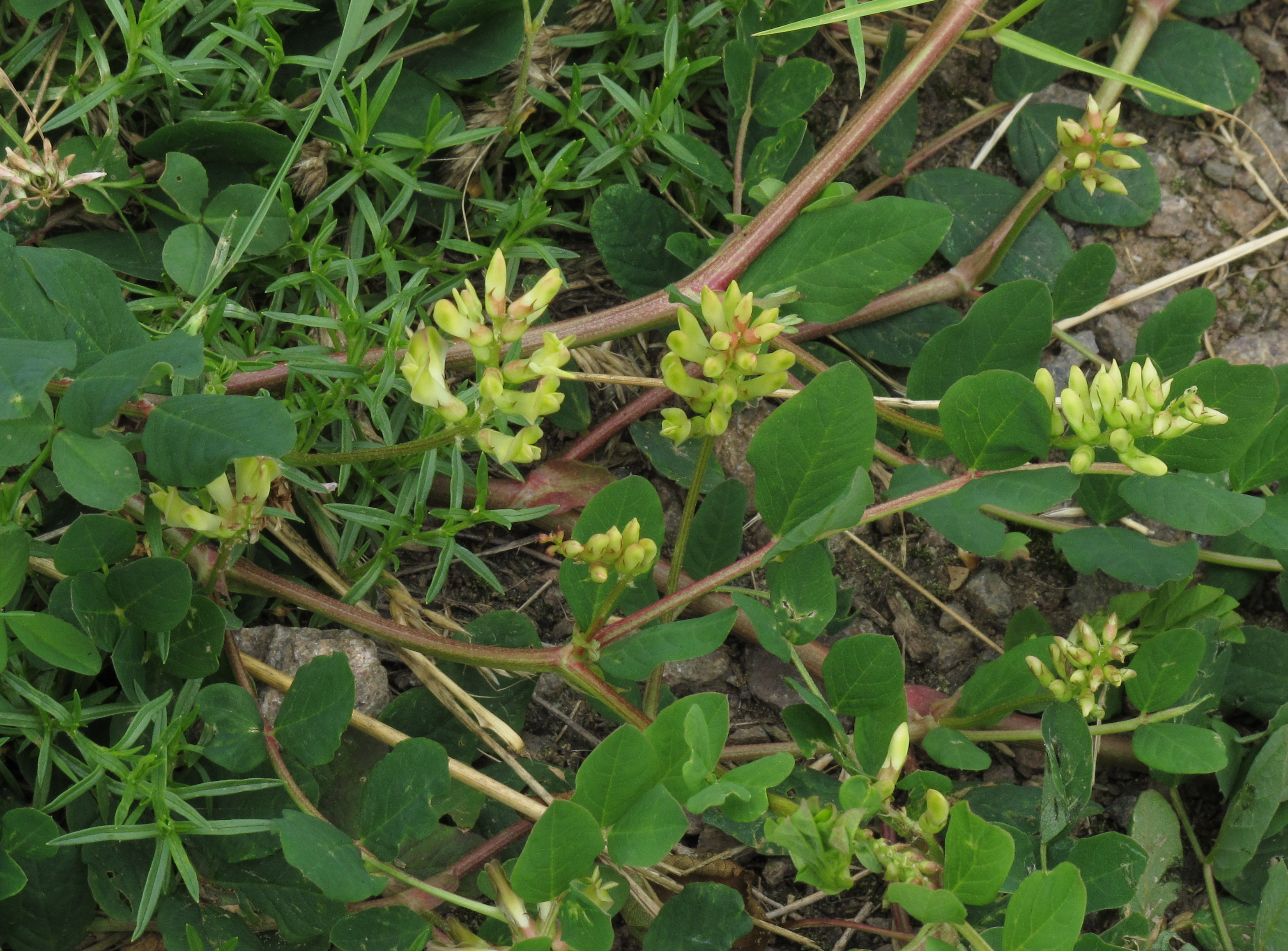
Astragalus glycyphyllos

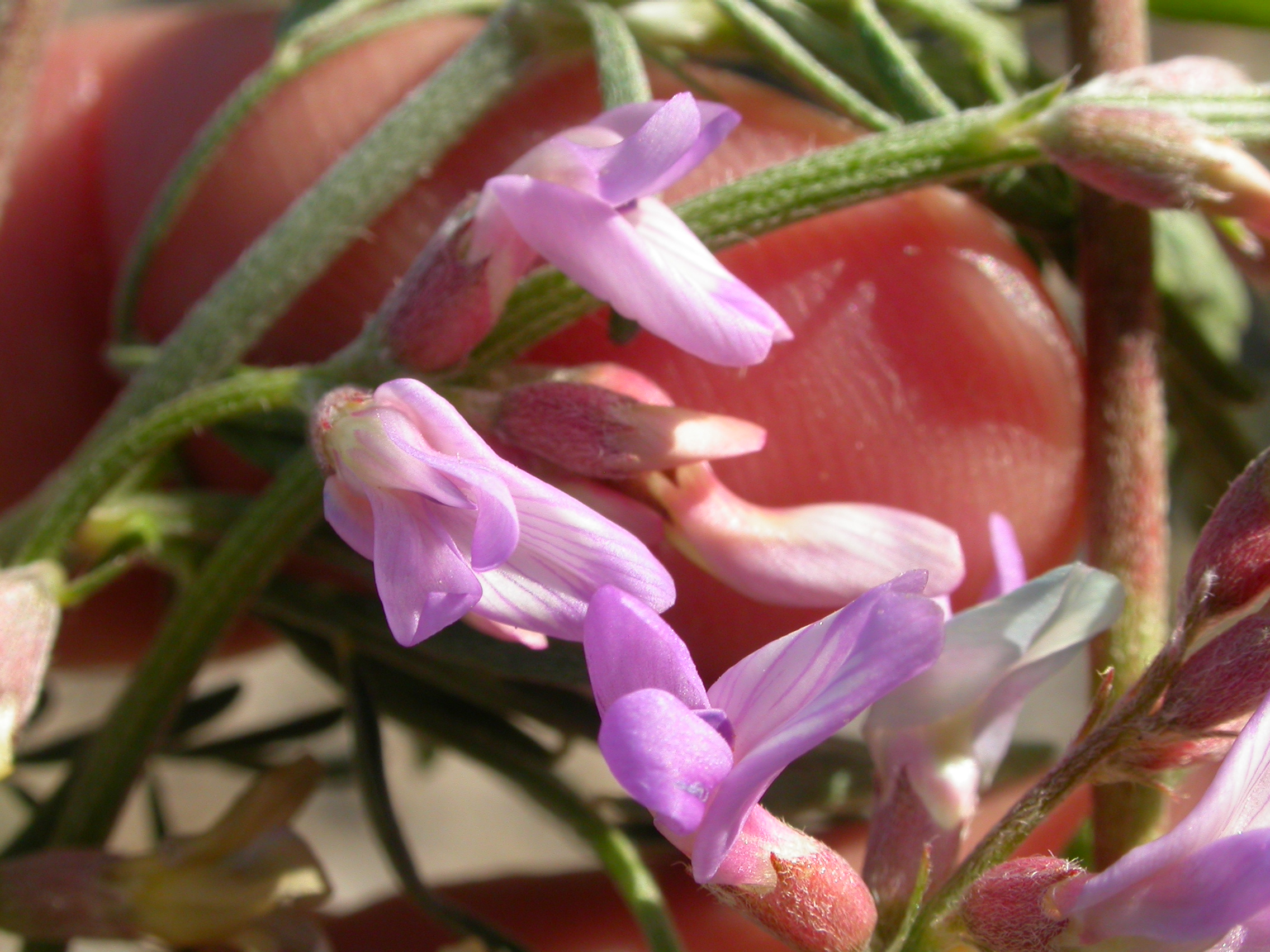
Astragalus gracilis

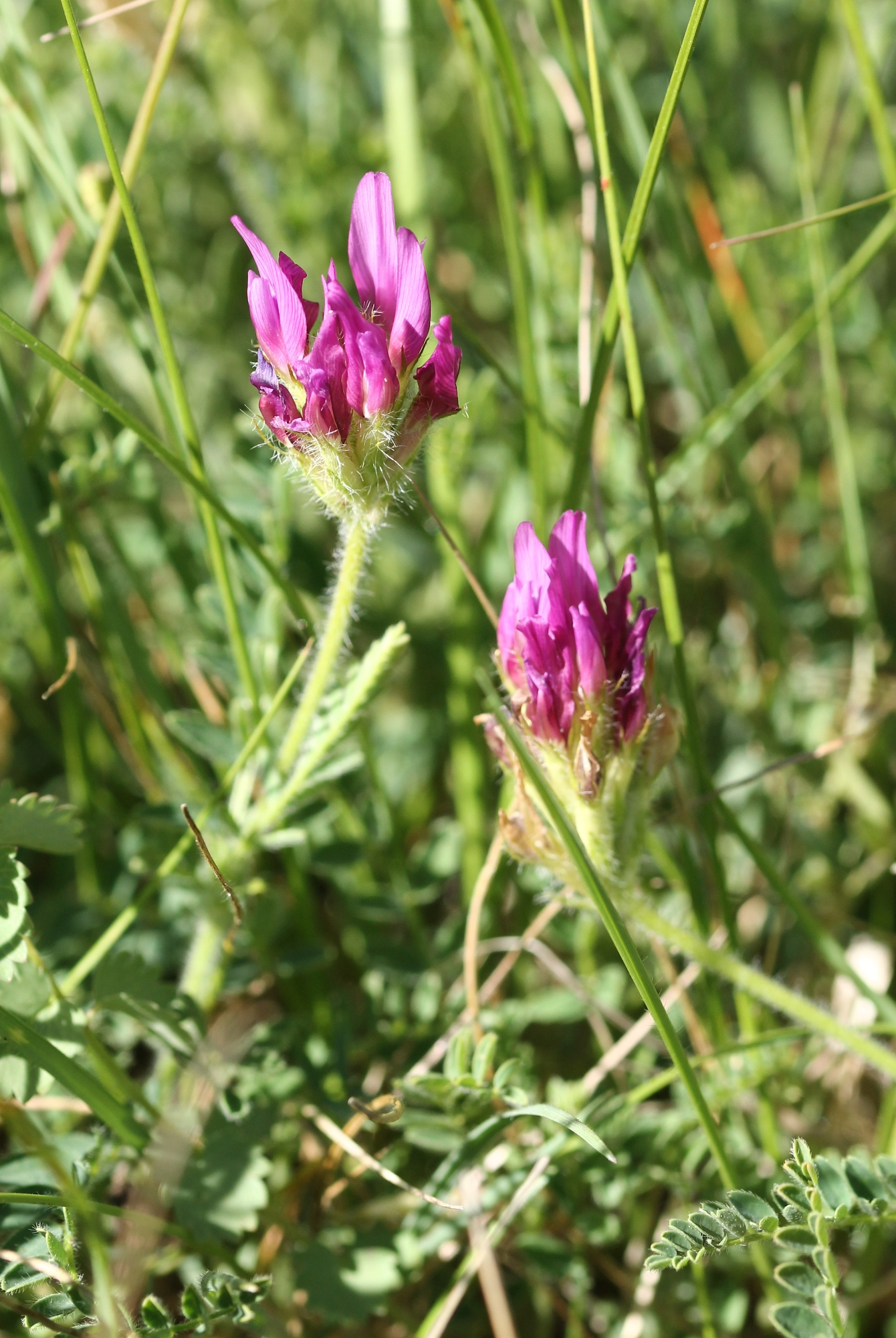
Astragalus hypoglottis

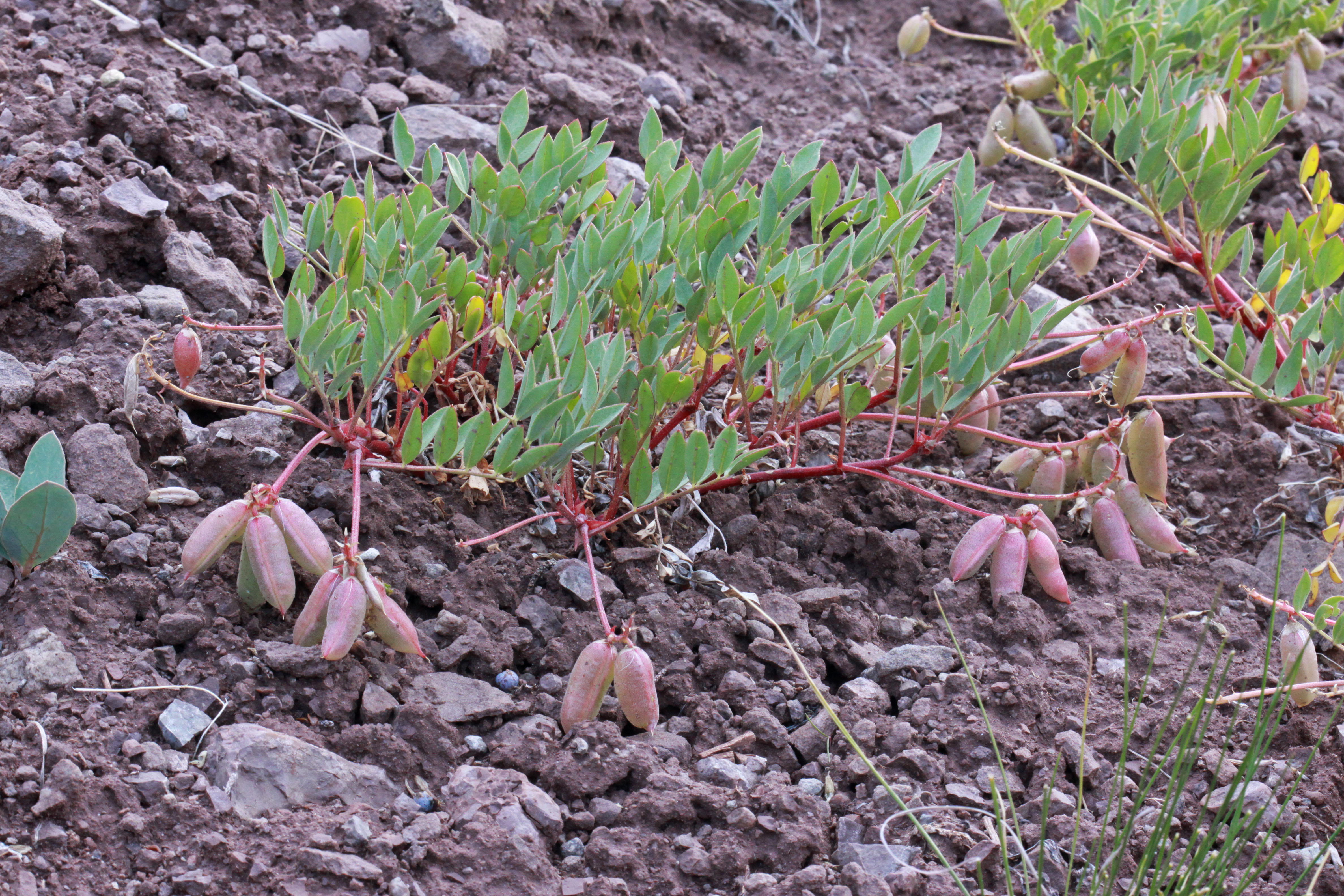
Astragalus iselyi

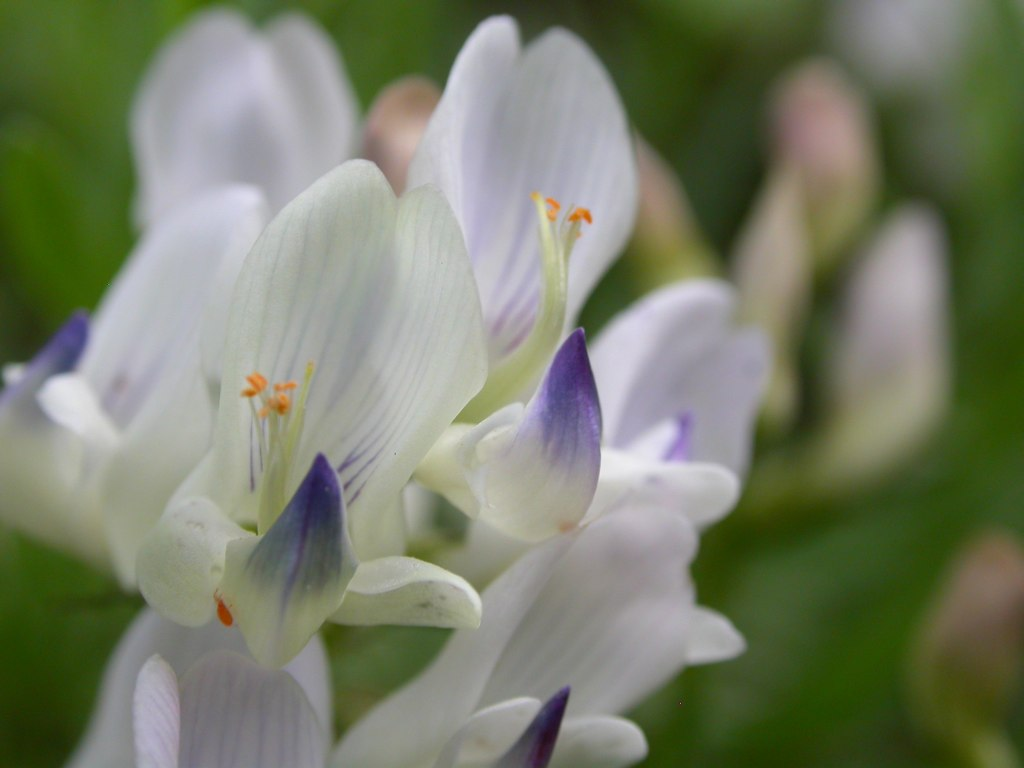
Astragalus miser

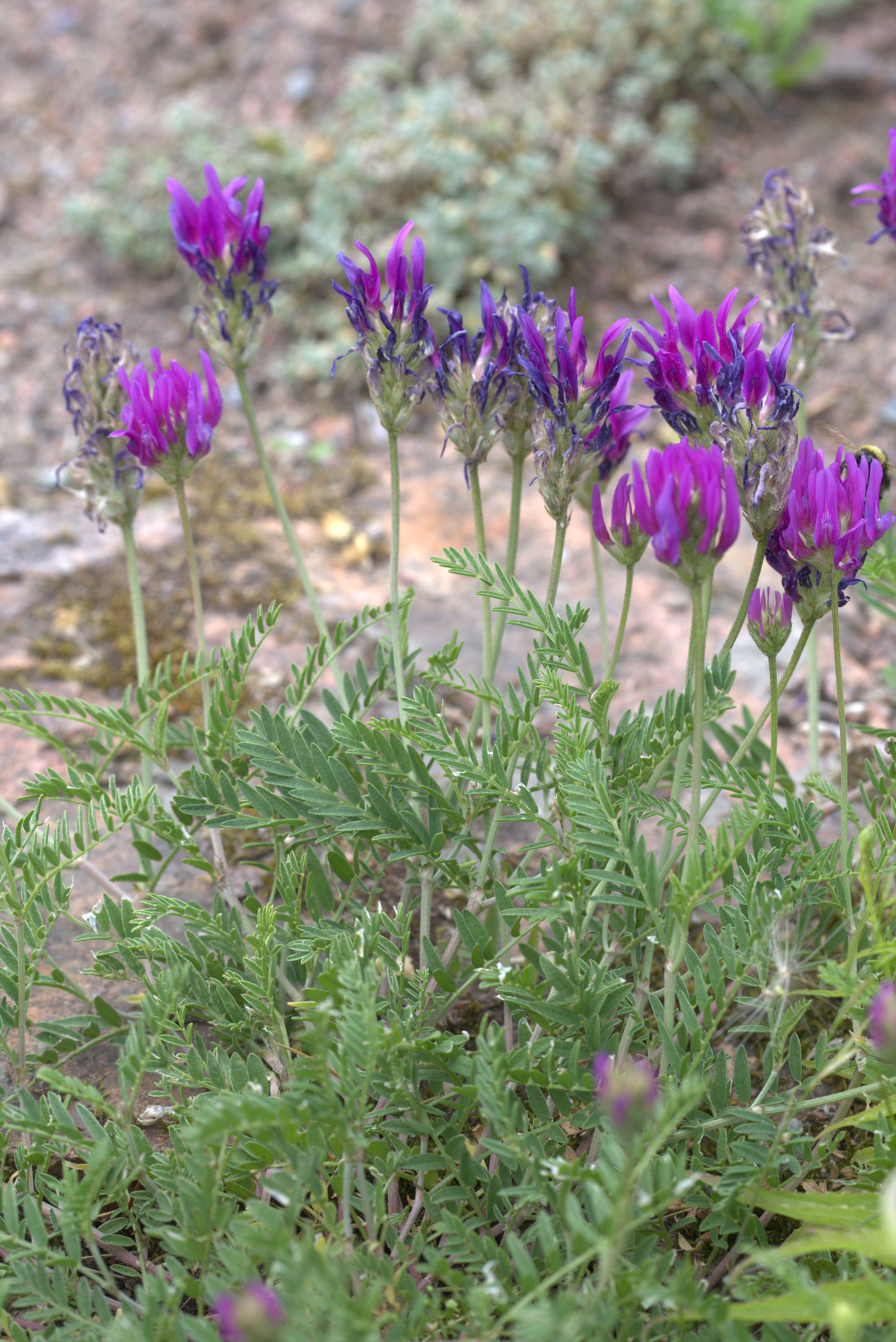
Astragalus onobrychis

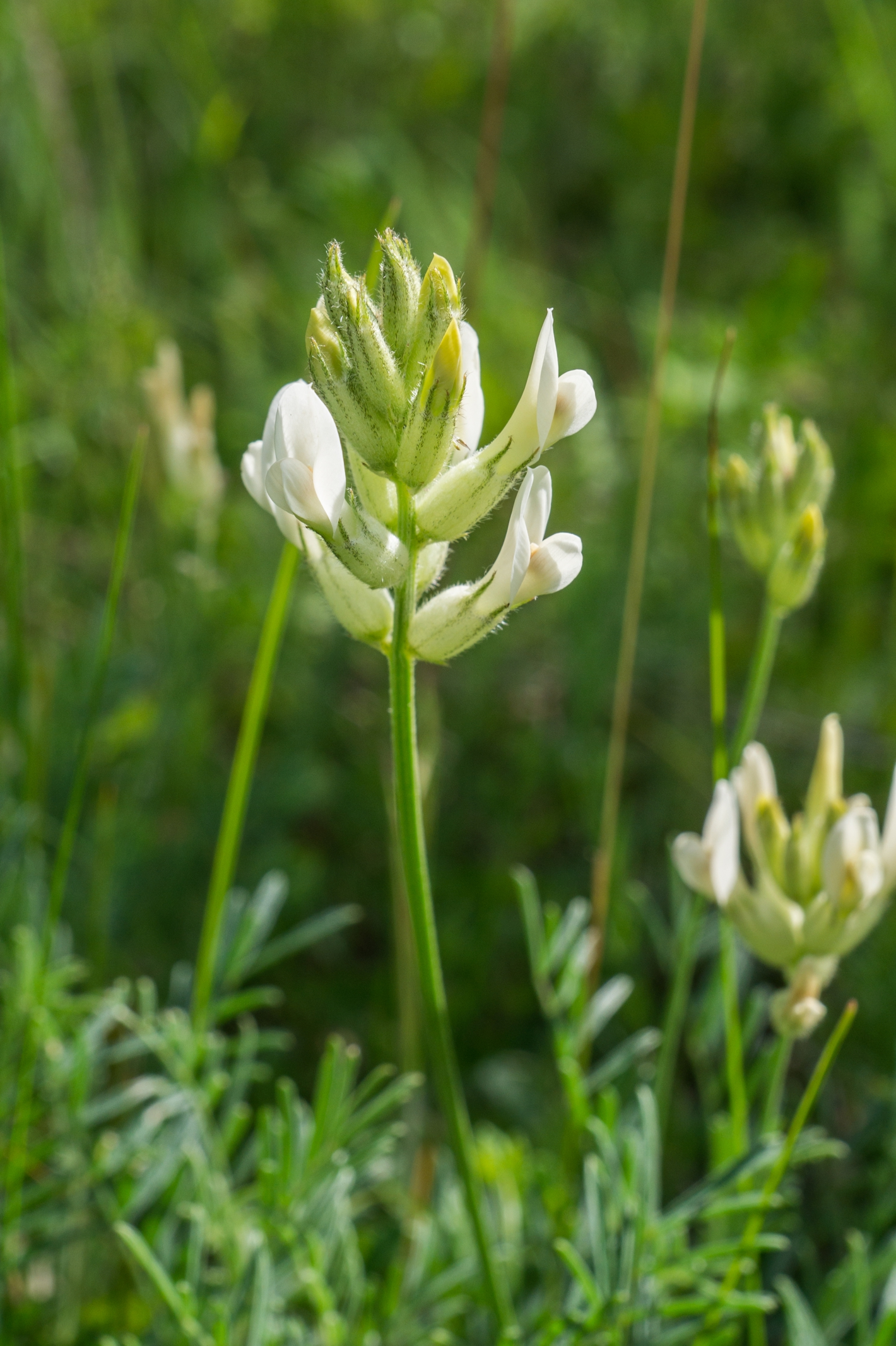
Astragalus peterfii

A csüdfű (Astragalus) a hüvelyesek (Fabales) rendjébe, ezen belül a pillangósvirágúak (Fabaceae) családjába tartozó nemzetség.

## Tudnivalók
A zárvatermők legnagyobb nemzetsége, Földünk számos térségében elterjedtek. A különböző csüdfűfajok megtalálhatók Európában, Ázsiában, Afrikában és Amerikákban. Sokféle éghajlaton megtalálhatóak, az északi sarktól egészen az egyenlítőig, és azon túl. Kizárólag csak Ausztráliában nem őshonosak, azonban ide betelepítette az ember.
Habár egyesek mérgezőek, a világ egyes részein - Kína, Közel-Kelet - gyógynövényként vagy más tápláléknövények pótlóiként használják fel. Manapság a legtöbb helyen dísznövényként hasznosítottak. Számos lepkefaj (Lepidoptera) hernyójának szolgálnak táplálékul.

## Az alnemzetségei és a fajcsoportjai
Az alábbi fajokat és hibridet az alábbi 12 alnemzetségbe és 94 fajcsoportba (a fajcsoportlista hiányos) sorolják be:
- Astragalus subg. Astragalus
- Astragalus subg. Calycophysa
- Astragalus subg. Caprinus
- Astragalus subg. Cercidothrix
- Astragalus subg. Calycocystis
- Astragalus subg. Epiglottis
- Astragalus subg. Homalobi
- Astragalus subg. Hypoglottis
- Astragalus subg. Orophaca
- Astragalus subg. Phaca
- Astragalus subg. Piptolobi
- Astragalus subg. Pogonophace

- Astragalus sect. Albuli
- Astragalus sect. Ampularii
- Astragalus sect. Anemophili
- Astragalus sect. Argophylii
- Astragalus sect. Astragalus
- Astragalus sect. Atrati
- Astragalus sect. Bicristati
- Astragalus sect. Bisulcati
- Astragalus sect. Brauntoniani
- Astragalus sect. Camptopodes
- Astragalus sect. Cenantrum
- Astragalus sect. Chaetodontes
- Astragalus sect. Circumdati
- Astragalus sect. Collini
- Astragalus sect. Conjuncti
- Astragalus sect. Cusickiani
- Astragalus sect. Cystiella
- Astragalus sect. Densifolii
- Astragalus sect. Desperati
- Astragalus sect. Diphaci
- Astragalus sect. Diphysi
- Astragalus sect. Drabellae
- Astragalus sect. Drummondiani
- Astragalus sect. Ervoidei
- Astragalus sect. Genistoidei
- Astragalus sect. Gigantei
- Astragalus sect. Greggiani
- Astragalus sect. Gynophoraria
- Astragalus sect. Hemiphaca
- Astragalus sect. Hemiphragmium
- Astragalus sect. Hesperonix
- Astragalus sect. Humillimi
- Astragalus sect. Humistrati
- Astragalus sect. Hypoglottoidei
- Astragalus sect. Hypoleuci
- Astragalus sect. Inflati
- Astragalus sect. Inyoenses
- Astragalus sect. Jaegeriani
- Astragalus sect. Jejuni
- Astragalus sect. Layneani
- Astragalus sect. Leptocarpi
- Astragalus sect. Lonchocarpi
- Astragalus sect. Lotiflori
- Astragalus sect. Lutosi
- Astragalus sect. Malaci
- Astragalus sect. Megacarpi
- Astragalus sect. Michauxiani
- Astragalus sect. Micranthi
- Astragalus sect. Microlobium
- Astragalus sect. Minerales
- Astragalus sect. Miselli
- Astragalus sect. Mollissimi
- Astragalus sect. Monoenses
- Astragalus sect. Neglecti
- Astragalus sect. Neonix
- Astragalus sect. Neviniani
- Astragalus sect. Nudi
- Astragalus sect. Ocreati
- Astragalus sect. Onobrychoidei
- Astragalus sect. Oocalyces
- Astragalus sect. Oroboidei
- Astragalus sect. Orophaca
- Astragalus sect. Pachyphyllus
- Astragalus sect. Pachypodes
- Astragalus sect. Panamintenses
- Astragalus sect. Pectinati
- Astragalus sect. Phaca
- Astragalus sect. Platytropides
- Astragalus sect. Podosclerocarpi
- Astragalus sect. Polares
- Astragalus sect. Porrecti
- Astragalus sect. Preussiani
- Astragalus sect. Pruniformes
- Astragalus sect. Pterocarpi
- Astragalus sect. Quinqueflori
- Astragalus sect. Reflexi
- Astragalus sect. Reventi-arrecti
- Astragalus sect. Sarcocarpi
- Astragalus sect. Scalares
- Astragalus sect. Scaposi
- Astragalus sect. Scutanei
- Astragalus sect. Scytocarpi
- Astragalus sect. Sericoleuci
- Astragalus sect. Sesamei
- Astragalus sect. Solitarii
- Astragalus sect. Strigulosi
- Astragalus sect. Succumbentes
- Astragalus sect. Tennesseenses
- Astragalus sect. Tiopsidei
- Astragalus sect. Trichopodi
- Astragalus sect. Tweedyani
- Astragalus sect. Uliginosi
- Astragalus sect. Villosi
- Astragalus sect. Woodruffiani

## Rendszerezés
A nemzetségbe az alábbi 3328 faj és 1 hibrid tartozik:
- Astragalus aaronii (Eig) Zohary
- Astragalus aaronsohnianus Eig
- Astragalus abadehensis Maassoumi & Podlech
- Astragalus abbreviatus Kar. & Kir.
- Astragalus aberrans Förther & Podlech
- Astragalus abharensis Maassoumi & Podlech
- Astragalus abnormalis Rech.f.
- Astragalus abolinii Popov
- Astragalus abramovii Gontsch.
- Astragalus absconditus Zarre & Podlech
- Astragalus absentivus Maassoumi
- Astragalus acantherioceras Rech.f. & Köie
- Astragalus acanthocarpus Boriss.
- Astragalus acanthochristianopsis Rech.f. & Köie
- Astragalus acaulis Baker
- Astragalus acceptus Podlech & L.R.Xu
- Astragalus accidens S.Watson
- Astragalus acetabulosus C.C.Towns.
- Astragalus achundovii Grossh.
- Astragalus acicularis Bunge
- Astragalus aciphyllus Freyn
- Astragalus ackerbergensis Freyn
- Astragalus ackermanii Barneby
- Astragalus acmonotrichus Fenzl
- Astragalus acmophyllus Bunge
- Astragalus acormosus Basil.
- Astragalus acutifolius Bunge
- Astragalus acutirostris S.Watson
- Astragalus acutus Bunge
- Astragalus adanus A.Nelson
- Astragalus adiyamanensis Podlech & Ekici
- Astragalus adpressipilosus Gontsch.
- Astragalus adpressiusculus Eig
- Astragalus adraskanensis Podlech
- Astragalus adscendens Boiss. & Hausskn.
- Astragalus adulterinus Podlech
- Astragalus adunciformis Boiss.
- Astragalus aduncus Willd.
- Astragalus adustus Bunge
- Astragalus adzharicus Popov
- Astragalus aegobromus Boiss. & Hohen.
- Astragalus aemulans (Nevski) Gontsch.
- Astragalus aequalis Clokey
- Astragalus aestimabilis Podlech
- Astragalus aestivorum Podlech
- Astragalus affinis Podlech & Zarre
- Astragalus afghanomontanus Sirj. & Rech.f.
- Astragalus afghanopersicus Kitam.
- Astragalus aflatunensis B.Fedtsch.
- Astragalus agameticus Lipsky
- Astragalus agassii Manden.
- Astragalus agnicidus Barneby
- Astragalus agraniotii Orph. ex Boiss.
- Astragalus agrestis Douglas ex G.Don
- Astragalus ahangarensis Zarre & Podlech
- Astragalus aharicus Maassoumi & Podlech
- Astragalus ahmad-parsae Maassoumi
- Astragalus ahmed-adlii Bornm. & Gauba
- Astragalus ahouicus Parsa
- Astragalus aintabicus Boiss.
- Astragalus aiwadzhi B.Fedtsch.
- Astragalus ajfreidii Aitch. & Baker
- Astragalus akhanii Podlech
- Astragalus akhundzadahensis Podlech & Zarre
- Astragalus akkensis Coss.
- Astragalus akmanii Aytaç & H.Duman
- Astragalus aksaicus Schischk.
- Astragalus aksaricus Pavlov
- Astragalus akscheberensis Freyn & Bornm.
- Astragalus aksuensis Bunge
- Astragalus aktauensis Gontsch.
- Astragalus aktiubensis Sytin
- Astragalus alaarczensis Vassilcz.
- Astragalus alabugensis B.Fedtsch.
- Astragalus aladagensis Ekící & Podlech
- Astragalus alaicus Freyn
- Astragalus alamliensis Rech.f.
- Astragalus alamouticus Maassoumi
- Astragalus alaschanus Bunge ex Maxim.
- Astragalus alatavicus Kar. & Kir.
- Astragalus alavaanus Podlech
- Astragalus albens Greene
- Astragalus alberti Bunge
- Astragalus albertoregelia C.Winkl. & B.Fedtsch.
- Astragalus albertshoferi Podlech
- Astragalus albicalycinus Hub.-Mor. & V.A.Matthews
- Astragalus albicans Bong.
- Astragalus albicaulis DC.
- Astragalus albispinus Sirj. & Bornm.
- Astragalus albosetulosus Sirj. & Rech.f.
- Astragalus albovillosus Kitam.
- Astragalus albulus Wooton & Standl.
- Astragalus albus Sirj.
- Astragalus aleppicus Boiss.
- Astragalus aleschii Bondarenko ex Korovina
- Astragalus alexandri Sirj.
- Astragalus alexeenkoanus B.Fedtsch. & N.A.Ivanova
- Astragalus alexeenkoi Gontsch.
- Astragalus alexeji Gontsch.
- Astragalus algarbiensis Coss. ex Bunge
- Astragalus algerianus E.Sheld.
- Astragalus alhamedensis Rech.f.
- Astragalus aligudarzicus Parsa
- Astragalus aliomranii Maassoumi
- Astragalus alitschuri O.Fedtsch.
- Astragalus allectus Maassoumi
- Astragalus allochrous A.Gray
- Astragalus allotricholobus Nabiev
- Astragalus aloisii I.Deml
- Astragalus alopecias Pall.
- Astragalus alopecuroides L.
- Astragalus alopecurus Pall.
- Astragalus alpamarcae A.Gray
- havasi csüdfű (Astragalus alpinus) L.
- Astragalus altaicola Podlech
- Astragalus altanii Hub.-Mor.
- Astragalus altimontanus Podlech & Maassoumi
- Astragalus altimurensis I.Deml
- Astragalus altiusculus Maassoumi & Ghahrem.
- Astragalus altus Wooton & Standl.
- Astragalus alvordensis M.E.Jones
- Astragalus alyssiformis Maassoumi, Ghahrem. & Javadi
- Astragalus alyssoides Lam.
- Astragalus amabilis Popov
- Astragalus amadiensis Eig
- Astragalus amalecitanus Boiss.
- Astragalus amarus Pall.
- Astragalus amasiensis (Freyn) Bornm.
- Astragalus amatus Clos
- Astragalus ambigens Popov
- Astragalus amblolepis Fisch.
- Astragalus amblytropis Barneby
- Astragalus ameghinoi Speg.
- Astragalus americanus (Hook.) M.E.Jones
- Astragalus amherstianus Benth.
- Astragalus ammodendroides Bornm. ex Podlech & Zarre
- Astragalus ammodendron Bunge
- Astragalus ammodytes Pall.
- Astragalus ammophilus Kar. & Kir.
- Astragalus ammotrophus Bunge
- Astragalus amnis-amissi Barneby
- Astragalus amoenus Fenzl
- Astragalus amphioxys A.Gray
- Astragalus ampullarioides (S.L.Welsh) S.L.Welsh
- Astragalus ampullarius S.Watson
- Astragalus amygdalinus Bunge
- Astragalus anacamptoides Sirj. & Rech.f.
- Astragalus anacamptus Bunge
- Astragalus anacardius Bunge
- Astragalus anachoreticus Podlech
- Astragalus anamurensis Sümbül
- Astragalus ancistrocarpus Boiss. & Hausskn.
- Astragalus andabaddensis Maassoumi, Bagheri & F.Ghahrem.
- Astragalus andabilensis Ranjbar & Mahmoudian
- Astragalus andarabicus Podlech
- Astragalus andaulgensis B.Fedtsch.
- Astragalus andersianus Podlech
- Astragalus andersonii A.Gray
- Astragalus andrachnifolius Fenzl
- Astragalus andrasovszkyi Bornm.
- Astragalus andreji Rzazade
- Astragalus andreji-sytinii Podlech
- Astragalus androssovianus Gontsch.
- Astragalus anfractuosus Bunge
- Astragalus angarensis Turcz. ex Bunge
- Astragalus angrenii Lipsky
- Astragalus angulosus DC.
- Astragalus anguranensis Podlech & Maassoumi
- Astragalus angustidens Freyn & Sint.
- Astragalus angustiflorus K.Koch
- Astragalus angustifolius Lam.
- Astragalus angustissimus Bunge
- Astragalus angustistipulatus Podlech
- Astragalus animaqingshanicus Y.H.Wu
- Astragalus anisacanthus Boiss.
- Astragalus anisomerus Bunge
- Astragalus anisus M.E.Jones
- Astragalus ankylotus Fisch. & C.A.Mey.
- Astragalus anni-novi Burkart
- Astragalus annularis Forssk.
- Astragalus anodiophilus Zarre & Podlech
- Astragalus anserinifolius Boiss.
- Astragalus anserinus N.D.Atwood, Goodrich & S.L.Welsh
- Astragalus ansinii Uzun, Terzioglu & Pal.-Uzun
- Astragalus antabicus Boiss.
- Astragalus antalyensis A.Duran & Podlech
- Astragalus antheliophorus I.Deml
- Astragalus anthosphaerus Rech.f. & Gilli
- Astragalus anthylloides Lam.
- Astragalus antilibani Bunge
- Astragalus antiochianus Post
- Astragalus antoninae Grig.
- Astragalus aparanensis Podlech
- Astragalus aphananthos I.Deml
- Astragalus aphanassjievii Gontsch.
- Astragalus aphthonus Rech.f. & Aellen
- Astragalus apiculatus Gontsch.
- Astragalus apollineus Boiss.
- Astragalus applegatii M.Peck
- Astragalus apricus Bunge
- Astragalus aqrabatensis Podlech
- Astragalus aquilanus Anzal.
- Astragalus aquilonius (Barneby) Barneby
- Astragalus arakansis Parsa
- Astragalus arasbaranensis Maassoumi & Ranjbar
- Astragalus arbuscula Pall.
- Astragalus archibaldii Podlech
- Astragalus arcuatus Kar. & Kir.
- Astragalus ardahalicus Parsa
- Astragalus ardakensis Sirj. & Rech.f.
- Astragalus arenarius L.
- Astragalus arequipensis Vogel
- Astragalus aretioides (M.E.Jones) Barneby
- Astragalus argaeus Boiss. & Balansa
- Astragalus arganaticus Bunge
- Astragalus argentinus Hauman
- Astragalus argentocalyx Ali ex Podlech
- Astragalus argentophyllus Taeb & Uzunh.
- Astragalus argophyllus Nutt.
- Astragalus arguricus Bunge
- Astragalus argutensis Bunge
- Astragalus argyroides Beck
- Astragalus argyrostachyus Boiss.
- Astragalus argyrothamnos Boiss.
- Astragalus arianus Gontsch.
- Astragalus aridovallicola P.C.Li
- Astragalus aridus A.Gray
- Astragalus arizonicus A.Gray
- Astragalus arkalycensis Bunge
- Astragalus armatus Willd.
- Astragalus armeniacus Boiss.
- Astragalus arnacantha M.Bieb.
- Astragalus arnoldi Hemsl. & H.Pearson
- Astragalus arnoldianus N.D.Simpson
- Astragalus arnottianus (Gillies ex Hook. & Arn.) Macloskie
- Astragalus arpilobus Kar. & Kir.
- Astragalus arrectus A.Gray
- Astragalus artemisiiformis Rassulova
- Astragalus arthurii M.E.Jones
- Astragalus arvatensis Gontsch.
- Astragalus asaphes Bunge
- Astragalus aschuturi B.Fedtsch.
- Astragalus asciocalyx Bunge
- Astragalus asclepiadoides M.E.Jones
- Astragalus ashtianensis Podlech & Maassoumi
- Astragalus askius Bunge
- Astragalus aslujensis Eig
- Astragalus asotinensis Björk & Fishbein
- Astragalus aspadanus Bunge
- érdes csüdfű (Astragalus asper) Jacq.
- Astragalus asplundii I.M.Johnst.
- Astragalus aspreticola Podlech
- Astragalus assadabadensis Ghahrem.-Nejad & Podlech
- Astragalus assadii Maassoumi & Podlech
- Astragalus asterabadensis Sirj. & Rech.f.
- Astragalus asterias Steven
- Astragalus astrachanicus Sytin & Laktionov
- Astragalus asymmetricus E.Sheld.
- Astragalus atenicus Ivan.
- Astragalus athranthus Podlech & L.R.Xu
- Astragalus atraphaxifolius Rassulova
- Astragalus atratus S.Watson
- Astragalus atricapillus Bornm.
- Astragalus atrifructus Greuter & Burdet
- Astragalus atrokurdicus Maassoumi, F.Ghahrem., Bagheri & Podlech
- Astragalus atropatanus Bunge
- Astragalus atropilosulus (Hochst.) Bunge
- Astragalus atropubescens J.M.Coult. & Fisher
- Astragalus atrovinosus Popov
- Astragalus aucheri Boiss.
- Astragalus auganus Bunge
- Astragalus aulieatensis Popov
- Astragalus auratus Gontsch.
- Astragalus aureus Willd.
- Astragalus austiniae A.Gray ex W.H.Brewer & S.Watson
- Astragalus australis (L.) Lam.
- kisvirágú csüdfű (Astragalus austriacus) L.
- Astragalus austroaegaeus Rech.f.
- Astragalus austroargentinus Gómez-Sosa
- Astragalus austrodarvasicus Rassulova
- Astragalus austrodshungaricus Golosk.
- Astragalus austroferganicus Kamelin & V.M.Vinogr.
- Astragalus austroiranicus Podlech
- Astragalus austrokhorasanicus Podlech
- Astragalus austromahneshanensis F.Ghahrem., Maassoumi & Bagheri
- Astragalus austrosachalinensis N.S.Pavlova
- Astragalus austrosibiricus Schischk.
- Astragalus austrotaromensis Maassoumi, F.Ghahrem., Bagheri & Podlech
- Astragalus austrotibetanus Podlech & L.R.Xu
- Astragalus austrouralensis Kulikov
- Astragalus autranii Bald.
- Astragalus avicennicus Parsa
- Astragalus avromanicus Rech.f.
- Astragalus aydosensis Pe?men & Erik
- Astragalus aytatchii Akan & Civelek
- Astragalus azizii Maassoumi
- Astragalus aznabjurticus Grossh.
- Astragalus aznaicus Podlech & Maassoumi
- Astragalus azraqensis C.C.Towns.
- Astragalus baba-alliar Parsa
- Astragalus babacianum Ertekin
- Astragalus babakhanloui Maassoumi & Podlech
- Astragalus babatagi Popov
- Astragalus bachardenii Kamelin & Kovalevsk.
- Astragalus bachmarensis Grossh.
- Astragalus bactrianus F.G.L.Fisch.
- Astragalus badamensis Popov
- Astragalus badghysi Popov
- Astragalus baeri Sytin & Laktionov
- Astragalus baerlukensis L.R.Xu, Zhao Y.Chang & Xiao L.Liu
- Astragalus baftensis Ranjbar & Maassoumi
- Astragalus baghlanensis I.Deml
- Astragalus baharensis Ghahrem.
- Astragalus bahcesarayensis Akan, Firat & Ekici
- Astragalus bahrakianus Grey-Wilson
- Astragalus baibutensis Bunge
- Astragalus baionensis Loisel.
- Astragalus baissunensis Lipsky
- Astragalus baitagensis Sanchir ex N.Ulziykh.
- Astragalus bajgiranensis Podlech
- Astragalus bakaliensis Bunge
- Astragalus bakirdaghensis Podlech
- Astragalus bakuensis Bunge
- Astragalus balchanensis Boriss.
- Astragalus balchaschensis Sumnev.
- Astragalus baldshuanicus Popov
- Astragalus balearicus Chater
- Astragalus balkaricus Sytin
- Astragalus bamianicus Podlech
- Astragalus baotouensis H.C.Fu
- Astragalus baraftabensis Maassoumi & Podlech
- Astragalus baranovii Popov
- Astragalus barba-jovis DC.
- Astragalus barba-mosis Ehrenb. ex Fisch.
- Astragalus barbatus Lam.
- Astragalus barbidens Freyn
- Astragalus barboides Zarre & H.Duman
- Astragalus barclayanus Podlech
- Astragalus bardsiricus Parsa
- Astragalus barnasariformis Maassoumi, F.Ghahrem. & Bagheri
- Astragalus barnassari Grossh.
- Astragalus barrii Barneby
- Astragalus barrowianus Aitch. & Baker
- Astragalus bashgalensis Podlech
- Astragalus bashkalensis D.F.Chamb.
- Astragalus bashmaghensis Maassoumi & Podlech
- Astragalus bashmensis Maassoumi
- Astragalus basianicus Boiss. & Hausskn.
- Astragalus basiflorus E.Peter
- Astragalus basilicus Maassoumi & Podlech
- Astragalus basilii Kamelin & Kovalevsk.
- Astragalus basineri Trautv.
- Astragalus batangensis E.Peter
- Astragalus bavanatensis Maassoumi, Nowroozi & Podlech
- Astragalus baxoiensis Podlech & L.R.Xu
- Astragalus bazarganii Podlech & Zarre
- Astragalus bazmanicus Podlech
- Astragalus beathii Ced.Porter
- Astragalus beatleyae Barneby
- Astragalus beckerianus Trautv.
- Astragalus beckii Bornm.
- Astragalus beckwithii Torr. & A.Gray
- Astragalus beitashanensis W.Chai & P.Yan
- Astragalus bejourensis Podlech & Maassoumi
- Astragalus beketowii (Krasn.) B.Fedtsch.
- Astragalus belangeri (Kuntze) Podlech
- Astragalus belcheraghensis Podlech
- Astragalus belgheisicoides Podlech & Maassoumi
- Astragalus belgheisicus Maassoumi
- Astragalus bellus (Kuntze) R.E.Fr.
- Astragalus bergii Hieron.
- Astragalus bernardinus M.E.Jones
- Astragalus berteroanus (Moris) Reiche
- Astragalus berteroi Colla
- Astragalus berytheus Boiss. & Blanche
- Astragalus berytius Bunge
- Astragalus bethlehemiticus Boiss.
- Astragalus beypazaricus Podlech & Aytaç
- Astragalus bezudensis Sirj. & Rech.f.
- Astragalus bhotanensis Baker
- Astragalus biabanensis Sirj. & Rech.f.
- Astragalus biarjmandicus Podlech & Zarre
- Astragalus bibullatus Barneby & E.L.Bridges
- Astragalus bicolor Lam.
- Astragalus bicristatus A.Gray
- Astragalus bidentatus Kunth
- Astragalus biebersteinii Bunge
- Astragalus bifidus Turcz. ex Ledeb.
- Astragalus bifoliolatus Sirj. & Rech.f.
- Astragalus bijarensis Podlech & Sytin
- Astragalus bijugus Sirj. & Rech.f.
- Astragalus bilobatoalatus (Rassulova) Podlech
- Astragalus biovulatus Bunge
- Astragalus birangiae Maassoumi
- Astragalus birdjandicus Parsa
- Astragalus bischkendicus Gontsch.
- Astragalus biserrula Bunge
- Astragalus bisulcatus (Hook.) A.Gray
- Astragalus blandulus Podlech & L.R.Xu
- Astragalus bobrovii (Nevski) B.Fedtsch. ex Gontsch.
- Astragalus bodeanus Fisch.
- Astragalus bodinii E.Sheld.
- Astragalus boelckei Gómez-Sosa
- kávébóka (Astragalus boeticus) L.
- Astragalus bogensis Rassulova
- Astragalus bojnurdensis Podlech
- Astragalus bolanderi A.Gray
- Astragalus bombycinus Boiss.
- Astragalus bonariensis Gómez-Sosa
- Astragalus bor-bulakensis Rassulova
- Astragalus bordschensis Bornm.
- Astragalus boreoafricanus Podlech & Zarre
- Astragalus borissianus Gontsch.
- Astragalus bornmuellerianus B.Fedtsch.
- Astragalus borodinii Krasn.
- Astragalus borraginaceus Rech.f.
- Astragalus bosbutooensis Nikif. & Sudn.
- Astragalus bossuensis Popov
- Astragalus botryophorus Maassoumi & Podlech
- Astragalus bouffordii Podlech
- Astragalus bounophilus Boiss. & Hohen.
- Astragalus bourgaeanus Coss.
- Astragalus bourgovii A.Gray
- Astragalus bowes-lyonii Podlech
- Astragalus bozakmanii Podlech
- Astragalus bozghoushensis Maassoumi, Mozaff. & Ramezani
- Astragalus brachybotrys Bunge
- Astragalus brachycalyx Fisch.
- Astragalus brachycarpus M.Bieb.
- Astragalus brachylobus DC.
- Astragalus brachyodontus Boiss.
- Astragalus brachypetalus Trautv.
- Astragalus brachypus Schrenk
- Astragalus brachyrhachis Popov
- Astragalus brachysemia Podlech & L.R.Xu
- Astragalus brachystachys DC.
- Astragalus brachytrichus Podlech & L.R.Xu
- Astragalus brachytropis (Steven) C.A.Mey.
- Astragalus brackenridgei A.Gray
- Astragalus bracteosus Boiss. & Noë
- Astragalus bradosticus Maassoumi & Podlech
- Astragalus brahuicus Bunge
- Astragalus brandegeei Porter & J.M.Coult.
- Astragalus brauntonii Parish
- Astragalus brazoensis Buckley
- Astragalus brevialatus H.T.Tsai & T.T.Yu
- Astragalus brevicalycinus Maassoumi
- Astragalus brevidens Freyn & Sint.
- Astragalus breviflorus DC.
- Astragalus brevifolius Ledeb.
- Astragalus brevifructus Podlech
- Astragalus brevipes Bunge
- Astragalus breviscapus B.Fedtsch.
- Astragalus brevitomentosus Podlech
- Astragalus brevivexillatus Podlech & L.R.Xu
- Astragalus breweri A.Gray
- Astragalus brotherusii Podlech
- Astragalus bruguieri Boiss.
- Astragalus brulloi Maassoumi
- Astragalus brunsianus Bornm.
- Astragalus bryogenes Barneby
- Astragalus bucharicus Regel
- Astragalus buchtormensis Pall.
- Astragalus bukanensis Maassoumi & Podlech
- Astragalus bungeanus Boiss.
- Astragalus burchan-buddaicus N.Ulziykh.
- Astragalus burkartii I.M.Johnst.
- Astragalus burqinensis Podlech & L.R.Xu
- Astragalus burtschumensis Saposhn. ex Sumnev.
- Astragalus buschiorum Galushko
- Astragalus bustillosii Clos
- Astragalus butkovii Popov
- Astragalus cachinalensis Phil.
- Astragalus cadmicus Boiss.
- Astragalus caeruleopetalinus Y.C.Ho
- Astragalus caespititius Podlech
- Astragalus caespitosulus Gontsch.
- Astragalus cajamarcanus Gómez-Sosa
- Astragalus calamistratus Podlech
- Astragalus calcareus Sirj. & Rech.f.
- Astragalus calcicola Podlech
- Astragalus californicus (A.Gray) Greene
- Astragalus caligineus Maassoumi
- Astragalus callainus Podlech
- Astragalus callichrous Boiss.
- Astragalus calliphysa Bunge
- Astragalus callistachys Buhse
- Astragalus callithrix Barneby
- Astragalus calvaryformis Parsa
- Astragalus calvertii Podlech & Ekici
- Astragalus calvescens Bunge
- Astragalus calycinus M.Bieb.
- Astragalus calycosus Torr. ex S.Watson
- Astragalus camelorum Barbey
- Astragalus camptoceras Bunge
- Astragalus camptopus Barneby
- Astragalus campylanthoides Bornm.
- Astragalus campylanthus Boiss.
- Astragalus campylorrhynchus Fisch. & C.A.Mey.
- Astragalus campylotrichus Bunge
- Astragalus canadensis L.
- Astragalus cancellatus Bunge
- Astragalus candidissimus Ledeb.
- Astragalus canoflavus Popov
- Astragalus canosus Maassoumi
- Astragalus canus Bunge
- Astragalus capax Maassoumi
- Astragalus capillatus Maassoumi
- Astragalus capillipes Fisch. ex Bunge
- Astragalus capitis-regni Podlech & Zarre
- Astragalus capito Boiss. & Hohen.
- Astragalus caprinus L.
- Astragalus captiosus Boriss.
- Astragalus caraganae Fisch. & C.A.Mey.
- Astragalus carduchorum Boiss. & Hausskn.
- Astragalus caricinus (M.E.Jones) Barneby
- Astragalus cariensis Boiss.
- Astragalus carinatus (Hook. & Arn.) Reiche
- Astragalus carmanicus Bornm.
- Astragalus carminis Barneby
- Astragalus caroli-henrici I.Deml
- Astragalus cartilagineus Gontsch.
- Astragalus caryolobus Bunge
- Astragalus casapaltensis Ball
- Astragalus casei A.Gray
- Astragalus caspicus M.Bieb.
- Astragalus castaneiformis S.Watson
- Astragalus castetteri Barneby
- Astragalus catabostrychos I.Deml & Podlech
- Astragalus catacamptus Bunge
- Astragalus cataonicus Bunge
- Astragalus caucasicus Pall.
- Astragalus caudicosus Galkin & Nabiev
- Astragalus caudiculosus Boiss. & A.Huet
- Astragalus caulescens (Gontsch.) Abdusal.
- Astragalus cavanillesii Podlech
- Astragalus cedreti Boiss.
- Astragalus cedreticola A.Duran & Podlech
- Astragalus cellatus Maassoumi
- Astragalus cenorrhynchus Barneby
- Astragalus centraligobicus Z.Y.Chu & Y.Z.Zhao
- Astragalus centralis E.Sheld.
- Astragalus centroalpinus Braun-Blanq.
- Astragalus cephalanthus DC.
- Astragalus cephalotes Banks & Sol.
- Astragalus ceramicus E.Sheld.
- Astragalus cerasinus Baker
- Astragalus cerasocrenus Bunge
- Astragalus ceratoides M.Bieb.
- Astragalus cercidophacos Podlech & Maassoumi
- Astragalus cernuiflorus Gontsch.
- Astragalus cerussatus E.Sheld.
- Astragalus cesarensis Sirj. & Bornm.
- Astragalus chaetodon Bunge
- Astragalus chaetolobus Bunge
- Astragalus chaetopodus Bunge
- Astragalus chaeturus Popov
- Astragalus chagyabensis P.C.Li & C.C.Ni
- Astragalus chahartaghensis Maassoumi & Podlech
- Astragalus chaidamuensis (S.B.Ho) Podlech & L.R.Xu
- Astragalus chakassiensis Polozhij
- Astragalus chalaranthus Boiss. & Hausskn.
- Astragalus chalilovii Grossh. ex Fed.
- Astragalus chamaeleuce A.Gray
- Astragalus chamaemeniscus Barneby
- Astragalus chamaephaca Freyn
- Astragalus chamaephyton Podlech & L.R.Xu
- Astragalus chamaesarathron Rech.f.
- Astragalus chamardiensis Podlech
- Astragalus chamberlainianus Sümbül
- Astragalus chamissonis (Vogel) Reiche
- Astragalus chamonobrychis Podlech
- Astragalus changaicus Sanchir ex N.Ulziykh.
- Astragalus changduensis Y.C.Ho
- Astragalus changmuicus C.C.Ni & P.C.Li
- Astragalus chardinii Boiss.
- Astragalus charguschanus Freyn
- Astragalus chartaceus Ledeb.
- Astragalus chartostegius Boiss. & Hausskn.
- Astragalus chateri Vassilcz.
- Astragalus chaworth-mustersii Sirj. & Rech.f.
- Astragalus chehreganii Zarre & Podlech
- Astragalus chengkangensis Podlech & L.R.Xu
- Astragalus chichesticus Podlech & Maassoumi
- Astragalus chilienshanensis Y.C.Ho
- Astragalus chinensis L.f.
- Astragalus chingoanus Kamelin
- Astragalus chionanthus Popov
- Astragalus chionobiiformis C.C.Towns.
- Astragalus chiukiangensis H.T.Tsai & T.T.Yu
- Astragalus chius Boiss. & Orph.
- Astragalus chivensis Bunge
- Astragalus chloodes Barneby
- Astragalus chlorodontus Bunge
- Astragalus chlorostachys Lindl.
- Astragalus chlorostegius Boiss. & Hausskn.
- Astragalus chodshamastonicus Pachom.
- Astragalus chodshenticus B.Fedtsch.
- Astragalus chomutovii B.Fedtsch.
- Astragalus chorassanicus Bunge
- Astragalus chordorrhizus Fisch. ex Bunge
- Astragalus chorgossicus Lipsky
- Astragalus chorinensis Bunge
- Astragalus chorizanthus Rech.f. & Gilli
- Astragalus christianus L.
- Astragalus chrysanthus Boiss. & Hohen.
- Astragalus chrysochlorus Boiss. & Kotschy
- Astragalus chrysomallus Bunge
- Astragalus chrysopterus Bunge
- Astragalus chrysostachys Boiss.
- Astragalus chtonocephalus Boiss. & Balansa
- Astragalus chubsugulicus Gontsch. ex N.Ulziykh.
- Astragalus chubutensis Speg.
- Astragalus chuskanus Barneby & Spellenb.
- Astragalus cibarius E.Sheld.
- hólyagos csüdfű (Astragalus cicer) L.
- Astragalus cicerellus Boiss. & Balansa
- Astragalus ciceroides Sosn.
- Astragalus ciceropsis Hamzehee & Maassoumi
- Astragalus cilicius Boiss.
- Astragalus ciloensis Podlech
- Astragalus cimae M.E.Jones
- Astragalus cinereus Willd.
- Astragalus circassicus Grossh.
- Astragalus circumdatus Greene
- Astragalus circumlacustris Podlech & Sytin
- Astragalus cisoxanus Podlech
- Astragalus citoinflatus Bondarenko
- Astragalus citriniflorus Sümbül
- Astragalus citrinus Bunge
- Astragalus claranus Jeps.
- Astragalus clarkeanus Ali
- Astragalus clavatus DC.
- Astragalus clerceanus Iljin & Krasch.
- Astragalus clevelandii Greene
- Astragalus cliffordii S.L.Welsh & N.D.Atwood
- Astragalus clivicola Podlech & Maassoumi
- Astragalus clusianus Soldano
- Astragalus coadunatus Hub.-Mor. & D.F.Chamb.
- Astragalus coahuilae M.E.Jones
- Astragalus coarctatus Trautv.
- Astragalus cobrensis A.Gray
- Astragalus cobresiiphilus Podlech & L.R.Xu
- Astragalus coccineus (Parry) Brandegee
- Astragalus cochabambensis Gómez-Sosa
- Astragalus coelicolor Sirj. & Rech.f.
- Astragalus cognatus C.A.Mey.
- Astragalus colhuensis Gómez-Sosa
- Astragalus collenetteae Hedge & Podlech
- Astragalus collinus (Hook.) Douglas ex G.Don
- Astragalus coltonii M.E.Jones
- Astragalus columbianus Barneby
- Astragalus columnaris Boiss.
- Astragalus coluteocarpus Boiss.
- Astragalus coluteoides Willd.
- Astragalus coluteopsis Parsa
- Astragalus commagenicus (Hand.-Mazz.) Sirj.
- Astragalus commixtus Bunge
- Astragalus comosoides D.F.Chamb. & V.A.Matthews
- Astragalus comosus Bunge
- Astragalus compactus Lam.
- Astragalus complicatus Gillies
- Astragalus compositus Pavlov
- Astragalus compressus Ledeb.
- Astragalus conaensis Podlech & L.R.Xu
- Astragalus concavus Boriss.
- Astragalus concinnus Benth. ex Bunge
- Astragalus concordius S.L.Welsh
- Astragalus concretus Benth.
- Astragalus condensatus Ledeb.
- Astragalus confertiformis Sirj. & Rech.f.
- Astragalus confertissimus Kitam.
- Astragalus confertus Benth. ex Bunge
- Astragalus confiniorum Boriss.
- Astragalus confinis I.M.Johnst.
- Astragalus confusus Bunge
- Astragalus congdonii S.Watson
- Astragalus conjunctus S.Watson
- Astragalus connectens Podlech
- Astragalus consanguineus Bong. & C.A.Mey.
- Astragalus consimilis Bornm.
- Astragalus consobrinus (Barneby) S.L.Welsh
- Astragalus conspicuus Boriss.
- Astragalus constrictus Turrill
- Astragalus contortuplicatus L.
- Astragalus controversus Maassoumi & Podlech
- Astragalus convallarius Greene
- Astragalus coodei D.F.Chamb. & V.A.Matthews
- Astragalus coquimbensis (Hook. & Arn.) Reiche
- Astragalus cordatus Bunge
- Astragalus coriaceus Hemsl.
- Astragalus corniculatus M.Bieb.
- Astragalus cornu-bovis Lipsky
- Astragalus cornutus Pall.
- Astragalus coronilla Bunge
- Astragalus costatus Bunge
- Astragalus cottonianus Aitch. & Baker
- Astragalus cottonii M.E.Jones
- Astragalus cracca DC.
- Astragalus craccinopsis Maassoumi
- Astragalus craibianus N.D.Simpson
- Astragalus crassicarpus Nutt.
- Astragalus crassifolius Ulbr.
- Astragalus crassinervius Boiss. & Noë
- Astragalus crassispinus Bunge
- Astragalus crassus Bunge
- Astragalus cremnophylax Barneby
- Astragalus crenatus Schult.
- Astragalus crenophilus Boiss.
- Astragalus cretaceus Boiss. & Kotschy
- Astragalus creticus Lam.
- Astragalus crinitus Boiss.
- Astragalus crispocarpus Nábelek
- Astragalus crispus Ghahrem.
- Astragalus croaticus Alegro, Bogdanovic, Brullo & Giusso
- Astragalus cronquistii Barneby
- Astragalus crotalariae (Benth.) A.Gray
- Astragalus cruckshanksii (Hook. & Arn.) Griseb.
- Astragalus cruentiflorus Boiss.
- Astragalus crymophilus I.M.Johnst.
- Astragalus cryptanthus Wedd.
- Astragalus crypticus I.M.Johnst.
- Astragalus cryptobotrys I.M.Johnst.
- Astragalus cryptocarpos DC.
- Astragalus culminatus Maassoumi, Kaz.Osaloo & Joharchi
- Astragalus cuneifolius Bunge
- Astragalus cupulicalycinus S.B.Ho & Y.C.Ho
- Astragalus curtipes A.Gray
- Astragalus curvicarpus (E.Sheld.) J.F.Macbr.
- Astragalus curvicaulis (Clos) Reiche
- Astragalus curvidens Freyn & Bornm.
- Astragalus curviflorus Boiss.
- Astragalus curvipes Trautv.
- Astragalus curvirostris Boiss.
- Astragalus cuscutae Bunge
- Astragalus cusickii A.Gray
- Astragalus cuspistipulatus Eig
- Astragalus cutleri (Barneby) S.L.Welsh
- Astragalus cuyanus Gómez-Sosa
- Astragalus cyaneus A.Gray
- Astragalus cyclophyllos Beck
- Astragalus cymbibracteatus Hub.-Mor. & D.F.Chamb.
- Astragalus cymbicarpos Brot.
- Astragalus cymboides M.E.Jones
- Astragalus cymbostegis Bunge
- Astragalus cyprius Boiss.
- Astragalus cyrtobasis Bunge ex Boiss.
- Astragalus cyrusianus Parsa
- Astragalus cysticalyx Ledeb.
- Astragalus cystocarpus Boriss.
- Astragalus cystosus Zarre & Podlech
- Astragalus cytisoides Bunge
- Astragalus czilduchtaroni Kamelin
- Astragalus czorochensis Kharadze
- Astragalus dabanshanicus Y.H.Wu
- Astragalus dactylocarpus Boiss.
- Astragalus daenensis Boiss.
- Astragalus daghdaghabadensis Maassoumi
- Astragalus daghestanicus Grossh.
- Astragalus dalaiensis Kitag.
- Astragalus daleae Greene
- Astragalus damardanicus Podlech
- Astragalus damghanensis Podlech
- Astragalus damzungensis Podlech & L.R.Xu
- Astragalus danicus Retz.
- Astragalus daqingshanicus Z.G.Jiang & Z.T.Yin
- Astragalus darendensis Podlech & Ekici
- Astragalus darii Sirj. & Rech.f.
- Astragalus darlingtonii Podlech
- Astragalus darmikii Mouterde
- Astragalus darrehbidensis Podlech & Zarre
- Astragalus darumbium (Bertero ex Colla) Gay
- Astragalus darwasicus Basil.
- Astragalus darwinianus Gómez-Sosa
- Astragalus daryouchianus Parsa
- gyapjas csüdfű (Astragalus dasyanthus) Pall.
- Astragalus dasycarpus D.F.Chamb.
- Astragalus dasysemius (D.F.Chamb. & V.A.Matthews) Ponert
- Astragalus datuensis Y.C.Ho
- Astragalus davidii Franch.
- Astragalus davisii D.F.Chamb. & V.A.Matthews
- Astragalus davuricus (Pall.) DC.
- Astragalus deanei (Rydb.) Barneby
- Astragalus decurrens Boiss.
- Astragalus degensis Ulbr.
- Astragalus degilmonus Rassulova
- Astragalus deickianus Bornm.
- Astragalus deinacanthus Boiss.
- Astragalus dejectus Maassoumi, F.Ghahrem. & Bagheri
- Astragalus dekazygus Sirj. & Rech.f.
- Astragalus delanensis Sirj. & Rech.f.
- Astragalus delbesii Eig
- Astragalus delicatulus Podlech
- Astragalus delutulus Maassoumi
- Astragalus demavendicola Bornm. & Gauba
- Astragalus demavendicus Boiss. & Buhse
- Astragalus demetrii Kharadze
- Astragalus demirizii R.Kramer & Podlech
- Astragalus demonstratus Maassoumi
- Astragalus dendroides Kar. & Kir.
- Astragalus dendroproselius Rech.f.
- Astragalus dengkouensis H.C.Fu
- Astragalus dengolanensis Podlech
- Astragalus densiflorus Kar. & Kir.
- Astragalus densifolius Lam.
- Astragalus densus Popov
- Astragalus denticulatus Podlech
- Astragalus denudatus Steven
- Astragalus depauperatus Ledeb.
- Astragalus dependens Bunge ex Maxim.
- Astragalus depressus L.
- Astragalus desereticus Barneby
- Astragalus despectus Podlech & L.R.Xu
- Astragalus desperatus M.E.Jones
- Astragalus deterior (Barneby) Barneby
- Astragalus detritalis M.E.Jones
- Astragalus devesae Talavera & A.González & G.López
- Astragalus devestitus Pazij & Vved.
- Astragalus devius (Boriss.) Boriss.
- Astragalus dianat-nejadii Ghahrem.
- Astragalus dianthoides Boriss.
- Astragalus dianthus Bunge
- Astragalus diaphanus Douglas ex Hook.
- Astragalus dickorei Podlech & L.R.Xu
- Astragalus dictamnoides Gontsch.
- Astragalus dictyocarpus Boiss.
- Astragalus dictyolobus C.A.Mey. ex Bunge
- Astragalus dictyophysus Reut. ex Bunge
- Astragalus didymocarpus Hook. & Arn.
- Astragalus didymophysus Bunge
- Astragalus dieteri Kottaim. & Vasud.
- Astragalus dieterlei Podlech
- Astragalus dietrichii Kirchhoff
- Astragalus dignus Boriss.
- Astragalus dillinghamii J.F.Macbr.
- Astragalus dilutuloides Maassoumi, F.Ghahrem. & Bagheri
- Astragalus dilutus Bunge
- Astragalus diminutivus (Phil.) Gómez-Sosa
- Astragalus dingjiensis C.C.Ni & P.C.Li
- Astragalus diopogon Bunge
- Astragalus dipelta Bunge
- Astragalus diphacus S.Watson
- Astragalus diphterolobus Bunge
- Astragalus diphtherites Fenzl
- Astragalus dipodurus Bunge
- Astragalus dipsaceus Bunge
- Astragalus dirmilensis Hub.-Mor. & Reese
- Astragalus discernendus Sirj. & Rech.f.
- Astragalus discessiflorus Gontsch.
- Astragalus discolor Bunge ex Maxim.
- Astragalus dissectus B.Fedtsch. & N.A.Ivanova
- Astragalus distans Fisch.
- Astragalus distantior Turrill
- Astragalus distentus Boriss.
- Astragalus distinctissimus Eig
- Astragalus distinens Macloskie
- Astragalus distortus Torr. & A.Gray
- Astragalus divandarrehensis Podlech
- Astragalus divaricatus Bunge
- Astragalus diversifolius A.Gray
- Astragalus diversus Podlech & Maassoumi
- Astragalus divnogorskae N.Ulziykh.
- Astragalus diyarbakirensis Podlech
- Astragalus djadjerudensis Sirj., Rech.f. & Aellen
- Astragalus djashmensis Sirj., Rech.f. & Aellen
- Astragalus djenarensis Sirj. & Rech.f.
- Astragalus djigensis Franch.
- Astragalus djiroftensis Eig & Rech.f.
- Astragalus doabensis Podlech
- Astragalus dodtii Phil.
- Astragalus doghrunensis Maassoumi & Podlech
- Astragalus dolichocarpus Popov
- Astragalus dolichophyllus Pall.
- Astragalus dolichopodus Freyn
- Astragalus dolinicola (Brullo & Giusso) Brullo & Giusso
- Astragalus dolius Boiss. & Hausskn.
- Astragalus dolona (Rassulova & B.A.Sharipova) Kamelin
- Astragalus dombeyi Fisch.
- Astragalus domeykoanus (Phil.) Reiche
- Astragalus dopolanicus Podlech
- Astragalus dorudensis Zarre & Podlech
- Astragalus doshman-ziariensis Maassoumi & Podlech
- Astragalus douglasii (Torr. & A.Gray) A.Gray
- Astragalus drabelliformis Barneby
- Astragalus drasianus H.J.Chowdhery, Uniyal & Balodi
- Astragalus drummondii Douglas ex Hook.
- Astragalus drupaceus Orph. ex Boiss.
- Astragalus drusorum Boiss.
- Astragalus drymophilus Bornm.
- Astragalus dscheratuensis Sirj. & Rech.f.
- Astragalus dschuparensis Freyn & Bornm.
- Astragalus dsharfi B.Fedtsch.
- Astragalus dsharkenticus Popov
- Astragalus dshimensis Gontsch.
- Astragalus duanensis Saposhn. ex Sumnev.
- Astragalus duchesnensis M.E.Jones
- Astragalus dulungkiangensis P.C.Li
- Astragalus dumanii Ekící & Aytac
- Astragalus dumetorum Hand.-Mazz.
- Astragalus duplostrigosus Post & Beauverd
- Astragalus durandianus Aitch. & Baker
- Astragalus durudensis Sirj. & Rech.f.
- Astragalus dutreuilii (Franch.) Grubov & N.Ulziykh.
- Astragalus dysbatophilus Zarre & Podlech
- Astragalus dzhebrailicus Grossh.
- Astragalus eastwoodiae M.E.Jones
- Astragalus ebenoides Boiss.
- Astragalus ebrahimabadensis Zarre & Podlech
- Astragalus eburneus Bornm. & Gauba
- Astragalus ecbatanus Bunge
- Astragalus echanensis Podlech
- Astragalus echidna Bunge
- Astragalus echidniformis Sirj.
- Astragalus echinatus Murray
- Astragalus echinops Aucher ex Boiss.
- Astragalus echinus DC.
- Astragalus edelbergianus Sirj. & Rech.f.
- Astragalus edmondsonii Podlech
- Astragalus edmonstonei (Hook.f.) H.Rob.
- Astragalus edulis Durand ex Bunge
- Astragalus eerqisiensis Z.Y.Chang, L.R.Xu & Podlech
- Astragalus effusus Bunge
- Astragalus efoliatus Hand.-Mazz.
- Astragalus egglestonii (Rydb.) Kearney & Peebles
- Astragalus ehdenensis Mouterde
- Astragalus ehrenbergii Bunge
- Astragalus eigii Kirchhoff
- Astragalus ekbergii Podlech
- Astragalus ekicii H.Duman & Akan
- Astragalus ekimii Zarre & H.Duman
- Astragalus elatior Kitam.
- Astragalus elatus Boiss. & Balansa
- Astragalus elazigensis Ekim
- Astragalus elegans Bunge
- Astragalus elezgensis Maassoumi & Kaz.Osaloo
- Astragalus eliasianus Kit Tan & Sorger
- Astragalus elisabethae Sirj. & Rech.f.
- Astragalus ellipsoideus Ledeb.
- Astragalus elmaiticus Boiss. & Hausskn.
- Astragalus elongatus Willd.
- Astragalus elwendicus Bornm.
- Astragalus emarginatus Labill.
- Astragalus emoryanus (Rydb.) Cory
- Astragalus endopterus (Barneby) Barneby
- Astragalus endytanthus Podlech & I.Deml
- Astragalus ensifer Nábelek
- Astragalus ensiformis M.E.Jones
- Astragalus entomophyllus Boiss. & Hausskn.
- Astragalus episcopus S.Watson
- Astragalus eremiticus E.Sheld.
- Astragalus eremophilus Boiss.
- Astragalus eremospartoides Regel
- Astragalus ergenensis Kamelin & Sytin
- Astragalus erinifolius Pau
- Astragalus eriobasis Bornm.
- Astragalus eriocarpus DC.
- Astragalus erioceras Fisch. & C.A.Mey. ex Ledeb.
- Astragalus erionotus Benth. ex Bunge
- Astragalus eriophylloides Rech.f.
- Astragalus eriophyllus Boiss.
- Astragalus eriopodus Boiss.
- Astragalus eriosphaerus Boiss. & Hausskn.
- Astragalus eriostomus Bornm.
- Astragalus erivanensis Bornm. & Woronow
- Astragalus ermineus V.A.Matthews
- Astragalus ernestii H.F.Comber
- Astragalus ertterae Barneby & Shevock
- Astragalus erubescens Podlech
- Astragalus erwinii-gaubae Sirj. & Rech.f.
- Astragalus erythrolepis Boiss.
- Astragalus erythrosemius Boiss.
- Astragalus erythrotaenius Boiss.
- Astragalus eschkerensis Boiss. & Hausskn.
- Astragalus esferayenicus Podlech & Maassoumi
- Astragalus esperanzae M.E.Jones
- Astragalus estahbanensis Maassoumi & Podlech
- Astragalus etezadianus Parsa
- Astragalus eubrychioides Boiss.
- Astragalus eucephalus Boiss.
- Astragalus euchlorus K.T.Fu
- Astragalus eucosmus B.L.Rob.
- Astragalus euoplus Trautv.
- Astragalus eupeplus Barneby
- Astragalus eurekensis M.E.Jones
- Astragalus eurylobus (Barneby) Barneby
- Astragalus eusarathron I.Deml & Podlech
- Astragalus eustrophacanthus Rech.f. & Edelb.
- Astragalus evanensis Maassoumi & Podlech
- Astragalus exasperatus Basil.
- Astragalus excedens Popov & Kult.
- Astragalus exilis Korol.
- Astragalus eximius Bunge
- Astragalus expectatus Maassoumi
- Astragalus expetitus Maassoumi
- szártalan csüdfű (Astragalus exscapus) L.
- Astragalus fabaceus M.Bieb.
- Astragalus fabrisii Gómez-Sosa
- Astragalus facetus Maassoumi & Podlech
- Astragalus fagh-soleimanensis Maassoumi & Podlech
- Astragalus faghirensis Sirj. & Rech.f.
- Astragalus faizabadensis Sirj. & Rech.f.
- Astragalus falcatus Lam.
- Astragalus falciformis Desf.
- Astragalus falcigerus Popov
- Astragalus falconeri Bunge
- Astragalus fallacinus Podlech
- Astragalus famatinae I.M.Johnst.
- Astragalus fangensis N.D.Simpson
- Astragalus farakulumensis Sirj. & Rech.f.
- Astragalus farctissimus Lipsky
- Astragalus farctus Bunge
- Astragalus faridanicus Parsa
- Astragalus farkharensis Podlech
- Astragalus farmanfarmajanii irj. & Rech.f.
- Astragalus farsicus Sirj. & Rech.f.
- Astragalus faryabensis Podlech
- Astragalus fasciculifolius Boiss.
- Astragalus fastidius (Kellogg) M.E.Jones
- Astragalus faurei Maire
- Astragalus fausicola Podlech ex Bagheri, Maassoumi & F.Ghahrem.
- Astragalus fedtschenkoanus Lipsky
- Astragalus feensis M.E.Jones
- Astragalus ferdovsicus Parsa
- Astragalus ferganensis (Popov) B.Fedtsch. ex Korol.
- Astragalus ferociformis Sirj., Rech.f. & Aellen
- Astragalus ferox Boriss.
- Astragalus ferruminatus Maassoumi
- Astragalus fetissowii B.Fedtsch.
- Astragalus fialae Degen
- Astragalus figueroai Kamffer & Ancona
- Astragalus filicaulis Fisch. & C.A.Mey. ex Ledeb.
- Astragalus filidens Podlech & L.R.Xu
- Astragalus filifoliolatus Maassoumi
- Astragalus filipes Torr. ex A.Gray
- Astragalus firuzkuhensis Podlech
- Astragalus fischeri Buhse
- Astragalus fissicalyx Sabaii, Zarre & Podlech
- Astragalus fissuralis Alex.
- Astragalus flabellatus Podlech
- Astragalus flaccidus M.Bieb.
- Astragalus flavescens Boiss.
- Astragalus flavirubens Al.Fed., Fed. & Rzazade
- Astragalus flavocreatus I.M.Johnst.
- Astragalus flavus Nutt.
- Astragalus flemingii Ali
- Astragalus flexicaulis Sosn.
- Astragalus flexilipes Bornm.
- Astragalus flexilispinus (Boriss.) Boriss.
- Astragalus flexirachis Rech.f. & Edelb.
- Astragalus flexuosus (Hook.) Douglas ex G.Don
- Astragalus flexus Fisch.
- Astragalus floccosifolius Sumnev.
- Astragalus floccosus Boiss.
- Astragalus floridulus Podlech
- Astragalus florulentus Boiss. & Hausskn.
- Astragalus foliosus Podlech, Maassoumi & Ranjbar
- Astragalus follicularis Pall.
- Astragalus fontianus Maire
- Astragalus forrestii N.D.Simpson
- Astragalus fortuitus Maassoumi
- Astragalus fragifer Bunge
- Astragalus fragrans Willd.
- Astragalus francisquitensis M.E.Jones
- Astragalus franziskae I.Deml
- Astragalus fraxinifolius DC.
- Astragalus freitagii I.Deml
- Astragalus fresenii Decne.
- Astragalus freynii Albov
- Astragalus frickii Bunge
- Astragalus fridae Rech.f.
- Astragalus friederikeanus Kit Tan & Zeitl.
- Astragalus frigidus (L.) A.Gray
- Astragalus froedinii Murb.
- Astragalus fruticosus Forssk.
- Astragalus fruticulosus Podlech
- Astragalus fucatus Barneby
- Astragalus fuhsii Freyn & Sint.
- Astragalus fukangensis Podlech & L.R.Xu
- Astragalus fuliginosus Beck
- Astragalus fumosus Boriss.
- Astragalus funereus M.E.Jones
- Astragalus fursei Podlech
- Astragalus gabrelianae Arevsch.
- Astragalus gaeobotrys Boiss. & Balansa
- Astragalus gagnieui Maassoumi & Podlech
- Astragalus gaillardotii Boiss.
- Astragalus galactites Pall.
- Astragalus galbineus Maassoumi
- Astragalus galegiformis L.
- Astragalus galiifolius Podlech
- Astragalus gamasiabensis Maassoumi, Zarre & Podlech
- Astragalus gambellianus E.Sheld.
- Astragalus gandeensis Y.H.Wu
- Astragalus gandjehicus Parsa
- Astragalus gandomanicus Podlech
- Astragalus garaensis Sirj.
- Astragalus garbancillo Cav.
- Astragalus gardanikaphtharicus Rassulova
- Astragalus garmashubensis Maassoumi & Khorrami
- Astragalus gaubae Bornm.
- Astragalus gaudanensis B.Fedtsch.
- Astragalus gaziantepicus D.F.Chamb. & V.A.Matthews
- Astragalus gebleri Fisch. ex Bong. & C.A.Mey.
- Astragalus geerwusuensis H.C.Fu
- Astragalus gemellus Podlech
- Astragalus geminiflorus Bonpl.
- Astragalus geminus Maassoumi
- Astragalus genargenteus Moris
- Astragalus geniculatus Desf.
- Astragalus gennarii Bacch. & Brullo
- Astragalus gentryi Standl.
- Astragalus geocyamus Boiss.
- Astragalus georgii Gontsch.
- Astragalus gerensis Boiss.
- Astragalus germainii Phil.
- Astragalus germanicopolitanus Bornm.
- Astragalus getschesarensis Sirj. & Bornm.
- Astragalus gevashensis D.F.Chamb. & V.A.Matthews
- Astragalus geyeri A.Gray
- Astragalus geyikdaghensis Podlech & Ekici
- Astragalus ghahremanii Maassoumi & Podlech
- Astragalus ghahremaninejadii Ranjbar
- Astragalus ghamishluensis Dastpak, Maassoumi & Kaz.Osaloo
- Astragalus ghamsaricus Maassoumi & Tietz
- Astragalus ghanbarianii Maassoumi, Podlech & Zarre
- Astragalus ghashghaicus Tietz & Zarre
- Astragalus ghilanicus Fisch.
- Astragalus ghoortapacensis Maassoumi
- Astragalus ghoratensis Podlech
- Astragalus ghorbandicus Podlech
- Astragalus ghouchanensis Souzani, Zarre & Maassoumi
- Astragalus gibbsii Kellogg
- Astragalus gifanicus Maassoumi & Podlech
- Astragalus giganteus S.Watson
- Astragalus gigantifoliolatus Maassoumi & Maroofi
- Astragalus gigantirostratus Maassoumi, Ghahr. & Ghahrem.
- Astragalus gigantostegius Podlech
- Astragalus gigantostrobus Rech.f. & Aellen
- Astragalus gilensis Greene
- Astragalus gilgitensis Ali
- Astragalus gillettii C.C.Towns.
- Astragalus gillii Sirj.
- Astragalus gilmanii Tidestr.
- Astragalus gilvanensis Ranjbar & Nouri
- Astragalus gilviflorus E.Sheld.
- Astragalus gilvus Boiss.
- Astragalus gines-lopezii Talavera, Podlech, Devesa & F.M.Vázquez
- Astragalus gjunaicus Grossh.
- Astragalus glabellus Podlech
- Astragalus glabrescens Gontsch.
- Astragalus glabrifolius Bunge
- Astragalus glabristylus Turrill
- Astragalus glabritubus Podlech & L.R.Xu
- Astragalus gladiatus Boiss.
- Astragalus glaucacanthos Fisch.
- Astragalus glaucophyllus Bunge
- Astragalus glaucops Hausskn. ex Bornm.
- Astragalus glaucopsoides Bornm.
- Astragalus glaucus M.Bieb.
- Astragalus glaux L.
- Astragalus globiceps Bunge
- Astragalus globiflorus Boiss.
- Astragalus globosus Vahl
- Astragalus glochidiatus Maassoumi
- Astragalus glomeratus Ledeb.
- Astragalus glumaceus Boiss.
- Astragalus glycyphylloides DC.
- érdeslevelű csüdfű (Astragalus glycyphyllos) L.
- Astragalus gobicus Hanelt & Davazamc
- Astragalus goeznensis Eig
- Astragalus goldmanii M.E.Jones
- Astragalus golestanicus Maassoumi & Podlech
- Astragalus golmunensis Y.C.Ho
- Astragalus gombo Coss. & Durieu ex Bunge
- Astragalus gompholobium Benth. ex Bunge
- Astragalus gongliuensis Podlech & L.R.Xu
- Astragalus gongshanensis Podlech & L.R.Xu
- Astragalus gontscharovii Vassilcz.
- Astragalus gooraiensis L.B.Chaudhary
- Astragalus gorczakovskii L.I.Vassiljeva
- Astragalus goreanus Aitch. & Baker
- Astragalus gorganicus Sirj. & Rech.f.
- Astragalus gorodkovii Jurtzev
- Astragalus gossypinus Fisch.
- Astragalus gracaninii Micevski
- Astragalus gracilidentatus S.B.Ho
- Astragalus gracilipes Benth. ex Bunge
- Astragalus gracilis Nutt.
- Astragalus graecus Boiss.
- Astragalus grahamianus Benth.
- Astragalus grammocalyx Boiss. & Hohen.
- Astragalus granatensis Lam.
- Astragalus granitovii Sanchir ex N.Ulziykh.
- Astragalus grantii Bunge
- Astragalus graveolens Benth.
- Astragalus grayi Parry ex S.Watson
- Astragalus gregarius I.Deml
- Astragalus greggii S.Watson
- Astragalus greuteri Bacch. & Brullo
- Astragalus grey-wilsonianus Podlech
- Astragalus griersonii Podlech
- Astragalus griffithii Benth. ex Bunge
- Astragalus grisebachianus Aitch. & Baker
- Astragalus griseosericeus Eig
- Astragalus griseus Boiss.
- Astragalus groetzbachii Podlech
- Astragalus grubovii Sanchir
- Astragalus gruinus Barneby
- Astragalus grum-grshimailoi Palib.
- Astragalus gryphus Coss. & Durieu ex Bunge
- Astragalus guanajuatensis Rzed. & Calderón
- Astragalus guatemalensis Hemsl.
- Astragalus gubanovii N.Ulziykh.
- Astragalus gueruenensis Podlech
- Astragalus guinanicus Y.H.Wu
- Astragalus guldenstaedtiae Bunge
- Astragalus gulul-saranii Podlech
- Astragalus gummifer Labill.
- Astragalus gunibensis Podlech
- Astragalus guttatus Banks & Sol.
- Astragalus guzelsuensis F.Ghahrem., Behçet & Demir
- Astragalus gymnalopecias Rech.f.
- Astragalus gymnolobus Fisch.
- Astragalus gymnopodus Boiss.
- Astragalus gypsaceus Beck
- Astragalus gypsocola Maassoumi & Podlech
- Astragalus gypsodes Barneby
- Astragalus habaheensis Y.X.Liou
- Astragalus habamontis K.T.Fu
- Astragalus hadroacanthus Rech.f. & Gilli
- Astragalus haematosemius Bornm. & Sirj.
- Astragalus haesitabundus Lipsky
- Astragalus hafez-shirazii Parsa
- Astragalus haiyuanensis Podlech & L.R.Xu
- Astragalus hajastanus Grossh.
- Astragalus hajiabadensis Podlech & Maassoumi
- Astragalus hajijafanensis Maassoumi
- Astragalus hakkariensis Podlech
- Astragalus hakkianus Bagheri, Maassoumi & Rahimin.
- Astragalus hakkiaricus D.F.Chamb. & V.A.Matthews
- Astragalus halicacabus Lam.
- Astragalus hallii A.Gray
- Astragalus hamadanus Boiss.
- Astragalus hamiensis S.B.Ho
- Astragalus hamiltonii Ced.Porter
- Astragalus hamosus L.
- Astragalus hamzae Hamzaoglu
- Astragalus hamzaoglui Ketenoglu & Menemen
- Astragalus hancockii Bunge ex Maxim.
- Astragalus handelii H.T.Tsai & T.T.Yu
- Astragalus harazensis Zarre & Podlech
- Astragalus harbisonii Barneby
- Astragalus hareftae (Nábelek) Sirj.
- Astragalus harirudensis Zarre & Podlech
- Astragalus harpocarpus Meffert
- Astragalus harrisonii Barneby
- Astragalus harsukhianus Rech.f.
- Astragalus hartmanii Rydb.
- Astragalus hartvigii Kit Tan
- Astragalus hartwegii Benth.
- Astragalus hasarorum Gilli
- Astragalus hasbeyanus Boiss.
- Astragalus hashtrudicus Ranjbar
- Astragalus hausknechtii Bunge
- Astragalus havianus E.Peter
- Astragalus hebecarpus S.S.Cheng ex S.B.Ho
- Astragalus hecatae Zarre & Podlech
- Astragalus hedgeanus Podlech
- Astragalus hedgei Kirchhoff
- Astragalus heideri Wettst.
- Astragalus heilii S.L.Welsh & N.D.Atwood
- Astragalus heinzianus Maassoumi & Mozaff.
- Astragalus hekmat-safaviae Ghahrem.
- Astragalus helbaekii Podlech & Ekici
- Astragalus heldreichii Boiss.
- Astragalus helgurdensis C.C.Towns.
- Astragalus heliopolitanus (Mouterde) Mouterde
- Astragalus hellenicus Boiss.
- Astragalus helleri Fenzl
- Astragalus helmii Fisch. ex DC.
- Astragalus hemiphaca Kar. & Kir.
- Astragalus hemsleyi Aitch. & Baker
- Astragalus hendelanicus Maassoumi
- Astragalus henryi Oliv.
- Astragalus heptapotamicus Sumnev.
- Astragalus heratensis Bunge
- Astragalus herbertii Maassoumi
- Astragalus hermannii Freitag & Podlech
- Astragalus hermoneus Boiss.
- Astragalus hesiensis N.Ulziykh.
- Astragalus heteracanthus Bornm.
- Astragalus heterochrous Bornm.
- Astragalus heterodontus Boriss.
- Astragalus heterodoxus Bunge
- Astragalus heterophyllus Podlech
- Astragalus heterotrichus Gontsch.
- Astragalus hezarensis Zarre & Podlech
- Astragalus hickenii Gómez-Sosa
- Astragalus hidalgensis (Rydb.) Barneby
- Astragalus hilariae (Boriss.) Sirj.
- Astragalus hilaris Bunge
- Astragalus himachalensis L.B.Chaudhary & Rana
- Astragalus himalayanus Klotzsch
- Astragalus hintonii Barneby
- Astragalus hirsutissimus DC.
- Astragalus hirsutus Vahl
- Astragalus hirticalyx Boiss. & Kotschy
- Astragalus hirtus Bunge
- Astragalus hispanicus Coss. ex Bunge
- Astragalus hispidulus DC.
- Astragalus hissaricus Lipsky
- Astragalus hoantchy Franch.
- Astragalus hoffmeisteri (Klotzsch) Ali
- Astragalus hohenackeri Boiss.
- Astragalus holmgreniorum Barneby
- Astragalus hololeios Bornm.
- Astragalus holophyllus Boriss.
- Astragalus holopsilus Bunge
- Astragalus holopterus Turcz. ex Bunge
- Astragalus holosemius Bunge
- Astragalus homandicus Maassoumi & Podlech
- Astragalus hoodianus J.T.Howell
- Astragalus hookerianus D.Dietr.
- Astragalus horasanicus Podlech
- Astragalus hormozabadensis Sirj. & Rech.f.
- Astragalus hornii A.Gray
- Astragalus horridissimus Sirj. & Bornm.
- Astragalus horridus Boiss.
- Astragalus hoshanbaoensis Podlech & L.R.Xu
- Astragalus hostilis Boiss.
- Astragalus hotianensis S.B.Ho
- Astragalus hotkanensis Maassoumi & Mirtadz.
- Astragalus howellii A.Gray
- Astragalus hsinbaticus P.Y.Fu & Y.A.Chen
- Astragalus huber-morathii Kirchhoff
- Astragalus huiningensis Y.C.Ho
- Astragalus humifusus Willd.
- Astragalus humilis M.Bieb.
- Astragalus humillimus A.Gray
- Astragalus humistratus A.Gray
- Astragalus huochengensis Podlech & L.R.Xu
- Astragalus husseinovii Rzazade
- Astragalus huthianus Freyn & Bornm.
- Astragalus hyalinus M.E.Jones
- Astragalus hyalolepidoides A.P.Khokhr.
- Astragalus hymenocalyx Boiss.
- Astragalus hymenocystis Fisch. & C.A.Mey.
- Astragalus hymenostegis Fisch. & C.A.Mey.
- Astragalus hypogaeus Ledeb.
- Astragalus hypoglottis L.
- Astragalus hypoleucus S.Schauer
- Astragalus hypoxylus S.Watson
- Astragalus hypsogenus I.M.Johnst.
- Astragalus hypsogeton Bunge
- Astragalus hyrcanus Pall.
- Astragalus hysophilus Podlech & L.R.Xu
- Astragalus hystrix Fisch.
- Astragalus ibicinus Boiss. & Hausskn.
- Astragalus ibrahimianus Maire
- Astragalus icmadophilus Hand.-Mazz.
- Astragalus idaeus Bunge
- Astragalus idoneus Maassoumi & Podlech
- Astragalus idrietorum Barneby
- Astragalus igniarius Popov
- Astragalus ignotus Podlech
- Astragalus igoschinae Kamelin & Jurtzev
- Astragalus ikonnikovii Podlech
- Astragalus ilachchiensis Ranjbar & Zarin
- Astragalus iliensis Bunge
- Astragalus iljinii Rzazade
- Astragalus illinii I.M.Johnst.
- Astragalus imbecillus Maassoumi & Podlech
- Astragalus imbricatus (Boriss.) Boriss.
- Astragalus imetensis Boriss.
- Astragalus imitans Podlech
- Astragalus imitensis Ali
- Astragalus impexus Podlech
- Astragalus inaequalifolius Basil.
- Astragalus inaniae Göktürk, O.D.Düen & Sümbül
- Astragalus incanus L.
- Astragalus incertus Ledeb.
- Astragalus inchebroonensis Maassoumi
- Astragalus inclinatus Maassoumi
- Astragalus indistinctus Podlech & Maassoumi
- Astragalus indomitus Maassoumi
- Astragalus indurescens Gontsch.
- Astragalus inexpectatus Maassoumi & Podlech
- Astragalus infestus Boiss.
- Astragalus inflaticarpus Ponert
- Astragalus inflatus DC.
- Astragalus inflexus Douglas ex Hook.
- Astragalus infractus Sumnev.
- Astragalus innominatus Boriss.
- Astragalus innotabilis Podlech
- Astragalus inoblitus Maassoumi
- Astragalus inopinatus Boriss.
- Astragalus inquilinus Maassoumi
- Astragalus insignis Gontsch.
- Astragalus insularis Kellogg
- Astragalus intarrensis Franch.
- Astragalus intercedens Sam. ex Rech.f.
- Astragalus interiectus I.Deml
- Astragalus intermixtus (Boriss.) Litv. ex Sirj.
- Astragalus inversus M.E.Jones
- Astragalus involutivus Sumnev.
- Astragalus inyoensis E.Sheld.
- Astragalus iodopetalus (Rydb.) Greene ex Barneby
- Astragalus iodotropis Boiss. & Hohen.
- Astragalus ionae Palib.
- Astragalus iranshahrii Maassoumi & Podlech
- Astragalus irinae B.Fedtsch.
- Astragalus irisuensis Boriss.
- Astragalus irmingardis Podlech
- Astragalus isabellae Dunn
- Astragalus isauricus Hub.-Mor. & V.A.Matthews
- Astragalus ischredensis Bunge
- Astragalus iselyi S.L.Welsh
- Astragalus ishigensis Maxim. ex Hultén
- Astragalus ishkamishensis Podlech
- Astragalus iskanderi Lipsky
- Astragalus isparticus Kit Tan & Sorger
- Astragalus isphairamicus B.Fedtsch.
- Astragalus issatissensis Maassoumi & Mahmoodi
- Astragalus jabbor-khailii Kitam.
- Astragalus jacobsii Podlech
- Astragalus jaegerianus Munz
- Astragalus jagnobicus Lipsky
- Astragalus jaldiyanensis Ranjbar
- Astragalus jaliscensis (Rydb.) Barneby
- Astragalus jamzadiae Maassoumi
- Astragalus janthinus Boiss. & Hausskn.
- Astragalus japonicus H.Boissieu
- Astragalus jarmalii Podlech
- Astragalus jarmolenkoi Gontsch.
- Astragalus jaskensis Maassoumi
- Astragalus jaxarticus Pavlov
- Astragalus jejunus S.Watson
- Astragalus jelenevskyi Sytin
- Astragalus jesdianus Boiss. & Buhse
- Astragalus jessenii Bunge
- Astragalus jiazaensis Podlech & L.R.Xu
- Astragalus jigenensis Y.H.Wu
- Astragalus jiuquanensis S.B.Ho
- Astragalus joergensenii I.M.Johnst.
- Astragalus johannis Boiss.
- Astragalus johannis-howellii Barneby
- Astragalus joharchii Ghahrem.-Nejad & Gaskin
- Astragalus johnstonii Gómez-Sosa
- Astragalus jolderensis B.Fedtsch.
- Astragalus juladakensis Maassoumi
- Astragalus julii-gautieri Sirj. & Rech.f.
- Astragalus jumlaensis Podlech
- Astragalus junatovii Sanchir
- Astragalus juniperetorum Gontsch.
- Astragalus junussovii Rassulova
- Astragalus juratzkanus Freyn & Sint.
- Astragalus juvenalis Delile
- Astragalus juzepczukii (Galushko) Galushko
- Astragalus kabadianus Lipsky
- Astragalus kabristanicus Grossh.
- Astragalus kabutarlanensis Dehshiri & Maassoumi
- Astragalus kadschorensis Bunge
- Astragalus kadschoroides Ranjbar
- Astragalus kaghysmani Gontsch.
- Astragalus kahiricus DC.
- Astragalus kalatehensis Maassoumi & Kaz.Osaloo
- Astragalus kaleibarensis Podlech
- Astragalus kamarinensis C.Brullo, Brullo, Giusso, Miniss. & Sciandr.
- Astragalus kamelinii Podlech
- Astragalus kandaharensis Sirj. & Rech.f.
- Astragalus kangalicus Kit Tan & Sorger
- Astragalus karabaghensis Bunge
- Astragalus karabilicus Popov
- Astragalus karadaghicus Eig
- Astragalus karakalensis Freyn & Sint.
- Astragalus karakorensis Pamp.
- Astragalus karakugensis Bunge
- Astragalus karakuschensis Gontsch.
- Astragalus karamasicus Boiss. & Balansa
- Astragalus karasarensis Podlech
- Astragalus karataviensis Pavlov
- Astragalus karategini Gontsch.
- Astragalus karatjubeki Golosk.
- Astragalus karelinianus Popov
- Astragalus karjaginii Boriss.
- Astragalus karkarensis Popov
- Astragalus karl-heinzii Maassoumi
- Astragalus karsicola Sirj. & Bornm.
- Astragalus kasachstanicus Golosk.
- Astragalus kaschkadarjensis Gontsch.
- Astragalus kashafensis Podlech
- Astragalus kashanensis Podlech
- Astragalus kashgakius Parsa
- Astragalus kashmarensis Maassoumi & Podlech
- Astragalus kashmirensis Bunge
- Astragalus kastamonuensis D.F.Chamb. & V.A.Matthews
- Astragalus kaswinensis Bornm.
- Astragalus katunicus Pjak
- Astragalus kaufmannii Krylov
- Astragalus kavirensis Freitag
- Astragalus kawakamii Matsum.
- Astragalus kazbeki Kharadze
- Astragalus kazymbeticus Saposhn. ex Sumnev.
- Astragalus kelifi Lipsky
- Astragalus kelikanensis Podlech
- Astragalus kelleri Popov
- Astragalus kelseyae B.L.Corbin
- Astragalus keminensis Isakov
- Astragalus kendewanensis Gilli
- Astragalus kendyrlykii Popov
- Astragalus kenkolensis B.Fedtsch.
- Astragalus kenteicus N.Ulziykh.
- Astragalus kentrodes Buhse
- Astragalus kentrophyllus Podlech
- Astragalus kentrophyta A.Gray
- Astragalus keratensis Bunge
- Astragalus keredjensis Podlech
- Astragalus kerkukensis Bornm.
- Astragalus kermanicus Parsa
- Astragalus kermanschahanenicus Sirj. & Rech.f.
- Astragalus kermanschahensis Bornm.
- Astragalus kerrii P.J.Knight & Cully
- Astragalus kessleri Trautv.
- Astragalus keyserlingii Bunge
- Astragalus khadem-kandicus Maassoumi & Podlech
- Astragalus khadjouicus Parsa
- Astragalus khajehensis Ghahrem.-Nejad
- Astragalus khajiboulaghensis Maassoumi
- Astragalus khalifatensis Ali
- Astragalus khaneradarensis Sirj. & Rech.f.
- Astragalus kharvanensis Ranjbar
- Astragalus khasianus Benth. ex Bunge
- Astragalus khassanovii Podlech
- Astragalus khatamsaziae Maassoumi
- Astragalus khayamicus Parsa
- Astragalus khokhrjakovii Sytin & Podlech
- Astragalus khongensis Maassoumi, Joharchi & Podlech
- Astragalus khonikensis Nasseh & Joharchi
- Astragalus khorramabadensis Bornm.
- Astragalus khoshjailensis Sirj. & Rech.f.
- Astragalus khosrowabadensis Ranjbar & Karamian
- Astragalus khunsarensis Zarre & Podlech
- Astragalus khuzistanicus Sirj. & Rech.f.
- Astragalus khwaja-muhammadensis Podlech
- Astragalus kialensis N.D.Simpson
- Astragalus kiamaky-daghensis Maassoumi & Podlech
- Astragalus kifonsanicus Ulbr.
- Astragalus kirchhoffiae Podlech
- Astragalus kirghisorum Gontsch.
- Astragalus kirilovii Podlech
- Astragalus kirpicznikovii Grossh.
- Astragalus kirrindicus Boiss.
- Astragalus kirshehiricus D.F.Chamb.
- Astragalus kiviensis Ranjbar & Rahimin.
- Astragalus kizilirmakii Podlech & Sytin
- Astragalus kjurendaghi V.A.Nikitin
- Astragalus klementzii N.Ulziykh.
- Astragalus knappii Bornm.
- Astragalus knightii Barneby
- Astragalus knorringianus Boriss.
- Astragalus koburensis Bunge
- Astragalus kochakii Aytaç & H.Duman
- Astragalus koelzii Barneby
- Astragalus kohrudicus Bunge
- Astragalus koikitaensis Rassulova
- Astragalus kokandensis Bunge
- Astragalus komarovii Lipsky
- Astragalus kongrensis Benth. ex Baker
- Astragalus kongurensis Podlech
- Astragalus kopalensis Lipsky
- Astragalus kopetdaghi Boriss.
- Astragalus kordloricus Zarre
- Astragalus korolkowii Bunge
- Astragalus korotkovae Kamelin & Kovalevsk.
- Astragalus korovinianus Barneby
- Astragalus koschukensis Boiss.
- Astragalus koslovii B.Fedtsch. & Basil. ex N.Ulziykh.
- Astragalus koulehensis Podlech
- Astragalus kourosianus Parsa
- Astragalus kralikii Coss. ex Batt.
- Astragalus krascheninnikovii Kamelin
- Astragalus krasnovii Popov
- Astragalus krauseanus Regel
- Astragalus kristii Sirj.
- Astragalus kronenburgii B.Fedtsch. ex Kneuck.
- Astragalus kubensis Grossh.
- Astragalus kudrjaschovii Korol.
- Astragalus kugartensis Boriss.
- Astragalus kuhidashtehensis Podlech
- Astragalus kuhikakaschanicus Sirj. & Rech.f.
- Astragalus kuhistanus Bunge
- Astragalus kuhitangi (Nevski) Sirj.
- Astragalus kukkonenii Podlech
- Astragalus kukunoricus N.Ulziykh.
- Astragalus kulabensis Lipsky
- Astragalus kuldshensis Bunge
- Astragalus kuldzhuktauense F.O.Khass., Shomur. & Esankulov
- Astragalus kullmannii Podlech
- Astragalus kunarensis Podlech
- Astragalus kungurensis Boriss.
- Astragalus kunlunensis H.Ohba, S.Akiyama & S.K.Wu
- Astragalus kuramensis Baker
- Astragalus kurdaicus Saposhn.
- Astragalus kurdicus Boiss.
- Astragalus kurtschumensis Bunge
- Astragalus kuschakewiczii B.Fedtsch.
- Astragalus kuschkensis Boriss.
- Astragalus kushmasarensis Vassilcz.
- Astragalus kusnetzovii Popov ex Kovalevsk.
- Astragalus kustanaicus Popov
- Astragalus lacei (Ali) Kirchhoff
- Astragalus laceratus Lipsky
- Astragalus lachnolobus Kovalevsk. & Vved.
- Astragalus laconicus Iatroú & Kit Tan
- Astragalus lacteus Heldr. & Sart.
- Astragalus lactiflorus Ledeb.
- Astragalus lacus-valashti Maassoumi, Podlech & Jalili
- Astragalus ladakhensis R.R.Rao & Balodi
- Astragalus laetabilis Podlech & L.R.Xu
- Astragalus laetus Bunge
- Astragalus lagobromus Knjaz. & Kulikov
- Astragalus lagonyx Fisch.
- Astragalus lagopodioides Vahl
- Astragalus lagopoides Lam.
- Astragalus lagowskyi Trautv.
- Astragalus laguriformis Freyn
- Astragalus laguroides Pall.
- Astragalus lalandei Podlech
- Astragalus lalesarensis Bornm.
- Astragalus lamalaensis Z.C.Ni
- Astragalus lamarckii Boiss.
- Astragalus lambinonii Podlech
- Astragalus lamondiae I.Deml
- Astragalus lanatus Labill.
- Astragalus lanceolatus Bunge
- Astragalus lancifolius Gontsch.
- Astragalus lang-ranii Podlech
- Astragalus langtangensis Podlech
- Astragalus lanzhouensis Podlech & L.R.Xu
- Astragalus laricus Boiss. & Hohen.
- Astragalus laristanicus Bornm. & Gauba
- Astragalus lasiocalycinus Podlech & Maassoumi
- Astragalus lasiocalyx Gontsch.
- Astragalus lasioglottis Steven
- Astragalus lasiopetalus Bunge
- Astragalus lasiosemius Boiss.
- Astragalus lasiostylus F.G.L.Fisch.
- Astragalus laspurensis Ali
- Astragalus lateritians Freyn & Bornm.
- Astragalus lateritiiformis Zarre, Maassoumi & Podlech
- Astragalus lateritius Boiss. & Hausskn.
- Astragalus latianicus Maassoumi & Ranjbar
- Astragalus latifolius Lam.
- Astragalus latistipulatus D.F.Chamb.
- Astragalus latiunguiculatus Y.C.Ho
- Astragalus latusioides Maassoumi & Zarre
- Astragalus lavrenkoi Kamelin
- Astragalus laxmannii Jacq.
- Astragalus layneae Greene
- Astragalus leansanicus Ulbr.
- Astragalus ledinghamii Barneby
- Astragalus legionensis Barneby
- Astragalus lehmannianus Bunge
- Astragalus leibergii M.E.Jones
- Astragalus leioclados Boiss.
- Astragalus leiophyllus Freyn & Bornm.
- Astragalus leiophysa Bunge
- Astragalus leiosemius (Lipsky) Popov
- Astragalus lemmonii A.Gray
- Astragalus lenensis Shemetova, Shaulo & Lomon.
- Astragalus lentiformis A.Gray
- Astragalus lentiginosus Douglas ex Hook.
- Astragalus lentilobus Kamelin & Kovalevsk.
- Astragalus leonardii Maassoumi
- Astragalus leontinus Wulfen
- Astragalus lepidotrichus Bornm. & Gauba
- Astragalus lepidus Podlech
- Astragalus leporinus Boiss.
- Astragalus lepsensis Bunge
- Astragalus leptaleus A.Gray
- Astragalus leptocarpus Torr. & A.Gray
- Astragalus leptocaulis Ledeb.
- Astragalus leptocladus Podlech & L.R.Xu
- Astragalus leptophysus Vved.
- Astragalus leptorhaphis Bornm. & Gauba
- Astragalus leptostachys Pall.
- Astragalus leptothalamus Boiss. ex Bunge
- Astragalus leptus Boiss.
- Astragalus leptynticus Maassoumi
- Astragalus lessertioides Benth. ex Bunge
- Astragalus leucargyreus Bornm.
- Astragalus leucocalyx Popov
- Astragalus leucocephalus Benth.
- Astragalus leucocerciformis Ranjbar & Maassoumi
- Astragalus leucocladus Bunge
- Astragalus leucolachnus Boiss.
- Astragalus leucolobus Parry ex M.E.Jones
- Astragalus leucophanus Bornm.
- Astragalus leucoptilus Boiss. & Hausskn.
- Astragalus leucothrix Freyn & Bornm.
- Astragalus leucotrichus Maassoumi
- Astragalus leushanensis Maassoumi
- Astragalus levidensis Podlech & L.R.Xu
- Astragalus levieri Freyn ex Sommier & Levier
- Astragalus lhorongensis P.C.Li & C.C.Ni
- Astragalus licentianus Hand.-Mazz.
- Astragalus lilacinus Boiss.
- Astragalus limariensis Muñoz
- Astragalus limnocharis Barneby
- Astragalus limprichtii Ulbr.
- Astragalus linczevskii Gontsch.
- Astragalus lindheimeri Engelm. ex A.Gray
- Astragalus lineatus Lam.
- Astragalus linifolius Osterh.
- Astragalus lippertii Maassoumi & Podlech
- Astragalus lipschitzii Pavlov
- Astragalus lipskyi Popov
- Astragalus lisaricus Maassoumi
- Astragalus listoniae Boiss.
- Astragalus lithophilus Kar. & Kir.
- Astragalus litvinovianus Gontsch.
- Astragalus litwinowii Lipsky
- Astragalus loanus Barneby
- Astragalus lobbichleri Podlech
- Astragalus lobophorus Boiss.
- Astragalus lonchocarpus Torr.
- Astragalus longicaulis Pomel
- Astragalus longicuspis Bunge
- Astragalus longidentatus Chater
- Astragalus longiflorus Pall.
- Astragalus longifolius Lam.
- Astragalus longilobus E.Peter
- Astragalus longimucronulatus Sirj. & Rech.f.
- Astragalus longipetiolatus Popov
- Astragalus longiracemosus N.Ulziykh.
- Astragalus longirostratus Pau
- Astragalus longiscapus C.C.Ni & P.C.Li
- Astragalus longisepalus Rassulova
- Astragalus longissimus (M.E.Jones) Barneby
- Astragalus longistipitatus Boriss.
- Astragalus longistylus Bunge
- Astragalus longisubulatus Podlech
- Astragalus longivexillatus Podlech & Ekici
- Astragalus looseri I.M.Johnst.
- Astragalus lorinserianus Freyn
- Astragalus lotiflorus Hook.
- Astragalus louisii J.Thiébaut
- Astragalus lovensis Rech.f.
- Astragalus lucidus H.T.Tsai & T.T.Yu
- Astragalus luculentus Podlech & L.R.Xu
- Astragalus lumsdenianus Aitch. & Baker
- Astragalus lunatus Pall.
- Astragalus lupulinus Pall.
- Astragalus luristanicus Freyn
- Astragalus lurorum Bornm.
- Astragalus lussiae Rzazade
- Astragalus lustricola Podlech & L.R.Xu
- Astragalus luteiflorus N.Ulziykh.
- Astragalus luteolus H.T.Tsai & T.T.Yu
- Astragalus lutosus M.E.Jones
- Astragalus luxurians Bunge
- Astragalus lyallii A.Gray
- Astragalus lycaonicus Hub.-Mor. & Reese
- Astragalus lychnobius Podlech & L.R.Xu
- Astragalus lycioides Boiss.
- Astragalus lycius Boiss.
- Astragalus lyonnetii Barneby
- Astragalus maabudii Ranjbar
- Astragalus maarofii Podlech & Maassoumi
- Astragalus maassoumii Podlech
- Astragalus mackeviczii Gontsch.
- Astragalus macriculus Podlech & L.R.Xu
- Astragalus macrocarpus DC.
- Astragalus macrocephalus Willd.
- Astragalus macrocladus Bunge
- Astragalus macrodon (Hook. & Arn.) A.Gray
- Astragalus macrolobus M.Bieb.
- Astragalus macronyx Bunge
- Astragalus macropelmatus Bunge
- Astragalus macropetalus Schrenk
- Astragalus macropodium Lipsky
- Astragalus macropus Bunge
- Astragalus macroscepus Boiss. ex Bunge
- Astragalus macrosemius Boiss. & Hohen.
- Astragalus macrostachys DC.
- Astragalus macrostephanus (S.B.Ho) Podlech & L.R.Xu
- Astragalus macrosyrinx Rech.f.
- Astragalus macrotropis Bunge
- Astragalus macrouroides Hub.-Mor.
- Astragalus macrourus Fisch. & C.A.Mey.
- Astragalus magdalenae Greene
- Astragalus magellanicus Gómez-Sosa
- Astragalus magistratus Maassoumi, Ghahr. & Mozaff.
- Astragalus magnibracteatus Maassoumi & Maroofi
- Astragalus magnibracteus Y.H.Wu
- Astragalus magnificus Kolak.
- Astragalus magnifolius Parsa
- Astragalus magnus Sirj. & Rech.f.
- Astragalus mahmutlarensis Podlech
- Astragalus mahneshanensis Maassoumi & Moussavi
- Astragalus mahoschanicus Hand.-Mazz.
- Astragalus mailiensis B.Fedtsch.
- Astragalus maireanus Greuter & Burdet
- Astragalus maiusculus Podlech & L.R.Xu
- Astragalus majevskianus Krylov
- Astragalus majixueshanicus Y.H.Wu
- Astragalus makuensis Maassoumi, Bagheri & Rahimin.
- Astragalus malacoides Barneby
- Astragalus malacus A.Gray
- Astragalus malatyaensis Podlech
- Astragalus malcolmii Hemsl. & H.Pearson
- Astragalus managettae Sirj. & Rech.f.
- Astragalus managildensis B.Fedtsch.
- Astragalus maniaticus Kit Tan & Strid
- Astragalus manucehrii Sirj. & Rech.f.
- Astragalus maowensis Podlech & L.R.Xu
- Astragalus maquensis Y.H.Wu
- Astragalus marandicus Podlech
- Astragalus maraziensis Rzazade
- Astragalus mardinensis Nábelek
- Astragalus mareoticus Delile
- Astragalus margonensis Ranjbar, Rahimin. & Raufi
- Astragalus margusaricus Lipsky
- Astragalus marinus Boriss.
- Astragalus mario-sousae A.E.Estrada, Villarreal & C.Yen
- Astragalus maritimus Moris
- Astragalus marivanensis Podlech & Maassoumi
- Astragalus markasicus Podlech & Maassoumi
- Astragalus maroccanus Braun-Blanq. & Maire
- Astragalus martinii Spellenb., Van Devender & P.D.Jenkins
- Astragalus masanderianus Bunge
- Astragalus massagetowii B.Fedtsch.
- Astragalus massalskyi Grossh.
- Astragalus masulehensis Ranjbar & Assadi
- Astragalus matiensis P.C.Li
- Astragalus mattam H.T.Tsai & T.T.Yu
- Astragalus matthewsiae Podlech & Kirchhoff
- Astragalus maurorum Murb.
- Astragalus maurus (Humbert & Maire) Pau
- Astragalus maverranagri Popov
- Astragalus maximowiczii Trautv.
- Astragalus maxwellii Benth.
- Astragalus maymanensis Podlech
- Astragalus meanus (Boriss.) Boriss.
- Astragalus medius Schrenk
- Astragalus medorum Bornm.
- Astragalus megacarpus (Nutt.) A.Gray
- Astragalus megalanthus DC.
- Astragalus megalocystis Bunge
- Astragalus megalomerus Bunge
- Astragalus megalotropis C.A.Mey. ex Bunge
- Astragalus megricus Grossh.
- Astragalus mehranensis Maassoumi & Mozaff.
- Astragalus mehrizianus Podlech & Maassoumi
- Astragalus meimandicus Maassoumi & Vakili
- Astragalus mekongensis Podlech
- Astragalus melaleucus Bunge
- Astragalus melanocalyx Boiss.
- Astragalus melanocephalus Boiss.
- Astragalus melanochiton I.Deml
- Astragalus melanocladus Lipsky
- Astragalus melanocomus Popov
- Astragalus melanodon Boiss.
- Astragalus melanophrurius Boiss.
- Astragalus melanostachys Benth. ex Bunge
- Astragalus melanostictus Freyn
- Astragalus melilotoides Pall.
- Astragalus melitenensis Boiss.
- Astragalus membranostipulus Maassoumi
- Astragalus memnonius Maassoumi & Podlech
- Astragalus memoriosus Pakravan, Nasseh & Maassoumi
- Astragalus mendocinus Gómez-Sosa
- Astragalus meracus (Boriss.) Boriss.
- Astragalus mercklinii Boiss. & Buhse
- Astragalus meridionalis Bunge
- Astragalus merkensis Kamelin & Kovalevsk.
- Astragalus merxmuelleri Podlech
- Astragalus meschhedensis Bunge
- Astragalus meshkinensis Podlech
- Astragalus mesites Boiss. & Buhse
- Astragalus mesogitanus Boiss.
- Astragalus mesoleios Boiss. & Hohen.
- Astragalus meyeri Boiss.
- Astragalus michaelis Boriss.
- Astragalus michauxianus Boiss.
- Astragalus michauxii (Kuntze) F.J.Herm.
- Astragalus micrancistrus Boiss. & Hausskn.
- Astragalus micranthellus Wedd.
- Astragalus micranthus Desf.
- Astragalus microcalycinus Sirj. & Rech.f.
- Astragalus microcephalus Willd.
- Astragalus microcymbus Barneby
- Astragalus microcystis A.Gray
- Astragalus micromerius Barneby
- Astragalus microphysa Boiss.
- Astragalus microphysopsis (Tietz) Podlech
- Astragalus microrchis Barneby
- Astragalus mieheorum Podlech & L.R.Xu
- Astragalus migpo Kamelin
- Astragalus miguelensis Greene
- Astragalus mikrophytoides Podlech
- Astragalus mikrophyton Sirj. & Rech.f.
- Astragalus minhensis X.Y.Zhu & C.J.Chen
- Astragalus miniatus Bunge
- Astragalus minimus Vogel
- Astragalus minimus L. ex DC.
- Astragalus minshanensis K.T.Fu
- Astragalus minthorniae (Rydb.) Jeps.
- Astragalus minudentatus Y.C.Ho
- Astragalus minutissimus Wedd.
- Astragalus minutulus Maassoumi
- Astragalus mirabilis Lipsky
- Astragalus miralamensis Podlech
- Astragalus mironovii Pachom. & Rassulova
- Astragalus mirus Sosn.
- Astragalus misellus S.Watson
- Astragalus miser Douglas ex Hook.
- Astragalus miseriflorus Sirj. & Rech.f.
- Astragalus mishodaghmontanus Ranjbar, Karamian & Nouri
- Astragalus mishouensis Turrill
- Astragalus missouriensis Nutt.
- Astragalus mitchellianus Boiss.
- Astragalus mitchellii Post
- Astragalus miyalomontis P.C.Li
- Astragalus moabiticus Post
- Astragalus mobayenicus Parsa
- Astragalus modesti Kamelin & Kovalevsk.
- Astragalus modestus Boiss. & Hohen.
- Astragalus moellendorffii Bunge ex Maxim.
- Astragalus moencoppensis M.E.Jones
- Astragalus mogoltavicus Popov
- Astragalus mohavensis S.Watson
- Astragalus mokeevae Popov
- Astragalus mokiacensis A.Gray
- Astragalus molestus Rech.f.
- Astragalus mollis M.Bieb.
- Astragalus mollissimus Torr.
- Astragalus molybdenus Barneby
- Astragalus monadelphus Bunge ex Maxim.
- Astragalus monanthemus Boiss.
- Astragalus monbeigii N.D.Simpson
- baktövis vagy kínai csüdfű (Astragalus mongholicus) Bunge
- Astragalus monoensis Barneby
- Astragalus monophyllus Bunge ex Maxim.
- Astragalus monozyx Bornm.
- Astragalus monspessulanus L.
- Astragalus monteroi I.M.Johnst.
- Astragalus monticola Phil.
- Astragalus montis-aquilis Grossh.
- Astragalus montis-bakhtiari Maassoumi & Sardari
- Astragalus montis-karkasii Podlech
- Astragalus montis-nacarouzii Maassoumi & Maroofi
- Astragalus montis-parrowii Maassoumi & Nemati
- Astragalus montis-queydari F.Ghahrem., Maassoumi & Bagheri
- Astragalus montis-varvashti Podlech
- Astragalus montismishoudaghi Sheikh Akbari Mehr, Ghorbani & Maassoumi
- Astragalus montivagus Podlech & L.R.Xu
- Astragalus montosus Maassoumi
- Astragalus monumentalis Barneby
- Astragalus moranii Barneby
- Astragalus morganii Freyn
- Astragalus mossulensis Bunge
- Astragalus mostafa-assadii Bagheri, Maassoumi, F.Ghahrem. & Podlech
- Astragalus moupinensis Franch.
- Astragalus moussavii Maassoumi, Ghahr.-Nejad & Ghahr.
- Astragalus movlavius Parsa
- Astragalus moyanoi Speg.
- Astragalus mozaffarianii Maassoumi
- Astragalus mucidus Bunge ex Boiss.
- Astragalus mucronifolius Boiss.
- Astragalus muelleri Steud. & Hochst.
- Astragalus mugliensis Podlech & Ekici
- Astragalus mugosaricus Bunge
- Astragalus mulfordiae M.E.Jones
- Astragalus muliensis Hand.-Mazz.
- Astragalus multiceps Benth.
- Astragalus multifoliolatus (Boriss.) Sirj.
- Astragalus multijugus DC.
- Astragalus multispina Freyn & Bornm.
- Astragalus mundulus Podlech
- Astragalus munroi Benth. ex Bunge
- Astragalus munzurensis Yild.
- Astragalus murinus Boiss.
- Astragalus musaianus Maassoumi & Joharchi
- Astragalus musiniensis M.E.Jones
- Astragalus mutus Podlech
- Astragalus myriacanthus Boiss.
- Astragalus myriocladus Sirj. & Rech.f.
- Astragalus myriocystis Bornm.
- Astragalus nabelekii Czeczott
- Astragalus naftabensis Sirj. & Rech.f.
- Astragalus nagaii Nakai
- Astragalus nahavandicus Maassoumi
- Astragalus nainitalensis L.B.Chaudhary
- Astragalus nakaianus Y.N.Lee
- Astragalus nakaoi Kitam.
- Astragalus nalbandanicus Podlech
- Astragalus namanganicus Popov
- Astragalus nanellus H.T.Tsai & T.T.Yu
- Astragalus nanfengensis Z.C.Ni
- Astragalus nangxianensis P.C.Li & C.C.Ni
- Astragalus nankotaizanensis Sasaki
- Astragalus nanshanicus Podlech & L.R.Xu
- Astragalus narmanicus Karaman & Aytaç
- Astragalus naturitensis Payson
- Astragalus nebrodensis (Guss.) Strobl
- Astragalus nedjefabadensis Parsa
- Astragalus neglectus (Torr. & A.Gray) E.Sheld.
- Astragalus nelidae Gómez-Sosa
- Astragalus nelsonianus Barneby
- Astragalus nematodes Bunge ex Boiss.
- Astragalus nematodioides H.Ohba, S.Akiyama & S.K.Wu
- Astragalus nemorosus Batt.
- Astragalus nenilinii Khass. & Malzev
- Astragalus neoalbovillosus Kitam.
- Astragalus neoassadabadensis F.Ghahrem. & Maassoumi
- Astragalus neoassadianus Ranjbar
- Astragalus neobarnebyanus Gómez-Sosa
- Astragalus neobotschantzevii Turak., F.O.Khass. & Gaffarov
- Astragalus neoburkartianus Gómez-Sosa
- Astragalus neocarpus Gómez-Sosa
- Astragalus neochaldoranicus Podlech & Maassoumi
- Astragalus neochorgosicus Podlech
- Astragalus neoiranshahrii Maassoumi & Amini Rad
- Astragalus neokarelinianus Knjaz.
- Astragalus neolipskyanus Popov
- Astragalus neomaassoumianus Ranjbar
- Astragalus neomexicanus Wooton & Standl.
- Astragalus neomobayenii Maassoumi
- Astragalus neomonodelphus H.T.Tsai & T.T.Yu
- Astragalus neomozaffarianii Maassoumi
- Astragalus neopodlechii Maassoumi
- Astragalus neopopovii Golosk.
- Astragalus neosytinii Ranjbar
- Astragalus nepalensis Podlech
- Astragalus nephtonensis Freyn
- Astragalus neplii Podlech
- Astragalus nervifolius Maassoumi, Podlech & Zarre
- Astragalus nervistipulus Boiss. & Hausskn.
- Astragalus nervulosus Eig & Reese ex Hub.-Mor.
- Astragalus neubauerianus Sirj. & Rech.f.
- Astragalus neuquenensis Gómez-Sosa
- Astragalus neurocarpus Boiss.
- Astragalus neurophyllus Franch.
- Astragalus nevadensis Boiss.
- Astragalus nevinii A.Gray ex Lyon
- Astragalus newberryi A.Gray
- Astragalus neyshaburensis Podlech
- Astragalus nezaketiae A.Duran & Aytaç
- Astragalus nezva-montis Podlech & Zarre
- Astragalus nicharensis Bunge
- Astragalus nicolaii Boriss.
- Astragalus nicorae Gómez-Sosa
- Astragalus nidularius Barneby
- Astragalus nigdeanus Podlech & Ekici
- Astragalus nigricans Barneby
- Astragalus nigriceps Popov
- Astragalus nigrifructus Podlech & Aytaç
- Astragalus nigritus Sirj. & Rech.f.
- Astragalus nigrivestitus Podlech & I.Deml
- Astragalus nigrocalycinus Podlech
- Astragalus nigrocalyx Slobodov ex Grig.
- Astragalus nigrocarpus Khass. & Malzev
- Astragalus nigrodentatus N.Ulziykh. ex Podlech & L.R.Xu
- Astragalus nigrohirsutus (Tietz & Zarre) Borjian, Maassoumi & Assadi
- Astragalus nigrolineatus Sirj. & Rech.f.
- Astragalus nigropedunculatus Podlech & Ekici
- Astragalus nikitinae B.Fedtsch.
- Astragalus ninae Pavlov
- Astragalus ningxiaensis Podlech & L.R.Xu
- Astragalus nishapurensis Sirj. & Rech.f.
- Astragalus nitidiflorus Jiménez & Pau
- Astragalus nitidissimus Greuter & Burdet
- Astragalus nivalis Kar. & Kir.
- Astragalus nivicola Gómez-Sosa
- Astragalus nobilis Bunge & B.Fedtsch.
- Astragalus noeanus Boiss.
- Astragalus nokoensis Sasaki
- Astragalus norvegicus Weber
- Astragalus notabilis Podlech
- Astragalus nothoxys A.Gray
- Astragalus novissimus Podlech & L.R.Xu
- Astragalus nowroozii Podlech & Zarre
- Astragalus nubicola Podlech
- Astragalus nucifer Bunge
- Astragalus nucleosus Popov
- Astragalus nudisiliquus A.Nelson
- Astragalus nudus Clos
- Astragalus nummularius Lam.
- Astragalus nurabadensis Maassoumi & Podlech
- Astragalus nuratavicus (Boriss.) Boriss.
- Astragalus nuratensis Popov
- Astragalus nurensis Boiss. & Buhse
- Astragalus nutans M.E.Jones
- Astragalus nutriosensis S.C.Sand.
- Astragalus nuttallianus DC.
- Astragalus nuttallii (Torr. & A.Gray) J.T.Howell
- Astragalus nutzotinensis J.Rousseau
- Astragalus nydeggeri Zarre & H.Duman
- Astragalus nyensis Barneby
- Astragalus obcordatus Elliott
- Astragalus obscurus S.Watson
- Astragalus obtusifoliolus (S.B.Ho) Podlech & L.R.Xu
- Astragalus obtusifolius DC.
- Astragalus occultus Podlech & L.R.Xu
- Astragalus ochotensis A.P.Khokhr.
- Astragalus ochreatus Bunge
- Astragalus ochrias Bunge ex Maxim.
- Astragalus ochrobius Bunge
- Astragalus ochrochlorus Boiss. & Hohen.
- Astragalus octopus C.C.Towns.
- Astragalus odoratus Lam.
- Astragalus ohbaensis Podlech
- Astragalus oihorensis Ali
- Astragalus olangensis Maassoumi & Joharchi
- Astragalus olchonensis Gontsch.
- Astragalus oldenburgii B.Fedtsch.
- Astragalus oleifolius DC.
- Astragalus olgae Bunge
- Astragalus oligoflorus Maassoumi, Ghahrem. & Javadi
- Astragalus oligophyllus Boiss.
- Astragalus oltensis Grossh.
- Astragalus olurensis Podlech
- Astragalus omissus Pachom.
- Astragalus oncotrichus Bunge
- Astragalus oniciformis Barneby
- Astragalus onobrychioides M.Bieb.
- zászlós csüdfű (Astragalus onobrychis) L. - típusfaj
- Astragalus oocalycis M.E.Jones
- Astragalus oocarpus A.Gray
- Astragalus oocephalus Boiss.
- Astragalus oophorus S.Watson
- Astragalus ophiocarpus Benth. ex Bunge
- Astragalus orbicularifolius P.C.Li & C.C.Ni
- Astragalus orbiculatus Ledeb.
- Astragalus orcuttianus S.Watson
- Astragalus ordosicus H.C.Fu
- Astragalus ordubadensis Grossh.
- Astragalus oreades C.A.Mey.
- Astragalus oreganus Nutt.
- Astragalus oreites Beck
- Astragalus oreocharis Podlech & L.R.Xu
- Astragalus orientopersicus F.Ghahrem., Joharchi, Fereid. & Hoseini
- Astragalus ornithopodioides Lam.
- Astragalus ornithorrhynchus Popov
- Astragalus oropolitanus Knjaz. & Kulikov
- Astragalus oroproselius Rech.f.
- Astragalus orotrephes W.W.Sm.
- Astragalus orthocarpoides Sirj. & Rech.f.
- Astragalus orthocarpus Boiss.
- Astragalus ortholobiformis Sumnev.
- Astragalus ortholobus Bunge
- Astragalus orthorhynchus Bornm.
- Astragalus osterhoutii M.E.Jones
- Astragalus otiporensis Boiss.
- Astragalus ovabaghensis Akan & Aytaç
- Astragalus ovalis Boiss. & Balansa
- Astragalus ovatus DC.
- Astragalus ovczinnikovii Boriss.
- Astragalus oviger Boiss.
- Astragalus ovinus Boiss.
- Astragalus ovoideus Sirj. & Rech.f.
- Astragalus owirensis Ali ex Podlech
- Astragalus oxyglottis Steven ex M.Bieb.
- Astragalus oxyglottoides Bornm. & Gauba
- Astragalus oxyodon Baker
- Astragalus oxyphysopsis Barneby
- Astragalus oxyphysus A.Gray
- Astragalus oxypterus Boriss.
- Astragalus oxyrhynchus Hemsl.
- Astragalus oxytropifolius Boiss.
- Astragalus pachyacanthus Bunge
- Astragalus pachypus Greene
- Astragalus pachyrhachis Sirj. & Rech.f.
- Astragalus pachyrhizus Popov
- Astragalus pachystachys Bunge
- Astragalus packardiae (Barneby) J.F.Sm. & Zimmers
- Astragalus paghmanensis Sirj. & Rech.f.
- Astragalus pakistanicus Podlech
- Astragalus pakravaniae Podlech & Maassoumi
- Astragalus paktiensis Podlech
- Astragalus palaestinus Eig
- Astragalus palenae (Phil.) Reiche
- Astragalus pallasii Spreng.
- Astragalus pallescens M.Bieb.
- Astragalus palmeri A.Gray
- Astragalus pamirensis Franch.
- Astragalus panamintensis E.Sheld. ex Coult.
- Astragalus panduratus Bunge
- Astragalus panjaoensis Sirj. & Rech.f.
- Astragalus papasianus O.Schwarz
- Astragalus papillosus Podlech
- Astragalus paposanus I.M.Johnst.
- Astragalus paradoxus Bunge
- Astragalus paraglycyphyllos H.Boissieu
- Astragalus paragriseus Ponert
- Astragalus paralipomenus Bunge
- Astragalus paralurges Bunge
- Astragalus paralurgiformis F.Ghahrem., Maassoumi & Bagheri
- Astragalus paraplesius Bunge
- Astragalus pardalinus (Rydb.) Barneby
- Astragalus parkeri I.Deml
- Astragalus parodii I.M.Johnst.
- Astragalus paroensis Podlech
- Astragalus parrisii Podlech
- Astragalus parrowianus Boiss. & Hausskn.
- Astragalus parryi A.Gray
- Astragalus parvarensis Podlech & Sytin
- Astragalus parvicarinatus S.B.Ho
- Astragalus parvistipulus Rech.f.
- Astragalus parvulus Bornm.
- Astragalus parvus Hemsl.
- Astragalus parwanicus Podlech & I.Deml
- Astragalus pascuicola Podlech
- Astragalus pasqualensis M.E.Jones
- Astragalus passargadensis Maassoumi
- Astragalus patagonicus (Phil.) Speg.
- Astragalus patentipilosus Kitam.
- Astragalus patentivillosus Gontsch.
- Astragalus patnosicus D.F.Chamb. & V.A.Matthews
- Astragalus patrius Maassoumi
- Astragalus pattersonii A.Gray
- Astragalus patulepilosus Sirj. & Rech.f.
- Astragalus paucifoliolatus Podlech
- Astragalus paucijugus Schrenk
- Astragalus pauper Bunge
- Astragalus pauperculus Greene
- Astragalus pauperiflorus Bornm.
- Astragalus pauperiformis B.Fedtsch.
- Astragalus pauranthus I.M.Johnst.
- Astragalus pauxillis Maassoumi & Ghahrem.
- Astragalus pavlovianus Gamajun.
- Astragalus pavlovii B.Fedtsch. & Basil.
- Astragalus paysonii (Rydb.) Barneby
- Astragalus peckii Piper
- Astragalus pecten-erinis I.Deml
- Astragalus pecten-hystricis I.Deml
- Astragalus pectinatus (Hook.) Douglas ex G.Don
- Astragalus pediculariformis Maassoumi
- Astragalus peduncularis Benth.
- Astragalus pehuenches Niederl.
- Astragalus pelliger Fenzl
- Astragalus pellitus Bunge
- Astragalus peltatus Podlech & I.Deml
- Astragalus peltopsis Podlech & Rech.f.
- Astragalus pendulatopetalus S.B.Ho & Z.H.Wu
- Astragalus penduliflorus Lam.
- Astragalus pendulinus Popov & B.Fedtsch.
- Astragalus pendulipodus Ranjbar & Karamian
- Astragalus pendulus DC.
- Astragalus penetratus Maassoumi
- Astragalus penicillatus Podlech
- Astragalus pennatulus Hub.-Mor. & D.F.Chamb.
- Astragalus pennatus Bunge
- Astragalus pennellianus Barneby
- Astragalus pentanthus Boiss.
- Astragalus perbrevis Podlech & L.R.Xu
- Astragalus perdurabilis Maassoumi
- Astragalus perdurans Podlech
- Astragalus peregrinus Vahl
- Astragalus pereshkhoranicus Maassoumi & Ghahrem.
- Astragalus perianus Barneby
- Astragalus peristereus Boiss. & Hausskn.
- Astragalus perpexus Maassoumi
- Astragalus perplexans Podlech
- Astragalus persicus (DC.) Fisch. & C.A.Mey.
- Astragalus persimilis Podlech & L.R.Xu
- Astragalus peruvianus Vogel
- Astragalus peterae H.T.Tsai & T.T.Yu
- Péterfi-csüdfű (Astragalus peterfii) Jáv.
- Astragalus petkoffii B.Fedtsch.
- Astragalus petraeus Kar. & Kir.
- Astragalus petropolitanus E.Sheld.
- Astragalus petropylensis Bunge
- Astragalus petrovii N.Ulziykh.
- Astragalus petunnikowii Litv.
- Astragalus peymanii Maassoumi
- Astragalus phalacropyton I.Deml
- Astragalus phlomoides Boiss.
- Astragalus phoenix Barneby
- Astragalus phrygius Sirj.
- Astragalus physocalyx Fisch.
- Astragalus physocarpus Ledeb.
- Astragalus physodes L.
- Astragalus pickeringii A.Gray
- Astragalus pictiformis Barneby
- Astragalus piestolobus Bunge
- Astragalus pileh-khasehensis Podlech & Maassoumi
- Astragalus pilutschensis Gontsch. ex N.Ulziykh.
- Astragalus pineticola Podlech
- Astragalus pinetorum Boiss.
- Astragalus pinonis M.E.Jones
- Astragalus piptocephalus Boiss. & Hausskn.
- Astragalus piranshahricus Maassoumi & Podlech
- Astragalus piscator Barneby & S.L.Welsh
- Astragalus pischtovensis Gontsch.
- Astragalus pish-chakensis Maassoumi
- Astragalus pishanxianensis Podlech
- Astragalus pisidicus Boiss. & Heldr.
- Astragalus pissisi (Phil.) I.M.Johnst.
- Astragalus piutensis Barneby & Mabb.
- Astragalus plagiophacos Maassoumi & Podlech
- Astragalus plattensis Nutt.
- Astragalus platyfoliolatus Maassoumi
- Astragalus platyphyllus Kar. & Kir.
- Astragalus platysematus Bunge
- Astragalus platytropis A.Gray
- Astragalus plebeius Boiss.
- Astragalus pleianthus (Shinners) Isely
- Astragalus plumatus (Boriss.) Boriss.
- Astragalus plumbeus (Nevski) Gontsch.
- Astragalus plumosus Willd.
- Astragalus pluriflorus F.Ghahrem., Maassoumi, Bagheri & Podlech
- Astragalus podlechii I.Deml
- Astragalus podocarpus C.A.Mey.
- Astragalus podoloboides Maassoumi
- Astragalus podolobus Boiss. & Hohen.
- Astragalus podosphaerus Boiss. & Hausskn.
- Astragalus podperae Sirj.
- Astragalus polaris (Seem.) Benth.
- Astragalus polemoniacus Bunge
- Astragalus polhillii Podlech
- Astragalus poliotrichus Bornm.
- Astragalus politovii Krylov
- Astragalus polozhiae Timokhina
- Astragalus poluninii Podlech
- Astragalus polyacanthus Benth.
- Astragalus polyanthus Bunge
- Astragalus polybotrys Boiss.
- Astragalus polyceras Kar. & Kir.
- Astragalus polycladus Bureau & Franch.
- Astragalus polygala Pall.
- Astragalus polystachys Maassoumi
- Astragalus polytimeticus Popov
- Astragalus pomonensis M.E.Jones
- Astragalus pomphocalyx Villarreal & M.A.Carranza
- Astragalus ponticus Pall.
- Astragalus popovii Pavlov
- Astragalus porphyreus Podlech & L.R.Xu
- Astragalus porphyrocalyx Y.C.Ho
- Astragalus porphyrocystis Bornm.
- Astragalus porphyrodon C.C.Towns.
- Astragalus porphyrogrammus Ranjbar
- Astragalus porphyrophysa Bornm. & Gauba
- Astragalus porrectus S.Watson
- Astragalus potosinus Barneby
- Astragalus praelongus E.Sheld.
- Astragalus praeteritus Podlech & L.R.Xu
- Astragalus pravitzii Podlech
- Astragalus preussii A.Gray
- Astragalus prilipkoanus Grossh.
- Astragalus pringlei S.Watson
- Astragalus procerus Boiss. & Hausskn.
- Astragalus proimanthus Barneby
- Astragalus prominens (Boriss.) Boriss.
- Astragalus prorifer M.E.Jones
- Astragalus prosgaeus Barneby
- Astragalus protectus Maassoumi & Podlech
- Astragalus protractus Boriss.
- Astragalus proximus (Rydb.) Wooton & Standl.
- Astragalus prusianus Boiss.
- Astragalus przewalskii Bunge ex Maxim.
- Astragalus przhevalskianus Podlech & N.Ulziykh.
- Astragalus psammophilus Golosk.
- Astragalus pseudanthylloides Gontsch.
- Astragalus pseudasterothrix Hand.-Mazz.
- Astragalus pseudaureus Sirj. & Rech.f.
- Astragalus pseudo-orthocarpus Ranjbar & Maassoumi
- Astragalus pseudoamygdalinus Popov
- Astragalus pseudoantilibani Maassoumi
- Astragalus pseudoarvatensis Podlech & Sytin
- Astragalus pseudoaustralis Fisch. & C.A.Mey.
- Astragalus pseudobabatagi Pachom. & Rassulova
- Astragalus pseudobagramiensis Podlech
- Astragalus pseudobeckii Sirj. & Rech.f.
- Astragalus pseudoborodinii S.B.Ho
- Astragalus pseudobrachystachys Sirj. & Rech.f.
- Astragalus pseudobrunsianus Maassoumi
- Astragalus pseudocapito Podlech
- Astragalus pseudochlorostachys Ali
- Astragalus pseudochorinensis N.Ulziykh.
- Astragalus pseudochypogaeus S.B.Ho
- Astragalus pseudocomosus Maassoumi, F.Ghahrem. & Bagheri
- Astragalus pseudocyclophyllus Rech.f.
- Astragalus pseudocylindraceus Bornm.
- Astragalus pseudocytisoides Popov
- Astragalus pseudodianthus Nabiev
- Astragalus pseudoeremophysa Popov
- Astragalus pseudofragifer Tietz
- Astragalus pseudofragrans C.C.Towns.
- Astragalus pseudogompholobium Podlech
- Astragalus pseudohofmeisteri Sirj. & Rech.f.
- Astragalus pseudoibicinus Maassoumi & Podlech
- Astragalus pseudoindurascens Sirj. & Rech.f.
- Astragalus pseudojagnobicus Podlech & L.R.Xu
- Astragalus pseudojohannis Maassoumi & Podlech
- Astragalus pseudokurrumensis Sirj. & Rech.f.
- Astragalus pseudomacropus Knjaz. & Kulikov
- Astragalus pseudomacrostachys Maassoumi
- Astragalus pseudomahoschanicus Podlech
- Astragalus pseudomossulensis Nábelek
- Astragalus pseudomultijugus Podlech
- Astragalus pseudonigrescens Maassoumi
- Astragalus pseudonobilis Popov
- Astragalus pseudoparalurges F.Ghahrem., Maassoumi, Bagheri & Podlech
- Astragalus pseudoparrowianus Sirj. & Rech.f.
- Astragalus pseudopellitus Podlech
- Astragalus pseudopendulinus Sirj. & Rech.f.
- Astragalus pseudopersicus Podlech & Maassoumi
- Astragalus pseudopinetorum Taeb, Özüdogru & Erik
- Astragalus pseudopulchellus Maassoumi
- békási csüdfű (Astragalus pseudopurpureus) Gusul.
- Astragalus pseudoquisqualis Podlech
- Astragalus pseudorhacodes Gontsch.
- Astragalus pseudorigidulus Podlech
- Astragalus pseudorobustus Podlech & Maassoumi
- Astragalus pseudoroseus N.Ulziykh.
- Astragalus pseudoscoparius Gontsch.
- Astragalus pseudoshebarensis Podlech
- Astragalus pseudosinaicus Gazer & Podlech
- Astragalus pseudosquarrosus Sirj. & Rech.f.
- Astragalus pseudosulfuratus Podlech
- Astragalus pseudoszovitsii Sirj. & Rech.f.
- Astragalus pseudotauricola (Ponert) Podlech
- Astragalus pseudotesticulatus Sanchir ex N.Ulziykh.
- Astragalus pseudotetrastichus M.N.Abdull.
- Astragalus pseudotitovii Podlech
- Astragalus pseudotomentellus Podlech
- Astragalus pseudotortuosus Tietz & Zarre
- Astragalus pseudoutriger Grossh.
- Astragalus pseudoversicolor Y.C.Ho
- Astragalus pseudovinus Maassoumi & Podlech
- Astragalus pseudovulpinus Sanchir ex N.Ulziykh.
- Astragalus pseudozagrosicus Maassoumi & Podlech
- Astragalus psilacanthus Boiss.
- Astragalus psilacmos Bunge
- Astragalus psilocentros Fisch.
- Astragalus psilodontius Boiss.
- Astragalus psilolobus Puchkova
- Astragalus psilophus Schrenk
- Astragalus psilosepalus Podlech & L.R.Xu
- Astragalus psilostylus Bunge
- Astragalus pskemensis Popov
- Astragalus psoraloides Lam.
- Astragalus pterocarpus S.Watson
- Astragalus pterocephalus Bunge
- Astragalus ptilocephalus Baker
- Astragalus ptychophyllus Boiss.
- Astragalus pubentissimus Torr. & A.Gray
- Astragalus puberulus Ledeb.
- Astragalus pubiflorus DC.
- Astragalus pueblae M.E.Jones
- Astragalus pulcher Korovin
- Astragalus puligumrensis Rech.f.
- Astragalus pullus N.D.Simpson
- Astragalus pulposus Popov
- Astragalus pulsiferae A.Gray
- Astragalus pulvinatus Bunge
- Astragalus pulviniformis I.M.Johnst.
- Astragalus punae I.M.Johnst.
- Astragalus punctatus Bunge
- Astragalus pungens Willd.
- Astragalus puniceus Osterh.
- Astragalus purpurascens Bunge
- Astragalus purpurinus (Y.C.Ho) Podlech & L.R.Xu
- Astragalus purpusii M.E.Jones
- Astragalus purshii Douglas ex G.Don
- Astragalus pushtashanicus C.C.Towns.
- Astragalus pusillus Vogel
- Astragalus pycnanthus (Boriss.) Sirj.
- Astragalus pycnocephalus Fisch.
- Astragalus pycnocladoides Hausskn. ex Bornm.
- Astragalus pycnolobus Bunge
- Astragalus pycnostachyus A.Gray
- Astragalus pyrrhotrichus Boiss.
- Astragalus qaratchaicus Maassoumi, Ghahrem. & Javadi
- Astragalus qatmensis J.Thiébaut
- Astragalus qeydarnabiensis Bagheri, F.Ghahrem. & Maassoumi
- Astragalus qingheensis Y.X.Liou
- Astragalus qitaiensis Podlech & L.R.Xu
- Astragalus qohestanicus Nasseh & Maassoumi
- Astragalus qorvehensis Podlech
- Astragalus qoturensis Podlech
- Astragalus quinqueflorus S.Watson
- Astragalus quinquefoliolatus Bunge
- Astragalus quinquejugus Sirj. & Rech.f.
- Astragalus quisqualis Bunge
- Astragalus racemosus Pursh
- Astragalus racemulosus Boiss. & Hausskn.
- Astragalus raddeanus Regel
- Astragalus raddei Basil.
- Astragalus radicans Hornem.
- Astragalus radkanensis Bunge
- Astragalus radschirdensis Sirj. & Bornm.
- Astragalus rafaelensis M.E.Jones
- Astragalus rahiminejadii Ranjbar
- Astragalus ramianensis Sirj. & Rech.f.
- Astragalus ramicaudex D.F.Chamb.
- Astragalus ramitensis Rassulova
- Astragalus raphaelis G.Ferro
- Astragalus raphiodontus Boiss.
- Astragalus rariflorus Ledeb.
- Astragalus rarissimus Popov
- Astragalus rarus Sirj. & Rech.f.
- Astragalus rassoulii Podlech
- Astragalus rassulovae Podlech
- Astragalus raswendicus Hausskn. & Bornm.
- Astragalus rattanii A.Gray
- Astragalus ravenii Barneby
- Astragalus rawianus C.C.Towns.
- Astragalus rawlinsianus Aitch. & Baker
- Astragalus rayatensis Eig
- Astragalus razensis Nasseh & Joharchi
- Astragalus recognitus Fisch.
- Astragalus reconditus Podlech & Maassoumi
- Astragalus recurvatus Podlech
- Astragalus recurvus Greene
- Astragalus reduncus Pall.
- Astragalus reesei Maire
- Astragalus reflexistipulus Miq.
- Astragalus reflexus Torr. & A.Gray
- Astragalus refractus C.A.Mey.
- Astragalus regestus Maassoumi
- Astragalus regiomontanus Barneby
- Astragalus registanicus Rech.f.
- Astragalus reichei Speg.
- Astragalus reinii Ball
- Astragalus remanens Nabiev
- Astragalus remotiflorus Boiss.
- Astragalus remotifolius Boiss. & Hausskn.
- Astragalus remotijugus Boiss. & Hohen.
- Astragalus remotispicatus Bagheri & Maassoumi
- Astragalus remotus (M.E.Jones) Barneby
- Astragalus renzianus Podlech
- Astragalus renzii Hub.-Mor.
- Astragalus repentinus Ekící & Podlech
- Astragalus reshadianus Podlech
- Astragalus retamocarpus Boiss. & Hohen.
- Astragalus reticulatovenosus Maassoumi & Podlech
- Astragalus reticulatus M.Bieb.
- Astragalus retufoliatus Y.C.Ho
- Astragalus reuterianus Boiss.
- Astragalus reventiformis (Rydb.) Barneby
- Astragalus reventus A.Gray
- Astragalus reverdattoanus Sumnev.
- Astragalus rhabdophorus Bornm.
- Astragalus rhacodes Bunge
- Astragalus rhizanthus Benth.
- Astragalus rhizocephalus Baker
- Astragalus rhodochrous Boiss. & Hausskn.
- Astragalus rhododendrophilus Podlech & L.R.Xu
- Astragalus rhodosemius Boiss. & Hausskn.
- Astragalus richii A.Gray
- Astragalus rigidulus Benth. ex Bunge
- Astragalus rimarum Bornm.
- Astragalus riouxii Rech.f.
- Astragalus riparius Barneby
- Astragalus ripleyi Barneby
- Astragalus rivashensis Maassoumi
- Astragalus robbinsii (Oakes) A.Gray
- Astragalus roborovskyi N.Ulziykh.
- Astragalus robustus Bunge
- Römer-csüdfű (Astragalus roemeri) Simonk.
- Astragalus roessleri Podlech
- Astragalus rollovii Grossh.
- Astragalus romasanus Ulbr.
- Astragalus rosae Kirchhoff
- Astragalus roschanicus B.Fedtsch.
- Astragalus rosellus Sirj. & Rech.f.
- Astragalus roseocalycinus V.A.Matthews
- Astragalus roseus Ledeb.
- Astragalus rostratus C.A.Mey.
- Astragalus rotundus Gontsch.
- Astragalus rousseanus Boiss.
- Astragalus rubellus Gontsch.
- Astragalus rubens B.Fedtsch. & N.A.Ivanova
- Astragalus rubescens Kovalevsk. & Vved.
- Astragalus rubicundus Podlech & Sytin
- Astragalus rubriflorus Bunge
- Astragalus rubrifolius V.V.Nikitin ex Kovalevsk.
- Astragalus rubrigalli Popov
- Astragalus rubriphysa Maassoumi & Khorrami
- Astragalus rubrivenosus Gontsch.
- Astragalus rubrocalycinus Maassoumi & Podlech
- Astragalus rubrolineatus Sirj. & Rech.f.
- Astragalus rubromarginatus Czerniak.
- Astragalus rubrostriatus Bunge
- Astragalus rubtzovii Boriss.
- Astragalus rudimentus Maassoumi
- Astragalus rudolffii N.Ulziykh.
- Astragalus rufescens Freyn & Bornm.
- Astragalus rugosus Fisch. ex Bunge
- Astragalus ruiz-lealii I.M.Johnst.
- Astragalus rumelicus Bunge
- Astragalus rumpens Meffert
- Astragalus runemarkii Maassoumi & Podlech
- Astragalus rupertii Villarreal & M.A.Carranza
- Astragalus rupifragiformis Popov
- Astragalus rupifragus Pall.
- Astragalus rusbyi Greene
- Astragalus ruscifolius Boiss.
- Astragalus russanovii F.O.Khass., Sarybaeva & Esankulov
- Astragalus russellii Banks & Sol.
- Astragalus rusticus Maassoumi
- Astragalus rytidocarpus Ledeb.
- Astragalus rytyensis Stepants.
- Astragalus rzaevii Grossh.
- Astragalus saadatabadensis Podlech
- Astragalus saadius Parsa
- Astragalus sabetii Podlech & Maassoumi
- Astragalus sabuletorum Ledeb.
- Astragalus sabulonum A.Gray
- Astragalus sabulosus M.E.Jones
- Astragalus sabzakensis Kirchhoff
- Astragalus sabzevarensis Podlech & Zarre
- Astragalus saccatus Boiss.
- Astragalus saccocalyx Schrenk
- Astragalus sachalinensis Bunge
- Astragalus sachanewii Sirj.
- Astragalus sadiensis Podlech & L.R.Xu
- Astragalus saetiger Becht
- Astragalus safavii Podlech & Maassoumi
- Astragalus saganlugensis Trautv.
- Astragalus sagastaigolensis N.Ulziykh. ex Podlech & L.R.Xu
- Astragalus sagasteguii Gómez-Sosa
- Astragalus saharae Pomel
- Astragalus sahendi Buhse ex Fisch.
- Astragalus saichanensis Sanchir
- Astragalus saidii F.O.Khass. & Esankulov
- Astragalus salangensis Podlech
- Astragalus salatavicus Bunge
- Astragalus salavatabadensis Podlech
- Astragalus salehabadensis Ranjbar & Zarin
- Astragalus salmakiae Podlech & Zarre
- Astragalus salmonis M.E.Jones
- Astragalus salsugineus Kar. & Kir.
- Astragalus samamensis Boiss. & Buhse
- Astragalus sanandajianus Tietz
- Astragalus sanctae-crucis Speg.
- Astragalus sanctorum Barneby
- Astragalus sanctus Boiss.
- Astragalus sanczirii N.Ulziykh.
- Astragalus sangcharakensis Podlech
- Astragalus sangesuricus Boriss.
- Astragalus sangimashensis Rech.f.
- Astragalus sanguineus Rydb.
- Astragalus sanguinolentus M.Bieb.
- Astragalus sanjappae L.B.Chaudhary & Z.H.Khan
- Astragalus sarabensis Maassoumi & Podlech
- Astragalus sarae Eig
- Astragalus saralensis Gontsch.
- Astragalus saratagius Bunge
- Astragalus sarbasnensis B.Fedtsch.
- Astragalus sarchanensis Gontsch.
- Astragalus sarcocolla Dymock
- Astragalus saremii Maassoumi
- Astragalus sarikamishensis Podlech
- Astragalus sarygorensis Rassulova
- Astragalus sarytavicus Popov
- Astragalus sarzehensis Ranjbar
- Astragalus sata-kandaoensis Podlech
- Astragalus satoi Kitag.
- Astragalus satteotoichos Gontsch.
- Astragalus saurinus Barneby
- Astragalus savanatensis Ranjbar, Vitek & Mahmoudian
- Astragalus savellanicus Podlech
- Astragalus saxifractor Rech.f. & Gilli
- Astragalus saxorum N.D.Simpson
- Astragalus scaberrimus Bunge
- Astragalus scabrifolius Boiss.
- Astragalus scabrisetus Bong.
- Astragalus scalaris S.Watson
- Astragalus scaphoides (M.E.Jones) Rydb.
- Astragalus scapiger Ranjbar & Maassoumi
- Astragalus schachdarinus Lipsky
- Astragalus schachimardanus Basil.
- Astragalus schahrudensis Bunge
- Astragalus schanginianus Pall.
- Astragalus schelichowii Turcz.
- Astragalus scheremetevianus O.Fedtsch.
- Astragalus schimperi Boiss.
- Astragalus schinetorum Barneby
- Astragalus schirasicus Fisch.
- Astragalus schirkuhicus Bornm.
- Astragalus schistosus Boiss. & Hohen.
- Astragalus schizopterus Boiss.
- Astragalus schizotropis Murb.
- Astragalus schmakovii Skatschko
- Astragalus schmalhausenii Bunge
- Astragalus schmidii Podlech
- Astragalus schmolliae Ced.Porter
- Astragalus scholerianus Bornm.
- Astragalus schottianus Boiss.
- Astragalus schrenkianus Fisch. & C.A.Mey.
- Astragalus schugnanicus B.Fedtsch.
- Astragalus schumilovae Polozhij
- Astragalus schutensis Gontsch.
- Astragalus sciadophorus Franch.
- Astragalus sciureus Boiss. & Hohen.
- Astragalus sclerocarpus A.Gray
- Astragalus sclerocladus Bunge
- Astragalus scleropodius Ledeb.
- Astragalus scleroxylon Bunge
- Astragalus scoparius Schrenk
- Astragalus scopulorum Porter
- Astragalus scorpioides Pourr. ex Willd.
- Astragalus scorpiurus Bunge
- Astragalus scorpius Boiss.
- Astragalus scutaneus Barneby
- Astragalus seatonii M.E.Jones
- Astragalus secretus Podlech & L.R.Xu
- Astragalus secundiflorus Rassulova
- Astragalus sedaensis Y.C.Ho
- Astragalus sefinensis Bornm.
- Astragalus segazicus Parsa
- Astragalus segregatus Zarre & Podlech
- Astragalus seidabadensis Bunge
- Astragalus seidlitzii Bunge
- Astragalus sekaniensis Ranjbar, Assadi & Karamian
- Astragalus semenovii Bunge
- Astragalus semicircularis P.C.Li
- Astragalus semideserti Gontsch.
- Astragalus semilunatus Podlech
- Astragalus semipellitus Bunge
- Astragalus semiromensis Podlech & Maassoumi
- Astragalus semnanensis Bornm. & Rech.f.
- Astragalus sempervirens Lam.
- Astragalus senganensis Bunge
- Astragalus senilis Bornm.
- Astragalus sepultipes (Barneby) Barneby
- Astragalus serenoi E.Sheld.
- Astragalus sericeocanus Gontsch.
- Astragalus sericeopuberulus Boriss.
- Astragalus sericoleucus A.Gray
- Astragalus sericopetalus Trautv.
- Astragalus sericophyllus Griseb.
- Astragalus sericostachyus Stocks
- Astragalus serpens M.E.Jones
- Astragalus serpentinicola H.Duman & Ekim
- Astragalus serpentinicus Sirj. & Rech.f.
- Astragalus sesameus L.
- Astragalus sesamoides Boiss.
- Astragalus sesquiflorus S.Watson
- Astragalus sessiliceps Bornm.
- Astragalus sessiliflorus Podlech & Zarre
- Astragalus setosulus Gontsch.
- Astragalus setsureianus Nakai
- Astragalus setulosus Boiss. & Balansa
- Astragalus sevangensis Grossh.
- Astragalus severzovii Bunge
- Astragalus seydishehiricus Kit Tan & Ocakv.
- Astragalus shabilensis Podlech & Maassoumi
- Astragalus shadiensis L.R.Xu, Zhao Y.Chang & Podlech
- Astragalus shagalensis Grossh.
- Astragalus shahinii Podlech & Maassoumi
- Astragalus shahpouricus Parsa
- Astragalus shahsavarii Maassoumi & Podlech
- Astragalus sharestanicus Podlech & I.Deml
- Astragalus sharifii Sirj. & Rech.f.
- Astragalus shatuensis Podlech
- Astragalus shebarensis Podlech
- Astragalus shehbazii Zarre & Podlech
- Astragalus sheldonii (Rydb.) Barneby
- Astragalus shelkovnikovii Grossh.
- Astragalus sherriffii Podlech
- Astragalus shevockii Barneby
- Astragalus shinanensis Ohwi
- Astragalus shiroumaensis Makino
- Astragalus shogotensis Podlech
- Astragalus shortianus Nutt.
- Astragalus shuturunkuhensis Podlech
- Astragalus siahbishehensis Rahimin. & Ranjbar
- Astragalus siahcheshmehensis Maassoumi & Podlech
- Astragalus siahderrensis Sirj. & Rech.f.
- Astragalus sibthorpianus Boiss.
- Astragalus sichuanensis L.Meng, X.Y.Zhu & P.K.Hsiao
- Astragalus siculus Biv.
- Astragalus sieberi DC.
- Astragalus sieversianus Pall.
- Astragalus sigmoideus Bunge
- Astragalus sikkimensis Benth. ex Bunge
- Astragalus sikokianus Nakai
- Astragalus silachorensis Bornm.
- Astragalus siliceus Barneby
- Astragalus silifkeense Dinç, Aytaç & Dogu
- Astragalus siliquosus Boiss.
- Astragalus silvisteppaceus Knjaz.
- Astragalus simakanensis Maassoumi & Hatami
- Astragalus similissimus Podlech & Zarre
- Astragalus simonii Hub.-Mor.
- Astragalus simplicifolius (Nutt.) A.Gray
- Astragalus sinaicus Boiss.
- Astragalus sinaloae Barneby
- Astragalus singarensis Boiss. & Hausskn.
- Astragalus sinicus L.
- Astragalus sinkiangensis Podlech & L.R.Xu
- Astragalus sinuatus Piper
- Astragalus sirdjanicus Parsa
- Astragalus sirensis Turrill
- Astragalus sirinicus Ten.
- Astragalus sirjaevii Zarre, Maassoumi & Podlech
- Astragalus sisakhtianus Podlech & Maassoumi
- Astragalus sisyrodytes Bunge
- Astragalus sitiens Bunge
- Astragalus sivandii Parsa
- Astragalus sivendicus Podlech & Maassoumi
- Astragalus skythropos Bunge
- Astragalus smithianus E.Peter
- Astragalus sobolevskiae Polozhij
- Astragalus sofarensis J.Thiébaut
- Astragalus soficus Bunge
- Astragalus sogdianus Bunge
- Astragalus sogotensis Lipsky
- Astragalus sohrevardianus Bagheri, Maassoumi & F.Ghahrem.
- Astragalus sojakii Podlech
- Astragalus solandri Lowe
- Astragalus solitarius M.Peck
- Astragalus sommieri Freyn
- Astragalus sonamerensis Schischk.
- Astragalus sophoroides M.E.Jones
- Astragalus sorgerae Hub.-Mor. & D.F.Chamb.
- Astragalus sosnowskyi Grossh.
- Astragalus souliei N.D.Simpson
- Astragalus soxmaniorum Lundell
- Astragalus spachianiformis Podlech & Maassoumi
- Astragalus spachianus Boiss. & Buhse
- Astragalus spaldingii A.Gray
- Astragalus sparsiflorus A.Gray
- Astragalus sparsipilis Hub.-Mor. & D.F.Chamb.
- Astragalus sparsus Decne.
- Astragalus spartioides Kar. & Kir.
- Astragalus spatulatus E.Sheld.
- Astragalus speciosissimus Pavlov
- Astragalus speciosus Boiss. & Hohen.
- Astragalus spectabilis Schischk.
- Astragalus spegazzinii I.M.Johnst.
- Astragalus speirocarpus A.Gray
- Astragalus spellenbergii A.E.Estrada, S.González & Villarreal
- Astragalus sphaeranthus Boiss.
- Astragalus sphaerocystis Bunge
- Astragalus sphaerophysa Kar. & Kir.
- Astragalus spiciformis Eig
- Astragalus spinellifer Rech.f. & Gilli
- Astragalus spinescens Bunge
- Astragalus spinosus (Forssk.) Muschl.
- Astragalus spitzenbergeri Podlech
- Astragalus sprucei I.M.Johnst.
- Astragalus spruneri Boiss.
- Astragalus spryginii Popov
- Astragalus squarrosus Bunge
- Astragalus stalinskyi irj.
- Astragalus stapfii Sirj.
- Astragalus steinbergianus Sumnev.
- Astragalus steinerianus Podlech
- Astragalus stella L.
- Astragalus stenanthus Bunge
- Astragalus stenocalyx Eig
- Astragalus stenocarpus Gontsch.
- Astragalus stenoceras C.A.Mey.
- Astragalus stenoceroides Boriss.
- Astragalus stenocystis Bunge
- Astragalus stenolepis Fisch.
- Astragalus stenopterus Sirj. & Rech.f.
- Astragalus stenosemioides Bornm. ex D.F.Chamb. & V.A.Matthews
- Astragalus stenosemius Boiss. & Noë
- Astragalus stenostegius Boiss. & Hausskn.
- Astragalus stephenianus Aitch. & Baker
- Astragalus steppicola Sirj., Rech.f. & Aellen
- Astragalus stepporum Podlech
- Astragalus stereocalyx Bornm.
- Astragalus stevenianus DC.
- Astragalus stewartii Baker
- Astragalus stictolobus Barneby
- Astragalus stipitatus Benth. ex Bunge
- Astragalus stipulatus D.Don ex Sims
- Astragalus stipulosus (Boriss.) Boriss.
- Astragalus stocksii Benth. ex Bunge
- Astragalus stojanii Nábelek
- Astragalus storozhevae Knjaz.
- Astragalus straturensis M.E.Jones
- Astragalus straussii Hausskn. ex Bornm.
- Astragalus striatiflorus M.E.Jones
- Astragalus strictifolius Boiss.
- Astragalus strictipes Bornm.
- Astragalus strictispinus Boiss.
- Astragalus strictissimus Podlech & Zarre
- Astragalus strictus Benth.
- Astragalus stridii Kit Tan
- Astragalus strigillosus Bunge
- Astragalus strigosostipulatus Rech.f. & Köie
- Astragalus strigulosus Kunth
- Astragalus subalpinus Boiss. & Buhse
- Astragalus subansiriensis Podlech
- Astragalus subarcuatus Popov
- Astragalus subaspadanus Maassoumi, F.Ghahrem. & Bagheri
- Astragalus subauriculatus Gontsch.
- Astragalus × subbarbellatus Bunge
- Astragalus subbijugus Ledeb.
- Astragalus subbrevidens Maassoumi
- Astragalus subcaracugensis Sitpaeva
- Astragalus subcaulescens Ledeb.
- Astragalus subcinereus A.Gray
- Astragalus subconduplicatus Ali
- Astragalus subdjenarensis V.N.Vassil.
- Astragalus suberosus Banks & Sol.
- Astragalus subexcedens Gontsch.
- Astragalus subglaberrimus Podlech & Maassoumi
- Astragalus subhanensis Ghahr.-Nejad & Behçet
- Astragalus subinduratus Gontsch.
- Astragalus subkohrudicus Maassoumi, F.Ghahrem. & Bagheri
- Astragalus sublaguriformis Bagheri, Maassoumi & F.Ghahrem.
- Astragalus submaculatus Boriss.
- Astragalus submitis Boiss. & Hohen.
- Astragalus submontanus Podlech
- Astragalus subpenicillatus Podlech
- Astragalus subpentanthus Maassoumi & Podlech
- Astragalus subrecognitus Bagheri, Maassoumi & F.Ghahrem.
- Astragalus subrosulariformis Sirj. & Rech.f.
- Astragalus subrosularis Gontsch.
- Astragalus subscaposus Popov ex Boriss.
- Astragalus subschachimardanus Popov
- Astragalus subsecundus Boiss. & Hohen.
- Astragalus subspinescens Popov
- Astragalus subspongocarpus Ovcz. & Rassulova
- Astragalus substenoceras Boriss.
- Astragalus substipitatus Gontsch.
- Astragalus subternatus Pavlov
- Astragalus subuliformis DC.
- Astragalus subverticillatus Gontsch.
- Astragalus subvestitus (Jeps.) Barneby
- Astragalus succumbens Douglas ex Hook.
- Astragalus suffalcatus Bunge
- Astragalus sufianicus Podlech & Sytin
- barázdált csüdfű (Astragalus sulcatus) L.
- Astragalus sulfuratus Sirj. & Rech.f.
- Astragalus sultan-bulaghensis Podlech
- Astragalus sultanabadensis Sirj. & Rech.f.
- Astragalus suluklensis Freyn & Sint.
- Astragalus sumarensis Maassoumi
- Astragalus sumbari Popov
- Astragalus sumneviczii Pavlov
- Astragalus sungpanensis E.Peter
- Astragalus superfluus Rech.f. & Köie
- Astragalus supinus C.A.Mey. ex Bunge
- Astragalus supralaevis Podlech & L.R.Xu
- Astragalus suprapilosus Gontsch.
- Astragalus surchobi Gontsch.
- Astragalus surugensis Boiss. & Hausskn.
- Astragalus suserianus Podlech & Ekici
- Astragalus susianus Boiss.
- Astragalus sutchuenensis Franch.
- Astragalus swatensis Podlech & Zarre
- Astragalus sympileicalycinus Maassoumi & Nasseh
- Astragalus sympileicarpus Rech.f.
- Astragalus syreitschikovii Pavlov
- Astragalus syriacus L.
- Astragalus syringus D.F.Chamb.
- Astragalus sytinii Belous & Laktionov
- Astragalus szovitsii Fisch. & C.A.Mey.
- Astragalus tabrizianus Buhse
- Astragalus tacorensis Gómez-Sosa
- Astragalus tadmorensis Eig & Sam.
- Astragalus taebiae Zarre & Podlech
- Astragalus tahbaziae Zarre & Podlech
- Astragalus taipaishanensis Y.C.Ho & S.B.Ho ex C.W.Chang
- Astragalus taiyuanensis S.B.Ho
- Astragalus takharensis Podlech
- Astragalus takhtadzhjanii Grossh.
- Astragalus talagonicus Boiss. & Hohen.
- Astragalus talarensis Sirj. & Rech.f.
- Astragalus talasseus Boiss. & Balansa
- Astragalus talassicus Popov
- Astragalus talbotianus Aitch. & Baker
- Astragalus taldycensis Franch.
- Astragalus taleshensis Bidarlord, F.Ghahrem. & Maassoumi
- Astragalus talimansurensis Sirj. & Rech.f.
- Astragalus taluqanensis Podlech
- Astragalus tamiricus N.Ulziykh.
- Astragalus tanae Sosn.
- Astragalus tanaiticus K.Koch
- Astragalus taochius Woronow
- Astragalus tarijensis Wedd.
- Astragalus tarumensis Sirj. & Rech.f.
- Astragalus taschkendicus Bunge
- Astragalus taschkutanus V.A.Nikitin
- Astragalus tashqurghanicus Rech.f. & Podlech
- Astragalus tatjanae Lincz.
- Astragalus tatlii Pe?men
- Astragalus taubertianus Asch. & Barbey ex E.A.Durand & Barratte
- Astragalus tauricola Boiss.
- Astragalus tawilicus C.C.Towns.
- Astragalus taygeteus Jim.Perss. & Strid
- Astragalus teberdensis Grossh. ex Fed.
- Astragalus tecti-mundi Freyn
- Astragalus tefreschensis Hausskn. ex Bornm.
- Astragalus tegetarioides M.E.Jones
- Astragalus tegulensis Bacch. & Brullo
- Astragalus teheranicus Boiss. & Hohen.
- Astragalus tehuelches Speg.
- Astragalus tekabensis Maassoumi & Maroofi
- Astragalus tekesensis S.B.Ho
- Astragalus tekessicus Bajtenov
- Astragalus tekutjevii Gontsch.
- Astragalus temirensis Popov
- Astragalus tenax Bunge
- Astragalus tenellus Pursh
- Astragalus tener A.Gray
- Astragalus tennesseensis A.Gray ex Chapm.
- Astragalus tenuifolius L.
- Astragalus tenuiramosus Podlech & Zarre
- Astragalus tenuis Turcz.
- Astragalus tenuiscapus Freyn & Bornm.
- Astragalus tenuissimus Zarre & Podlech
- Astragalus tephrodes A.Gray
- Astragalus tephrolobus Bunge
- Astragalus tephrosioides Boiss.
- Astragalus terekliensis Gontsch.
- Astragalus terektensis Fisjun
- Astragalus termeanus Maassoumi & Podlech
- Astragalus terminalis S.Watson
- Astragalus terrae-rubrae Butkov
- Astragalus terrestris Kitam.
- Astragalus teskhemicus Sytin & Shaulo
- Astragalus tesquorum Podlech & L.R.Xu
- Astragalus testiculatus Pall.
- Astragalus tetranocarpus Bornm. & Gauba
- Astragalus tetrapterus A.Gray
- Astragalus tetrastichus Bunge
- Astragalus thaumasios Podlech
- Astragalus thermensis Vals.
- Astragalus thiebautii Eig
- Astragalus thionanthus Bornm.
- Astragalus thlaspi Lipsky
- Astragalus thomsonii Podlech
- Astragalus thracicus Griseb.
- Astragalus thurberi A.Gray
- Astragalus thyrsiflorus Sirj. & Rech.f.
- Astragalus tianschanicus Bunge
- Astragalus tibetanus Benth. ex Bunge
- Astragalus tibeticola Podlech & L.R.Xu
- Astragalus tidestromii (Rydb.) Clokey
- Astragalus tiehmii Barneby
- Astragalus tietziae Ghahr. & Zarre
- Astragalus tigridis Boiss.
- Astragalus tioides (Rydb.) Barneby
- Astragalus titanophilus Barneby
- Astragalus titovii Gontsch.
- Astragalus tmoleus Boiss.
- Astragalus toanus M.E.Jones
- Astragalus tokachiensis T.Yamaz. & Kadota
- Astragalus tokatensis Fisch.
- Astragalus toksunensis S.B.Ho
- Astragalus tolgorensis Sirj. & Rech.f.
- Astragalus tolmaczevii Jurtzev
- Astragalus tolucanus B.L.Rob. & Seaton
- Astragalus tomentellus Podlech
- Astragalus tongolensis Ulbr.
- Astragalus toppinianus Ali
- Astragalus toquimanus Barneby
- Astragalus torbathaydariyehensis Ranjbar & Zarin
- Astragalus tortipes J.L.Anderson & J.M.Porter
- Astragalus tortuosus DC.
- Astragalus totschalensis Bornm.
- Astragalus touranicus Freitag & Podlech
- Astragalus townsendii Zarre, Maassoumi & Podlech
- Astragalus trabzonicus Ekící, Aytaç & Akan
- Astragalus trachoniticus Post
- Astragalus trachyacanthos Fisch.
- Astragalus trachycarpus Gontsch.
- Astragalus trachytrichus Bunge
- Astragalus tragacantha L.
- Astragalus transecticola Podlech & L.R.Xu
- Astragalus transjordanicus Sam. ex Rech.f.
- Astragalus transnominatus M.N.Abdull.
- Astragalus transoxanus F.G.L.Fisch.
- Astragalus traskiae Eastw.
- Astragalus tremolsianus Pau
- Astragalus tribuloides Delile
- Astragalus tricarinatus A.Gray
- Astragalus trichanthus Golosk.
- Astragalus trichocarpus Benth.
- Astragalus tricholobus DC.
- Astragalus trichopodus (Nutt.) A.Gray
- Astragalus trichopterus Boiss.
- Astragalus trichostigma Bunge
- Astragalus tridactylicus A.Gray
- Astragalus triflorus (DC.) A.Gray
- Astragalus trifoliastrum Hub.-Mor. & V.A.Matthews
- Astragalus trifoliatus Phil.
- Astragalus trifoliolatus Boiss.
- Astragalus trigonocarpus (Turcz.) Bunge
- Astragalus trigonus DC.
- Astragalus trijugus Podlech & L.R.Xu
- Astragalus trimestris L.
- Astragalus triradiatus Bunge
- Astragalus troglodytus S.Watson
- Astragalus trojanus Steven ex Fisch.
- Astragalus trottianus Parsa
- Astragalus truncatoalatus Sirj. & Rech.f.
- Astragalus tsangpoensis Podlech & L.R.Xu
- Astragalus tscharikarensis Sirj. & Rech.f.
- Astragalus tscharynensis Popov
- Astragalus tschimganicus Popov
- Astragalus tschujensis Bunge
- Astragalus tshegemensis Galushko
- Astragalus tugarinovii Basil.
- Astragalus tulinovii B.Fedtsch.
- Astragalus tumbatsica C.Marquand & Airy Shaw
- Astragalus tumninensis Pavlova & Bassargin
- Astragalus tuna-ekimii Adigüzel
- Astragalus tungensis N.D.Simpson
- Astragalus tupalangi Gontsch.
- Astragalus turajgyricus Golosk.
- Astragalus turbat-haidariensis Sirj. & Rech.f.
- Astragalus turbinatus Bunge
- Astragalus turcicus Sümbül
- Astragalus turcomanicus (Bunge) Bunge
- Astragalus turczaninowii Kar. & Kir.
- Astragalus turgidus R.R.Rao & Balodi
- Astragalus turkestanus Bunge ex Boiss.
- Astragalus turkman-chaiensis Maassoumi, Mozaff. & Ramezani
- Astragalus turkmenensis Dural, Tugay & Ertugrul
- Astragalus turkmenorum (Boriss.) Sirj.
- Astragalus turolensis Pau
- Astragalus tuus Kit Tan
- Astragalus tuvinicus Timokhina
- Astragalus tuyehensis Ghahr., Maassoumi & Ghahr.-Nejad
- Astragalus tweedyi Canby
- Astragalus tyghensis M.Peck
- Astragalus tymphresteus Boiss. & Spruner
- Astragalus typhiformis Maassoumi
- Astragalus tyttocarpus Gontsch.
- Astragalus ufraensis Freyn & Sint.
- Astragalus ugamicus Popov
- Astragalus uhlwormianus Freyn & Bornm.
- Astragalus uliginosus L.
- Astragalus ulrichianus Podlech
- Astragalus ulziykhutagii Sytin
- Astragalus umbellatus Bunge
- Astragalus umbraticus E.Sheld.
- Astragalus unalii Çeçen, Aytaç & H.Misirdali
- Astragalus uncialis Barneby
- Astragalus uniflorus DC.
- Astragalus unifoliatus Bunge
- Astragalus unijugus Bunge
- Astragalus unilateralis Kar. & Kir.
- Astragalus unilocularis Kamelin & Pachom.
- Astragalus uninodis Popov & Vved.
- Astragalus uraniolimneus Boiss.
- Astragalus urbanianus Ulbr.
- Astragalus urbanus Podlech & Maassoumi
- Astragalus urgunensis Podlech
- Astragalus urgutinus Lipsky
- Astragalus urmiensis Bunge
- Astragalus urunguensis N.Ulziykh.
- Astragalus ustiurtensis Bunge
- Astragalus utahensis (Torr.) Torr. & A.Gray
- Astragalus utriger Pall.
- Astragalus uttaranchalensis L.B.Chaudhary & Z.H.Khan
- Astragalus vaccarum A.Gray
- Astragalus vaginans DC.
- Astragalus vaginatus Pall.
- Astragalus vagus (Clos) Reiche
- Astragalus valdeviolaceus Brullo, Giusso & Musarella
- Astragalus valerianensis I.M.Johnst.
- Astragalus valerii N.Ulziykh.
- Astragalus vallaris M.E.Jones
- Astragalus vallestris Kamelin
- Astragalus vallicoides A.P.Khokhr.
- Astragalus vallicola Gontsch.
- Astragalus vallis-astoris Podlech & Zarre
- Astragalus vanillae Boiss.
- Astragalus vardziae Kharadze & Chinth.
- Astragalus variabilis Bunge ex Maxim.
- Astragalus variegatus Franch.
- Astragalus variistipula Turrill
- homoki csüdfű (Astragalus varius) S.G.Gmel.
- Astragalus varus (J.F.Macbr.) Gómez-Sosa
- Astragalus varzobicus Gontsch.
- Astragalus vassilczenkoanus Golosk.
- Astragalus vassilczenkoi Berdyev
- Astragalus vavilovii Fed. & Tamamsch.
- Astragalus vegetior Gontsch.
- Astragalus vegetus Bunge
- Astragalus veiskaramii Zarre, Podlech & Sabaii
- Astragalus velatus Trautv.
- Astragalus velenovskyi Nábelek
- Astragalus venturii I.M.Johnst.
- Astragalus venulosus Boiss.
- Astragalus venustus Maassoumi & Podlech
- Astragalus vepres Zarre & Podlech
- Astragalus veresczaginii Krylov & Sumnev.
- Astragalus vereskensis Maassoumi & Podlech
- Astragalus vernaculus Podlech
- Astragalus verrucosus Moris
- Astragalus versicolor Pall.
- Astragalus versipilus Rech.f. & Köie
- Astragalus verticillatus (Phil.) Reiche
- Astragalus verus Olivier
- Astragalus vescus Podlech & L.R.Xu
- Astragalus vesicarius L.
- Astragalus vesiculosus Clos
- Astragalus vessaliae Maassoumi & Podlech
- Astragalus vestitus Boiss. & Heldr.
- Astragalus vexans Rech.f. & Köie
- Astragalus vexillaris Boiss.
- Astragalus vexilliflexus E.Sheld.
- Astragalus vicarius Lipsky
- Astragalus vicia Sirj. & Rech.f.
- Astragalus vicinalis Zarre & Podlech
- Astragalus villosissimus Bunge
- Astragalus villosulus Podlech
- Astragalus villosus Michx.
- Astragalus virens Pavlov
- Astragalus viridiflavus N.Ulziykh.
- Astragalus viridiflorus Boriss.
- Astragalus viridiformis Sirj.
- Astragalus viridis Bunge
- Astragalus viridissimus Freyn & Sint.
- Astragalus visibilis Podlech & L.R.Xu
- Astragalus visunicus Kuczer.
- Astragalus vladimiri-komarovii B.Fedtsch.
- Astragalus vladimirii Sirj.
- Astragalus vogelii (Webb) Bornm.
- Astragalus volkii Rech.f.
- Astragalus vulcanicus Bornm.
- Astragalus vulnerariae DC.
- Astragalus vulpinus Willd.
- Astragalus vvedenskyi Popov
- Astragalus wachschi B.Fedtsch.
- Astragalus wagneri Bartl. ex Bunge
- Astragalus wakhanicus Podlech
- Astragalus warburgii Bornm.
- Astragalus wardii A.Gray
- Astragalus waterfallii Barneby
- Astragalus webberi A.Gray
- Astragalus webbianus Benth.
- Astragalus weberbaueri Ulbr.
- Astragalus weddellianus (Kuntze) I.M.Johnst.
- Astragalus weirianus Aitch. & Baker
- Astragalus weixinensis Y.C.Ho
- Astragalus welshii Barneby
- Astragalus wendelboi I.Deml
- Astragalus wenquanensis S.B.Ho
- Astragalus werdermannii I.M.Johnst.
- Astragalus wetherillii M.E.Jones
- Astragalus whitneyi A.Gray
- Astragalus wiedemannianus Fisch.
- Astragalus wiesneri Stapf ex Bornm.
- Astragalus wilhelminae I.Deml
- Astragalus williamsii Britton & Rydb.
- Astragalus willisii Popov
- Astragalus wilmottianus Stoj.
- Astragalus wingatanus S.Watson
- Astragalus winkleri Trautv.
- Astragalus wittmannii Barneby
- Astragalus wojciechowskianus Ranjbar
- Astragalus wolgensis Bunge
- Astragalus wolungensis P.C.Li
- Astragalus woodruffii M.E.Jones
- Astragalus wootonii E.Sheld.
- Astragalus woronowii Bornm.
- Astragalus wrightii A.Gray
- Astragalus wulingensis Jia X.Li & X.L.Yu
- Astragalus wulumuquanus F.T.Wang & Tang ex K.T.Fu
- Astragalus wushanicus N.D.Simpson
- Astragalus xanthogossypinus Hand.-Mazz.
- Astragalus xanthomeloides Korovin & Popov
- Astragalus xanthotrichos Ledeb.
- Astragalus xanthoxiphidiopsis Rech.f.
- Astragalus xerophiloides Podlech & Ekici
- Astragalus xerophilus Ledeb.
- Astragalus xijiangensis L.R.Xu & Y.H.Wu
- Astragalus xiphidioides Freyn & Sint.
- Astragalus xiphidiopsis Bornm.
- Astragalus xiphidium Bunge
- Astragalus xiphoides (Barneby) Barneby
- Astragalus xipholobus Popov
- Astragalus xitaibaicus (K.T.Fu) Podlech & L.R.Xu
- Astragalus xylobasis Freyn & Bornm.
- Astragalus xylocladus Rech.f. & Gilli
- Astragalus yamamotoi Miyabe & Tatew.
- Astragalus yanerwoensis Podlech & L.R.Xu
- Astragalus yangchangii Podlech & L.R.Xu
- Astragalus yangii C.Chen & Zi G.Qian
- Astragalus yangtzeanus N.D.Simpson
- Astragalus yawnuensis Podlech
- Astragalus yazdii (Vassilcz.) Podlech & Maassoumi
- Astragalus yechengensis Podlech & L.R.Xu
- Astragalus yidunensis Podlech
- Astragalus yildirimlii Aytaç & Ekici
- Astragalus yilmazii Aytaç & M.Ekící
- Astragalus yoder-williamsii Barneby
- Astragalus yosiianus Kitam.
- Astragalus yukselii Karaman & Aytaç
- Astragalus yumenensis S.B.Ho
- Astragalus yunnanensis Franch.
- Astragalus yushensis Sabaii, Zarre & Podlech
- Astragalus yutianensis Podlech & L.R.Xu
- Astragalus zaaminensis F.O.Khass. & Esankulov
- Astragalus zacatecanus (Rydb.) Barneby
- Astragalus zacharensis Bunge
- Astragalus zachlensis Bunge
- Astragalus zadaensis Podlech & L.R.Xu
- Astragalus zagrosicus Boiss. & Hausskn.
- Astragalus zahlbruckneri Hand.-Mazz.
- Astragalus zaissanensis Sumnev.
- Astragalus zangelanus Grossh.
- Astragalus zangooeianus Maassoumi, Safavi & Nasseh
- Astragalus zanjanensis Podlech & Maassoumi
- Astragalus zanskarensis Benth. ex Bunge
- Astragalus zaprjagaevii Gontsch.
- Astragalus zaraensis Podlech
- Astragalus zarjabadensis Ranjbar
- Astragalus zarokoensis Rassulova
- Astragalus zarreanus Ranjbar
- Astragalus zayuensis C.C.Ni & P.C.Li
- Astragalus zerdanus Boiss.
- Astragalus zhiganicus L.Kuznetsova
- Astragalus zhouquinus K.T.Fu
- Astragalus ziaratensis Podlech
- Astragalus zingeri Korsh.
- Astragalus zionis M.E.Jones
- Astragalus zoharyi Eig
- Astragalus zoshkensis Ghahr.-Nejad
- Astragalus zourabadensis Zarre & Podlech
- Astragalus zubairensis Eig
- Astragalus zurmatensis Podlech & Zarre
- Astragalus zuvanticus Grossh.

### Fordítás
- Ez a szócikk részben vagy egészben  az   Astragalus című angol Wikipédia-szócikk ezen változatának fordításán alapul.  Az eredeti cikk szerkesztőit annak laptörténete sorolja fel. Ez a jelzés csupán a megfogalmazás eredetét és a szerzői jogokat jelzi, nem szolgál a cikkben szereplő információk forrásmegjelöléseként.